# نورثروپ اف-۵
نورثروپ اف-۵ (به انگلیسی: Northrop F-5 ) یک خانواده از هواپیماهای جنگنده سبک زِبَرصوت است که با سرمایه‌گذاری خصوصی در اواخر سالهای ۱۹۵۰ توسط شرکت نورثروپ کورپوریشن تولید شده است. دو مدل اصلی از این هواپیما وجود دارد، اف-۵ای و اف-۵ بی فریدم فایتر و گونه‌های با به روزرسانی کلی اف-۵ئی و اف-۵ اف تایگر-۲. در زمان توسعه این جنگنده، تیم طراحی هواپیمایی کوچک، بسیار آیرودینامیک را که دارای دو موتور جمع و جور و پرقدرت جنرال الکتریک جِی-۸۵ بود را با تمرکز بر عملکرد بالا و هزینه‌های نگهداری پائین، طراحی نمود.اف-۵ از جنگنده‌های معاصر خود همانند مک‌دانل داگلاس اف-۴ فانتوم ۲، کوچکتر و ساده‌تر بوده و بهای کمتری برای خرید و هزینه‌های پائین‌تری برای نگهداری را احتیاج داشت، این عوامل این جنگنده را به هواپیمایی محبوب برای صادرات تبدیل نمود. اگرچه در ابتدا اف-۵ به عنوان یک جنگنده در روز برای کسب برتری هوایی در نظر گرفته شده بود، لیکن هواپیمایی توانمند در انجام ماموریت‌های آفندی و تهاجم به اهداف زمینی نیز می‌باشد.اف-۵ای در اواخر سالهای ۱۹۶۰ به خدمت وارد شد. در زمان جنگ سرد و در طی سال ۱۹۷۲ بیش از ۸۰۰ فروند از این نوع جنگنده برای متحدین ایالات متحده آمریکا تولید شد. علیرغم اینکه نیروی هوایی ایالات متحده (USAF) در آن زمان نیازی به جنگنده سبک نداشت، تقریباً ۱٬۲۰۰ فروند هواپیمای آموزشی نورث روپ تی-۳۸ تالون را خریداری نمود که بر اساس طرح جنگنده ان-۱۵۶ نورثروپ، طراحی و تولید شده بود.
پس از برنده شدن در رقابت بین‌المللی هواپیماهای جنگنده، برنامه ای با هدف ارائه جنگنده‌های ارزان قیمت مؤثر به متحدان ایالات متحده آمریکا، در سال ۱۹۷۲ نورتروپ نسل دوم اف-۵ئی تایگر-۲ را معرفی کرد.
به روزرسانی‌های انجام شده بروی این گونه شامل موتورهای قدرتمندتر، ظرفیت سوخت بیشتر، مساحت بیشتر بالها و گسترش لبه حمله بهبود یافته برای نرخ گردش بهتر، امکانات اختیاری سوخت‌گیری هوایی و سامانه‌های اویونیک بهینه شده، از جمله رادار هوا به هوا بود. در ابتدا این هواپیما توسط متحدان آمریکا به کارگرفته شد، اما در ایالات متحده آمریکا برای پشتیبانی از تمرینات آموزشی استفاده می‌شد. یا داشتن توانایی انجام ماموریت‌های هوا به هوا و تهاجم زمینی، این هواپیما در طیف گسترده‌ای از ماموریت‌ها ایفای نقش نموده است. این جنگنده به‌طور گسترده در جنگ ویتنام مورد استفاده قرار گرفت. قبل از پایان تولید تایگر-۲ در سال ۱۹۸۷، در حدود ۱٬۴۰۰ فروند از این هواپیما تولید شد. در مجموع بیش از ۳٬۸۰۰ فروند اف-۵ و هواپیمای آموزشی پیشرفته شبیه به آن تی-۳۸ در هاوتورن، کالیفرنیا تولید شد. اف-۵ان/اف توسط نیروی دریایی ایالات متحده و همچنین سپاه تفنگداران دریایی ایالات متحده آمریکا برای
آموزش رزم هوایی غیر مشابه 
مورد استفاده قرار می‌گرفت. در سال ۲۰۲۱ بیش از ۴۰۰ فروند اف-۵ کماکان در خدمت نیروهای هوایی مختلف قرار داشت.
هواپیمای شناسایی آراف-۵ تایگرآی نیز از جمله هواپیماهای منشعب شده از این جنگنده می‌باشد.
اف-۵ همچنین پایه‌ای برای مطالعات طراحی تعداد دیگری از جنگنده‌های شرکت نورتروپ شد، که به جنگنده نورثروپ وای‌اف-۱۷ و به جنگنده ناوپایه اف/ای-۱۸ منجرشد. یک مدل پیشرفته از اف-۵ هم با عنوان اف-۲۰ تایگرشارک توسعه یافت، اما مورد استقبال خریداران قرار نگرفت و در نتیجه آن پروژه ملغی شد.

## طراحی و توسعه

### خاستگاه
طراحی این هواپیما توسط معاونت مهندسی شرکت نورثروپ و طراح هواپیما ادگار اشموود(به انگلیسی: Edgar Schmued) راهبری شد، وی سابقاً در شرکت نورث آمریکن آویشن ریاست تیم طراحی جنگنده‌های موفق نورث امریکن پی-۵۱ ماستنگ و اف-۸۶ سیبر بود اشموود تیم مهندسی قدرتمندی را برای نورثروپ استخدام نمود.
در دسامبر ۱۹۵۳، سازمان پیمان آتلانتیک شمالی (ناتو) اسناد ان‌بی‌ام‌آر-۱ که یک مناقصه برای جنگنده تاکتیکی سبک بود را منتشر نمود. جنگنده مذکور می‌بایست قادر به استفاده از مهمات هسته ای و مهمات متعارف و همچنین پرواز و انجام عملیات از باندهای پرواز نیمه آماده باشد. در اواخر سال ۱۹۵۴، تیم نورثروپ برنامه‌های مسافرتی به اروپا و آسیا را برای ارزیابی و بررسی برنامه ان‌بی‌ام‌آر-۱ و همچنین نیازهای سازمان پیمان آسیای جنوب شرقی (سیتو) انجام داد.
بر اساس این سفرها اشموود برای تیم خود این هدف را تعیین کرد، که به جای روند آن زمان در توسعه جنگنده‌های بزرگ و سنگین، بروی طرحی با عملکرد بالا، مانورپذیری بالا تمرکز نمایند که در مقایسه با جنگنده‌های هم عصر خود ارزان قیمت تر بوده و هزینه‌های نگهداری پائین‌تری داشته باشد.
وی با درک این موضوع که هواپیماهای جت گران‌قیمت را نمی‌توان هر چند سال یکبار جایگزین نمود، همچنین خواستار این شد که، طول عمر بیش از ۱۰ سال برای هواپیمای در دست طراحی در نظر گرفته شود.
طرح هواپیمای جدید در سال ۱۹۵۵ با معرفی موتور توربوجت جنرال الکتریک جی ۸۵ جدی تر شد. موتور جی ۸۵ در اصل برای موشک کروز هواپایه ای‌دم‌ام-۲۰ کویل توسعه یافته بود تا در بمب افکن‌های راهبردی بوئینگ بی-۵۲ استراتوفورترس مورد استفاده قرارگیرد. بسته به گونه، موتور جی-۸۵ دارای نسبت نیرو به وزن ۶٫۲۵ تا ۷٫۵ بود که دارای مزیت چشمگیری نسبت به موتور هم عصر خود موتور جی-۷۹ با نسبت نیرو به وزن ۴٫۷ بود، که در مک‌دانل داگلاس اف-۴ فانتوم ۲ مورد استفاده قرار می‌گرفت.

### روند تکامل در طراحی
تیم طراح با در نطر گرفتن یک کاربرد یک جفت موتور جی-۸۵ به عنوان مبنای طرح، اقدام به در ارائه طراح‌های آتی نمود. در این میان، یکی از طرح‌های مفهومی اولیه ان-۱۵۶ تی‌اکس بود که در مارس ۱۹۵۵ خلق شد. در این طرح موتورها در علاف‌هایی در زیر بالها قرار داشتند. بدنه هواپیما نسبت به طراحی نهایی بسیار باریک بوده و دارای دو خلبان بود که در زیر یک کاناپی و در کابین‌های تنگی مستقر می‌شدند.
در آن سال، نیروی دریایی ایالات متحده آمریکا، علاقمندی خود را برای جنگنده ای که بتواند از ناوهای هواپیمابر پشتیبان آن نیرو به کار روند، را اعلام داشت؛ زیرا این نوع ناوها برای جت‌های موجود نیروی دریایی آمریکا، بسیار کوچک بودند. عکس العمل نورثروپ به این درخواست، طرح با تغییرات افراطی پی‌دی-۲۷۰۶ بود، که همانند اف-۴ (فانتوم)، موتورها در یک معبر کوتاه قرار می‌گرفتند که خروجی آنها پیش از دم هواپیما بود. همچنین سکان افقی به دم تی شکل هواپیما منتقل شده بود. در نتیجه این طراحی دارای بدنه ای بسیار کوتاهتر و بسیار فشرده بود. البته این طرح با تصمیم نیروی دریایی برای خارج نمودن ناوهای هواپیمابر پشتیبان از خدمت، متوقف شد. در نتیجه نورثروپ بروی توسعه طرح ان-۱۵۶ تمرکز نمود، مدل دو سرنشینه آموزش پیشرفته با نام ان-۱۵۶ تی و مدل تک سرنیشنه با نام ان-۱۵۶ اف طراحی شد.

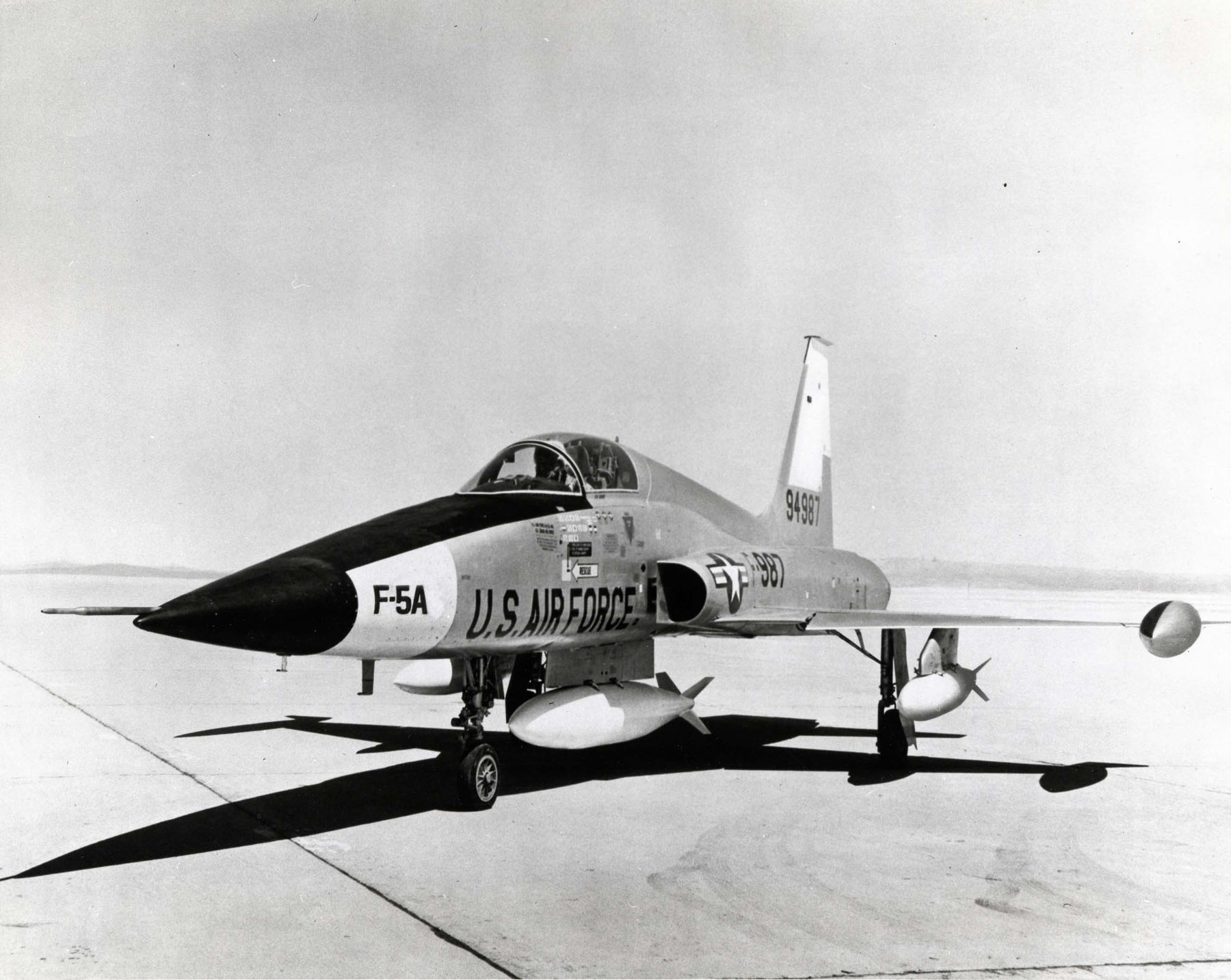
نمونه اولیه نورثروپ وای‌اف-۵ای

یکی دیگر از چهره‌های بسیار تأثیرگذار، مهندس ارشد ولکو گاسیچ بود، که اشمووید را متقاعد کرد که موتورها برای حداکثر کارایی باید در داخل بدنه هواپیما قرار گیرند. این طرح منجر به گونه پی‌دی-۲۸۱۲ در ژانویه ۱۹۵۶ شد که بسیار شبیه به محصول نهایی بود، اگرچه این نسخه دارای بازه بال بزرگ، سکان افقی با نصب پائین با زاویه هفتی بود. در ماه مارس ۱۹۵۶ گونه پی‌دی-۲۸۳۲، با سکان افقی با طرحی بیشتر متعارف و سکان عمودی رو به عقب بود. این طرح در طول سال بعد چندین نسخه دیگر را تجربه نمود که با طراحی‌های مختلف دماغه آزمایش شد و به طویل تر شدن بدنه منجر شد. نمونه نهایی پی‌دی-۳۸۷۹ دی در دسامبر ۱۹۵۶ پدیدار شد.
گاسیچ همچنین مفهوم «هزینه چرخه عمر» را در طراحی جنگنده معرفی کرد که پایه و اساس هزینه عملیاتی پایین و عمر طولانی اف-۵ را فراهم نمود. در یک مطالعه بروی طراحی نورتروپ اعلام شد: «کاربرد فناوری پیشرفته برای ارائه حداکثر اثربخشی نیرو با حداقل هزینه استفاده شد. این امر به فلسفه نورتروپ در توسعه هواپیماهای سبک آموزشی سبک‌وزن تی-۳۸ و جنگنده اف-۵ تبدیل شد.»

### ورود به تولید
اف-۵ به جتی مشهور بود که شناسایی آن در هوا برای هواپیمای دشمن مشکل بود، و نهایتاً وقتی آن را مشاهده می‌نمود که مورد اصابت آتش توپ یا موشک‌های آن قرار گرفته بود.— — فرمانده سابق نیروی هوایی سنگاپور و خلبان اف-۵ سرگرد ان‌جی چی کرن.
ان-۱۵۶تی سریعاً توسط نیروی هوایی ایالات متحده آمریکا، به عنوان جایگزینی برای تی-۳۳ انتخاب شد. در ۱۲ ژوئن ۱۹۵۹ (۲۱ خرداد ۱۳۳۸ خورشیدی) نمونه اولیه ای که متعاقباً وای‌تی-۳۸ تالون نام گرفت، پرواز اولیه خود را انجام داد. تا زمان پایان یافتن تولید این هواپیمای آموزشی در ژانویه ۱۹۷۲، جمعاً ۱٬۱۸۹ فروند از آن تولید شد. توسعه نمونه جنگنده ان-۱۵۶اف به عنوان یک سرمایه‌گذاری خصوصی توسط نورثروپ با اولویت کمتری ادامه یافت. در ۲۵ فوریه ۱۹۵۸ (۱۶ اسفندماه ۱۳۳۶خورشیدی)، سفارشی برای سه نمونه اولیه برای یک جنگنده ارزان قیمت بالقوه صادر شد که می‌توانست تحت برنامه کمک نظامی ایالات متحده برای کشورهای هم پیمان کمتر توسعه یافته ارائه شود. نمونه اولیه ان-۱۵۶اف در ۳۰ ژوئیه ۱۹۵۹ (۱۶ تیرماه ۱۳۳۸ خورشیدی) در پایگاه نیروی هوایی ادواردز پرواز اولیه خود را انجام دادو در همان اولین پرواز خود از سرعت صوت فراتر رفت.
اگرچه آزمایش‌های نمونه ان-۱۵۶اف موفقیت‌آمیز بود، و قابلیت اطمینان بی‌سابقه ای را نشان داد و در نقش حمله زمینی نسبت به نورث آمریکن اف-۱۰۰ سوپر سببرهای موجود برتری داشت، اما علاقه رسمی به این محصول نورثروپ کاهش یافت و در سال ۱۹۶۰ به نظر می‌رسید که این پروژه شکست خورده است. در سال ۱۹۶۱ علاقمندی به این هواپیما مجدداً احیا شد وقتی که ارتش ایالات متحده نمونه مذکور را (به همراه داگلاس ای-۴ اسکای هاوک و فیات جی.۹۱) برای انجام مأموریت شناسایی و پشتیبانی هوایی نزدیک آزمایش نمود. اگرچه هر سه نمونه اولیه در طول آزمایش‌های ارتش توانایی خود را نشان دادند، اما انجام عملیات با هواپیماهای جنگی بال ثابت از نظر قانونی بر عهده نیروی هوایی ایالات متحده آمریکا بود، که با انجام این نوع از عملیات با هواپیماهای جنگی بال ثابت توسط ارتش آن کشور موافقت نمی‌نمود، وضعیتی که با سی-۷ کاریبو تکرار شد.

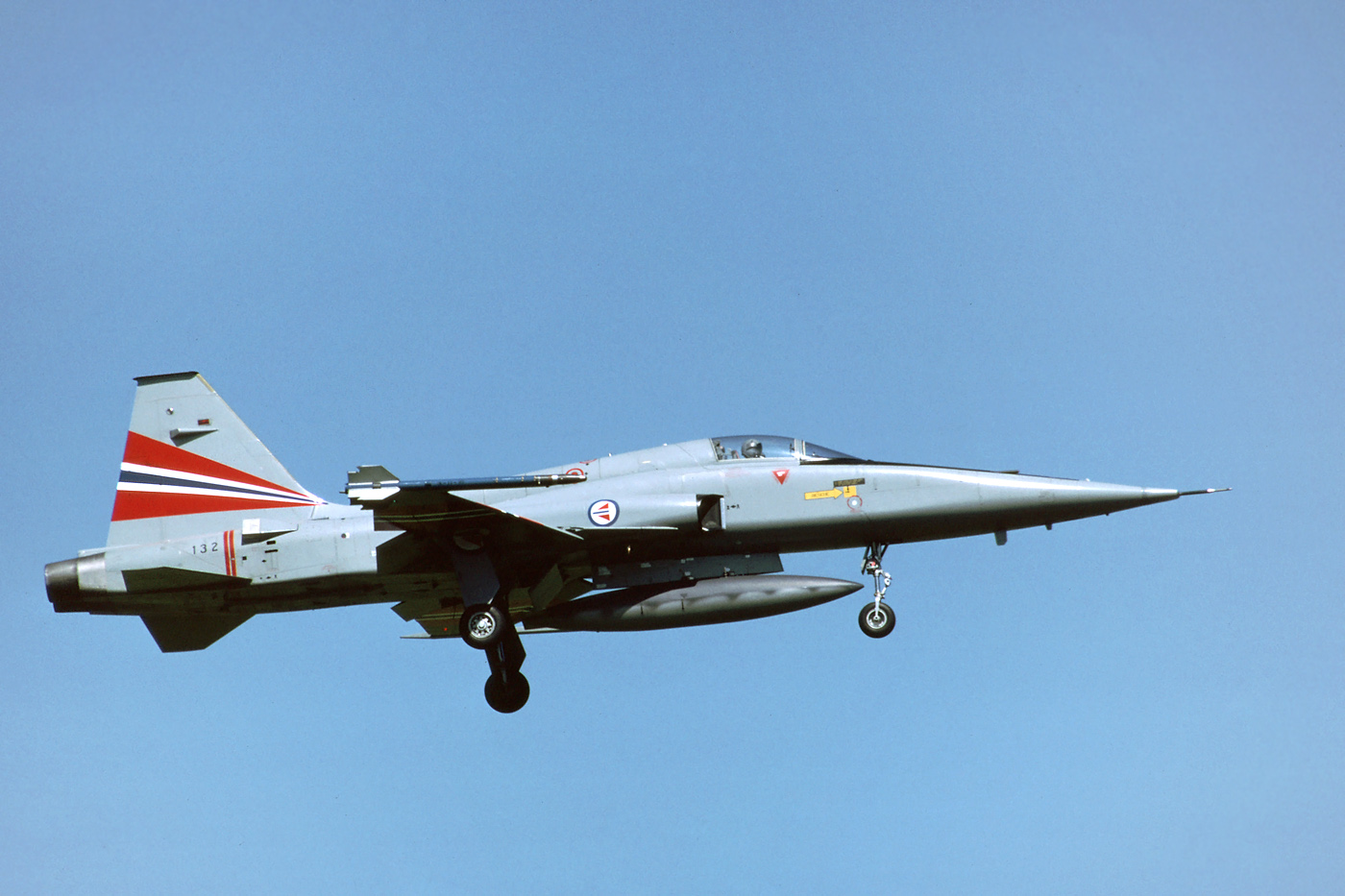
یک فروند اف-۵ای متعلق به نیروی هوایی سلطنتی نروژ در حال پرواز

در سال ۱۹۶۲، دولت کندی نیاز به یک جنگنده صادراتی ارزان قیمت را احیا کرد، و ان-۱۵۶اف را به عنوان برنده رقابت اف-ایکس در ۲۳ آوریل ۱۹۶۲ (۳ اردیبهشت ۱۳۴۱ خورشیدی) انتخاب نمود و متعاقباً به "اف-۵ای" تبدیل شد و در اکتبر به تولید انبوه نمود. این هواپیما تحت سیستم تعیین هواپیمای سه نیروی ایالات متحده در سال ۱۹۶۲(به انگلیسی: 1962 United States Tri-Service aircraft designation system) که شامل تنظیم مجدد سری شماره‌های جنگنده بود، نام‌گذاری گردید. نورثروپ ۶۲۴ فروند اف-۵ای را که شامل ۳ فروند نمونه وای‌اف-۵ای بود، را تولید نمود. قبل از اینکه تولید این هواپیما در سال ۱۹۷۲ متوقف شود، ۲۰۰ فروند از گونه آموزشی دو سرنشینه اف-۵ بی که
توپ دماغه آن و از جهات دیگر ظرفیت رزمی آن حذف شده بود و همچنین ۸۶ فروند هواپیمای شناسایی آراف-۵ای که دارای چهار دوربین در دماغه بود، نیز تولید شد. علاوه بر آن ۲۴۰ فروند اف-۵ تحت امتیاز در کاناداایر و ۷۰ فروند دیگر در کاسا تولید شد.
اولین سفارش برای این جنگنده در ۲۸ فوریه ۱۹۶۴ (۹ اسفند ۱۳۴۲ خورشیدی) توسط نیروی هوایی سلطنتی نروژ گذاشته شد.

### اف-۵ئی و اف-۵اف تایگر-۲

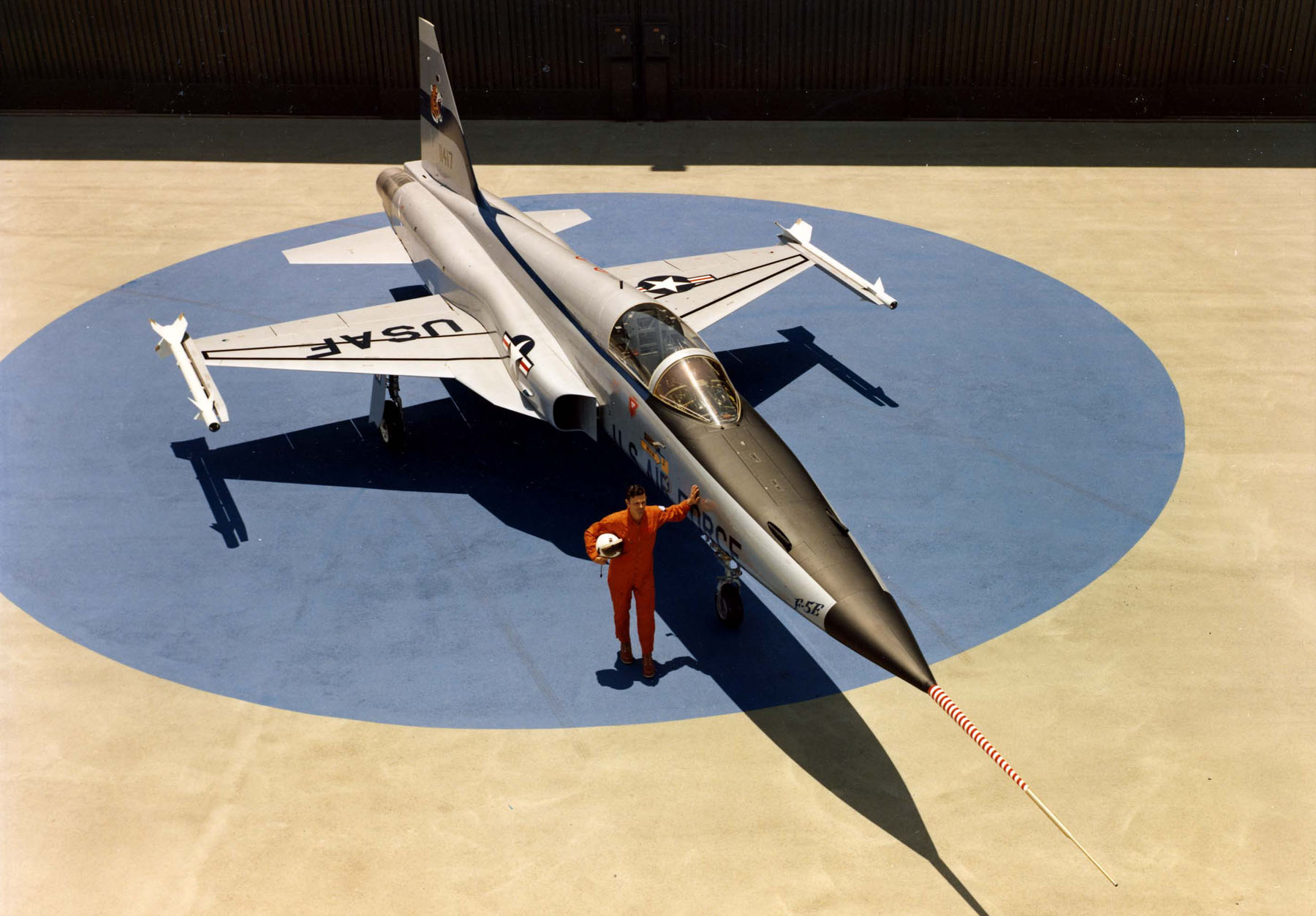
رونمایی رسمی از اولین جنگندهاف-۵ئی تایگر-۲

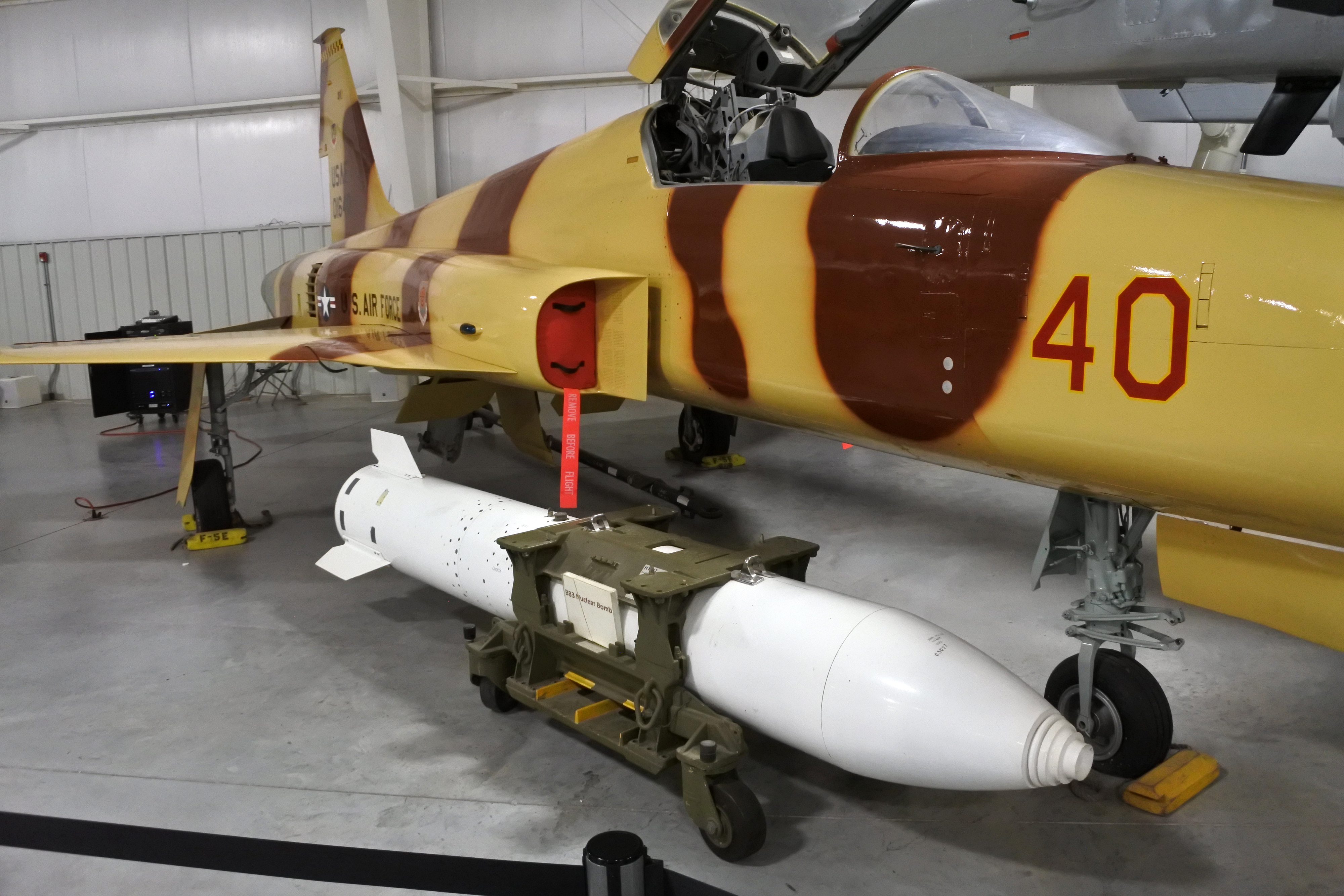
اف-۵ئی تایگر-۲ با بمب هسته ای بی-۸۳ در موزه هوافضای هیل

درسال ۱۹۷۰، نورث روپ برنده رقابت هواپیمای جنگنده بین‌الملل (آی‌اف‌ای) (به انگلیسی: International Fighter Aircraft (IFA)) شد. این رقابت برای جایگزینی برای اف-۵ای با کارایی بهتر در جنگ هوا به هوا علیه هواپیماهایی مانند میگ-۲۱ ساخت شوروی بود. هواپیمای به‌وجود آمده که اف-۵ای-۲۱ و متعاقباً اف-۵ئی نامیده شد، دارای دو موتور قدرتمندتر جنرال الکتریک جی-۸۵–۲۱ با قدرت موتور ۳٬۶۰۰ پوند-نیرو (۱۶ کیلونیوتن) بدون پس سوز و ۵٬۰۰۰ پوند-نیرو (۲۲ کیلونیوتن) با پس‌سوز بوده و دارای بدنه کشیده تر شده برای افزایش بیشتر ذخیره سوخت بود. بالهای این هواپیما دارای لبه حمله گسترش یافته (به انگلیسی: leading edge extension) بود که باعث بهبود مانورپذیری آن می‌شد.
سامانه‌های اویونیکی هواپیما نیز پیشرفته تر و سطح بالاتر بود به خصوص رادار (در مدل‌های اولیه رادار امرسون الکتریک ای‌ان/ای‌پی‌کیو-۱۵۳)(اف-۵ای و اف-۵بی فاقد رادار بودند). دو قبضه توپ ام۳۹ در دوسمت دماغه هواپیما از اف-۵ای باقی ماند. بنابر درخواست خریداران، سامانه‌های ایونیکی گوناگون می‌توانست مورد استفاده قرار گیرد. از جمله سامانه ناوبری اینرسیایی (آی‌ان‌اس)،
سامانه ناوبری هوایی تاکتیکی، پادکار الکترونیکی (ئی‌سی‌ام).
علاوه بر این، ارابه فرود دماغه دو موقعیتی از سی‌اف-۵ کانادایی برای کاهش فاصله برخاست در هواپیمای جدید نیز تعبیه شده بود.
اولین پرواز اف-۵ئی در ۱۱ اوت ۱۹۷۲ (۲۰ مرداد ۱۳۵۱ خورشیدی) به انجام رسید. گونه آموزشی دو سرنشینه و دارای قابلیت رزمی اف-۵اف، در ۲۵ سپتامبر ۱۹۷۴ (۳ مهرماه ۱۳۵۳ خورشیدی) در
پایگاه نیروی هوایی ادواردز به پرواز درآمد. این هواپیما دارای دماغه جدیدی با سه فوت طول بیشتر بود. برخلاف اف-۵بی که فاقد توپ داخلی بود، یک قبضه توپ ام۳۹ در دماغه این هواپیما (البته با مهمات کمتری از اف-۵ئی) در نظر گرفته شده بود.
اف-۵اف به رادار ای‌ان/ای‌پی‌کیو-۱۵۷ ساخت امرسون مجهز بود. این رادار از ای‌ان/ای‌پی‌کیو-۱۵۳ مشتق شده بودو دارای کنترل و صفحه نمایش در هر دو کابین خلبان بود. این رادار دارای همان رنج رادار ای‌ان/ای‌پی‌کیو-۱۵۳ و معادل ۱۰ مایل دریایی بود. در ۶ آوریل ۱۹۷۳ (۱۷ فرودین ۱۳۵۲ خورشیدی) اولین جنگنده اف-۵ئی تایگر-۲ به گُردان هوایی ۴۲۵ در پایگاه هوایی ادواردز در آریزونا وارد شد.

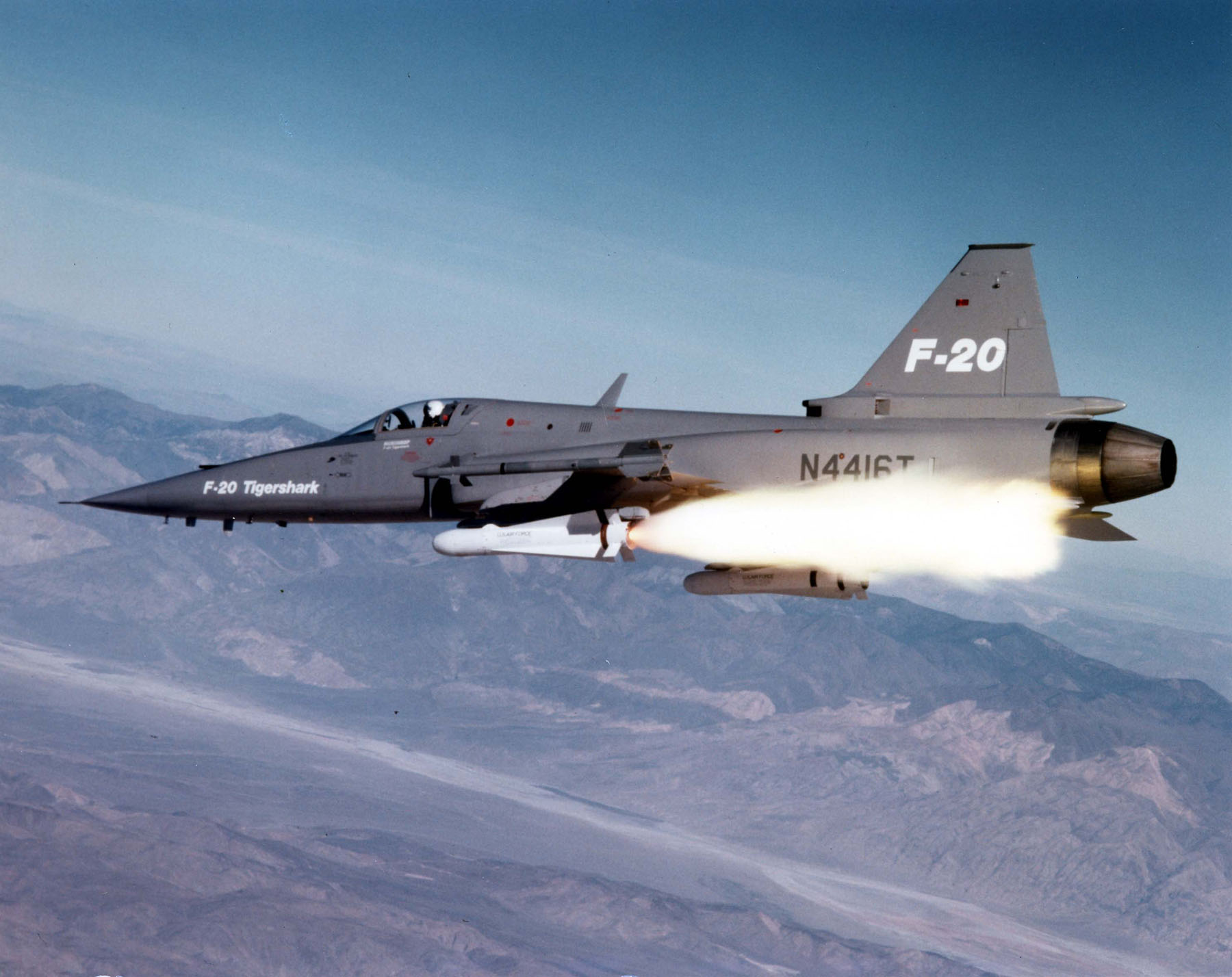
اف-۲۰ تایگرشارک در حال شلیک موشک هوا به سطح ای‌جی‌ام-۶۵ ماوریک

گونه شناسایی آراف-۵ئی (تایگرآی) مجهز به مجموعه ای از سنسورها در دماغه که جایگزین رادار شده و به یک قبضه توپ مجهز بود، نیز ارائه شد.
اف-۵ئی نهایتاً تایگر-۲ نام گرفت، ۷۹۲ فروند اف-۵ئی، ۱۴۶ فروند اف-۵اف و ۱۲ فروند آراف-۵ئی توسط نورثروپ تولید شد. البته هواپیماهای بیشتری از این نوع به صورت تحت امتیاز در خارج از ایالات متحده تولید شد: ۹۱ فروند در سوئیس، ۶۸ فروند در کره جنوبی، و ۳۰۸ فروند در تایوان.
اف-۵ئی در خدمت متحدین ایالات متحده آمریکا ثابت کرد که یک هواپیمای جنگی موفق است، اما در نیروی هوایی ایالات متحده آمریکا وارد خدمت رزمی نشد. اگرچه اف-۵ای با تغییراتی، به نام اف-۵سی، توسط ایالات متحده در ویتنام پرواز نمود. گونه تک موتوره اف-۵جی از اف-۵ئی منشعب شده و به اف-۲۰ تایگرشارک تغییر نام داد. البته این هواپیما در سالهای ۱۹۸۰ در رقابت با اف-۱۶ فایتینگ فالکن ناموفق بوده و خریداری پیدا ننمود.

### به روز رسانی‌ها
اف-۵ئی در طی عمر خود ارتقاءهای متعددی را تجربه نمود، که مهم‌ترین آنها استفاده از رادار از نوع آنتن آرایه ای مسطح(به انگلیسی: planar array radar) جدید، امرسون ای‌ان/ای‌پی‌کیو-۱۵۹ با برد ۲۰ مایل دریایی برای جایگزینی رادار اصلی یعنی ای‌ان/ای‌پی‌کیو-۱۵۹ بود. به‌روزرسانی‌های راداری مشابه برای اف-۵اف رادار ای‌ان/ای‌پی‌کیو-۱۶۷ که از مشتقات ای‌ان/ای‌پی‌کیو-۱۵۹بود، برای جایگزینی ای‌ان/ای‌پی‌کیو-۱۵۷ پیشنهاد شد، اما لغو شد. آخرین ارتقاء رادار شامل امرسون ای‌ان/ای‌پی‌کیو-۶۹ بود که جانشین ای‌ان/ای‌پی‌کیو-۱۵۹ بود و قابلیت نقشه‌برداری را در خود جای داد. با این حال، اکثر کشورها به دلایل مالی ترجیح دادند که ناوگان اف-۵‌های خود را به روزرسانی ننمایند، و رادارهای مذکور به تعداد محدود اسکادران‌های تهاجمی نیروی هوایی ایالات متحده آمریکا و نیروی هوایی سوئیس مورد استفاده قرار خواهد گرفت.
نسخه‌های مختلف اف-۵ در بسیاری از کشورها در حال خدمت هستند. سنگاپورکه اولین اف-۵ئی تایگر-۲ خود در سال ۱۹۷۹ تحویل گرفت، ۴۹ فروند هواپیمای روزآمد و بازطراحی شده اف-۵اس (تک سرنشینه) و اف-۵تی (دو سرنشینه) را تا اوایل دهه ۲۰۱۰ در خدمت داشت. به روزرسانی‌های شامل رادار جدید باند ایکس فیار گریفو-اف ساخت شرکت گالیله‌ئو آویونیکا(به ایتالیایی: Galileo Avionica) (که از نطر عملکردی مشابه امرسون ای‌ان/ای‌پی‌کیو-۶۹) و کابین خلبان به روز شده با نمایشگرهای چند منظوره، و سازگاری با موشک‌های هوا به هوای ایم-۱۲۰ آمرام و رافائل پایتون بود.

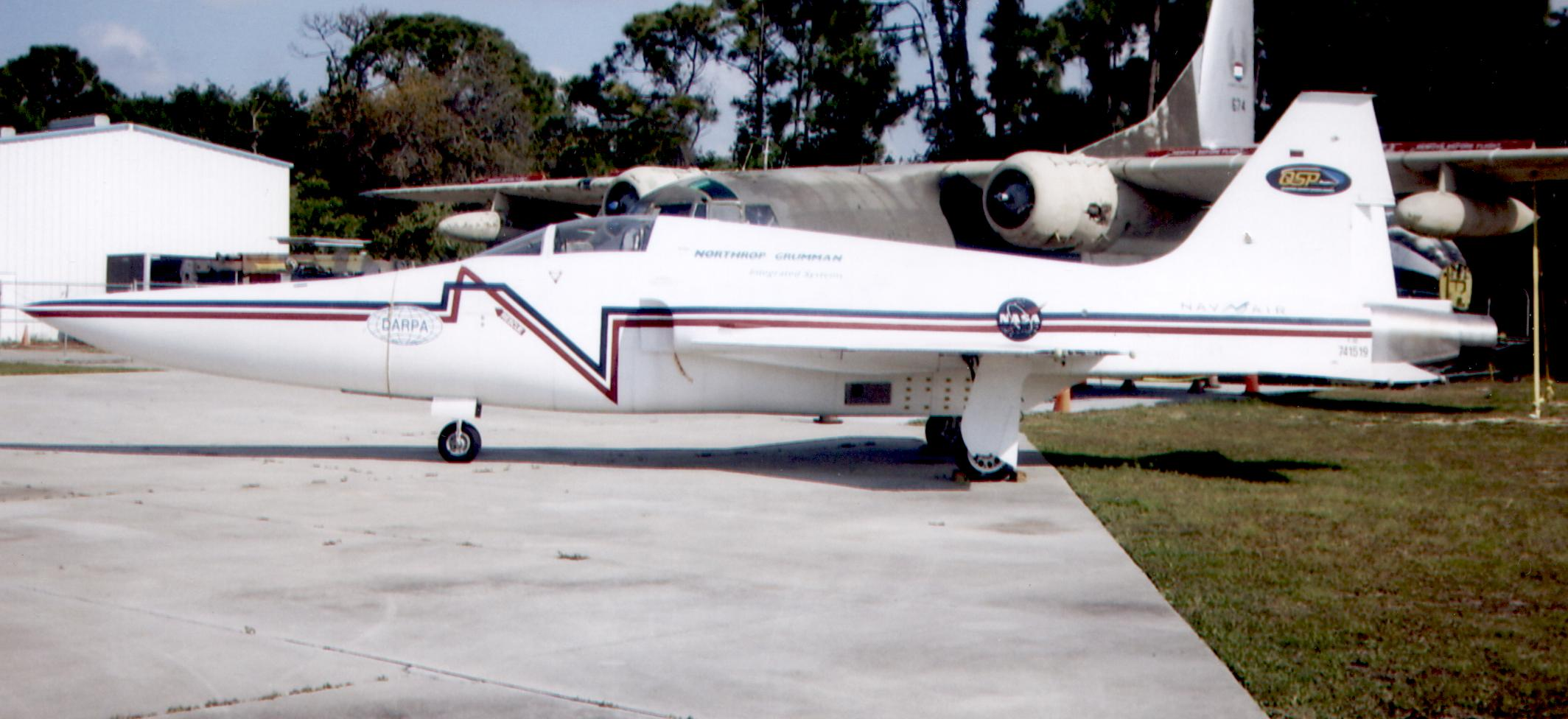
اف-۵ئی متعلق به ناسا که برای آزمایش آزمایش بوم صوتی دارپا تغییریافته

بدنه یک فروند اف-۵ئی متعلق به ادارهٔ کل ملی هوانوردی و فضا ایالات متحده آمریکا (ناسا) برای انجام آزمایش بوم صوتی توسط سازمان پروژه‌های پژوهشی پیشرفتهٔ دفاعی (دارپا) دچار تغییراتی شد. این هواپیما در موزه وایلانت ایرکامند واربیرد (به انگلیسی: Valiant Air Command Warbird Museum) در تیتوس‌ویل، فلوریدا نگهداری می‌گردد.
نیروی هوایی سلطنتی تایلند ناوگان اف-۵‌های خود را تحت یک برنامه به روزرسانی گسترده قرار داد که در نتیجه این جنگنده دوباره به عنوان اف-۵تی تایگرس معرفی شد. هواپیمای جدید به موشک‌های پایتون ۳ و ۴ و همچنین سامانه نمایشگر و سیستم هدف‌گیری نصب‌شده بروی کلاه خلبان مجهز می‌باشد.
برنامه‌های مشابهی با کمک‌های فنی البیت در شیلی و برزیل انجام شده است. گونه به روزرسانی شده شیلیایی که اف-۵ تایگر-۳ پلاس نام دارد، یک رادار جدید التا ئی‌ال/ام-۲۰۳۲ و سایر تجهیزات بهبودیافته را در خود جای داده است. برنامه برزیل، که هواپیمایی مجدداً طراحی شده به نام اف-۵ام نام دارد، یک رادار جدید گریفو-اف را به همراه چندین تغییر در سامانه‌های اویونیکی و سامانه نمایشگر و سیستم هدف‌گیری نصب‌شده بروی کلاه خلبان را شامل می‌گردد. اف-۵ ام سیستم‌های جنگ‌افزاری جدیدی مانند
موشک فراتر از برد بصری، موشک هوا به هوای کوتاه برد پایتون ۴، بمب‌های هوشمند «اس‌ام‌کی‌بی» و چندین سلاح دیگر مجهز شده است.

## سوابق عملیاتی

### ایالات متحده آمریکا

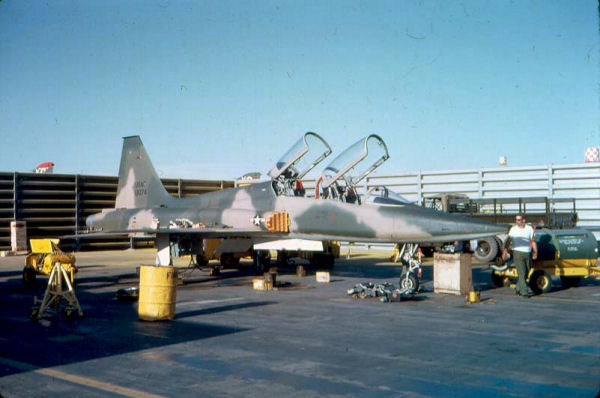
یک اف-۵بی از گُردان هوایی ۶۰۲ جنگنده تاکتیکی در بیِن هوا سال ۱۹۶۶

در ۳۰ آوریل ۱۹۶۴ (۱۰ اردیبهشت ۱۳۴۳ خورشیدی) در گُردان هوایی شماره ۴۴۴۱ آموزش خدمه رزمی در پایگاه هوایی ویلیامز وارد خدمت نیروی هوایی ایالات متحده آمریکا شد. مأموریت آن تربیت خلبانان و خدمه زمینی برای کشورهای خریدار آن هواپیما (از جمله نروژ) بود. در آن زمان، هنوز قرار نبود که این هواپیما در تعداد قابل توجهی توسط خود نیروی هوایی ایالات متحده مورد استفاده قرار گیرد.
در سال ۱۹۵۶ دکترین نیروی هوایی ایالات متحده آمریکا برای اف-۵ به دنبال آزمایش‌های عملیاتی و ماموریت‌های محدود نظامی تغییر یافت. ارزیابی اولیه جنگی اف-۵ای در مرکز آزمایش‌های هوایی در
پایگاه نیروی هوایی اگلین در فلوریدا، در اواسط سال ۱۹۶۵ با نام رمز پروژه بازگنجشک آغاز شد. در ۲۴ ژوئن، یک فروند اف-۵ در طول پروژه، به دلیل خطای خلبان، از بین رفت.
در ماه اکتبر ۱۹۶۵، نیروی هوایی ایالات متحده آمریکا ارزیابی رزمی پنج‌ماهه اف-۵ای را با عنوان ببر کوچک(به انگلیسی: Skoshi Tiger) آغاز نمود. مجموعاً ۱۲ فروند هواپیما برای آزمایش به گُردان هوایی جنگنده تاکتیکی ۴۵۰۳ تحویل داده شد و پس از اصلاح با تجهیزات سوخت‌گیری هوایی کاوَند و قیف، زره‌ها و ابزارهای بهبود یافته، مجدداً به اف-۵ سی نامگذاری گردیدند.
در طی شش ماه آینده، جنگنده‌های مذکور بیش از ۲٬۶۰۰ سورتی پرواز را در جنگ ویتنام انجام دادند. این عملیات از هر دو پایگاه بال سوم جنگنده تاکتیکی انجام شد، از پایگاه هوایی بین‌هوا برفراز ویتنام جنوبی و از پایگاه هوایی دانانگ، که عملیات‌ها برفراز لائوس را انجام می‌دادند. ۹ فروند هواپیما در ویتنام، (هفت فروند در اثر آتش پدافند دشمن و دو فروند به دلایل عملیاتی) از دست رفتند.
عملیات بال سوم جنگنده تاکتیکی با اف-۵ موفقیت‌آمیز اعلام شد، به‌طور عمومی توانایی این جنگنده به عنوان یک هواپیمای آفندی و تهاجم زمینی به اندازه اف-۱۰۰ رده‌بندی شد، هر چند دارای برد کوتاه تری بود.
اگرچه این پروژه بیش از آنکه مدنظر برای استفاده در نیروهای مسلح ایالات متحده آمریکا باشد، یک ژست سیاسی به منظور کمک به صادرات اف-۵ بود. (به دنبال برنامه Skoshi Tiger، در سال ۱۹۶۵، نیروی هوایی فیلیپین ۲۳ فروند اف-۵ای و بی را در اختیار گرفت. این هواپیماها به همراه جنگنده‌های ووت اف-۸ کروسیدر بازسازی شده، در نهایت جایگزین اف-۸۶ سیبر نیروی هوایی فیلیپین در ماموریت‌های دفاع هوایی و آفندی شدند.
از آوریل ۱۹۶۶، اف-۵‌ها در نیروی هوایی ایالات متحده آمریکا تحت نظارت گُردان هوایی ۱۰ جنگنده رزمی، به عملیات خود ادامه دادند و تعداد آنها به ۱۷ فروند افزایش یافت.

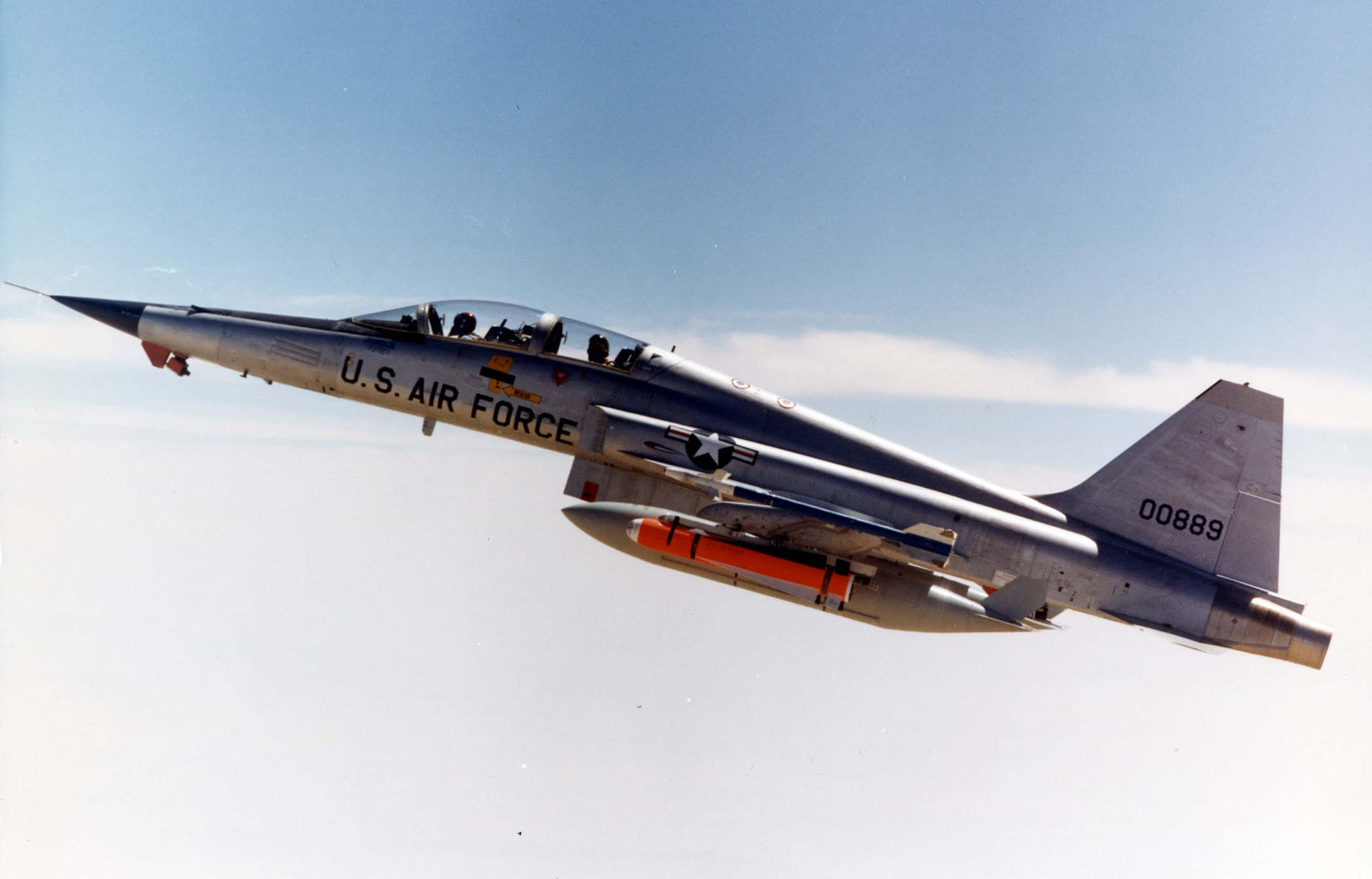
یک فروند اف-۵اف نیروی هوایی ایالات متحده آمریکا مسلح به موشک‌های ایم-۹ جی سایدوایندر، ای‌جی‌ام-۶۵ ماوریک و مخازن خارجی سوخت در حال پرواز بر فراز پایگاه هوایی ادواردز در سال ۱۹۷۶.

در ژوئن ۱۹۶۷، هواپیماهای بازمانده از گُردان هوایی ۱۰ جنگنده رزمی، به نیروی هوایی جمهوری ویتنام (ویتنام جنوبی) منتقل شدند. با توجه به کارایی، چابکی و ابعاد اف-۵، به نظر می‌رسید که در نبردهای هوایی مشابه میگ-۲۱ مشابه باشد. با این حال، دکترین ایالات متحده استفاده از هواپیماهای سنگین، سریعتر و دوربردتر مانند جمهوری اف-۱۰۵ تاندرچیف و مک‌دانل داگلاس اف-۴ فانتوم ۲ بر فراز ویتنام شمالی بود.
اف-۵ همچنین در برنامه آموزشی در برابر رقیب تمرینی نامتجانس به عنوان یک هواپیمای مهاجم (رقیب) نیروهای دشمن به دلیل اندازه کوچک و شباهت عملکرد آن به میگ-۲۱ شوروی پذیرفته شد. در سال ۱۹۷۷ در آزمایش‌های واقع‌گرایانه ارزیابی نبرد هوایی (ACEVAL) و ارزیابی موشک رهگیری هوایی (AIMVAL) در پایگاه هوایی نلیس، طبق گزارش‌ها اف-۱۴ موفق به کسب نسبت پیروزی کمی بهتر ۲:۱ در برابر جنگنده ساده‌تر اف-۵ شد، در حالی که امتیازات کسب شده توسط اف-۱۵ کمی پائین‌تر بود.
در این گزارش‌ها تناقضاتی وجود دارد، منبع دیگری گزارش می‌دهد که "در سه هفته اول آزمایش، خلبانان جنگنده‌های اف-۱۴ و اف-۱۵‌ها به طرز ناامیدکننده ای از ضعیف عمل نموده و روحیه خود را از دست دادند." پس از انطباق کیفی با اف-۵ حامل موشک‌های ایم-۹ال و اعمال تغییرات در قوانین به نفع موشک‌های هدایت شونده با رادار برد بلند، "اف-۱۴ها نتایج کمی بهتر از نقطه سربه بر در درگیری‌های با اف-۵‌ها، حتی در شرایط غیر برابر را کسب نمودند نتیجه کسب شده توسط اف-۱۵ تقریباً ۲:۱ شد. مستند Great Planes در سال ۲۰۱۲ شبکه تلویزیونی دیسکاوری گزارش داد که در تمرینات نیروی هوایی ایالات متحده آمریکا، هواپیماهای متجاوز اف-۵ به خوبی با جنگنده‌های مدرن و گران قیمت رقابت می‌نمودند که فقط در نبردهای خارج از محدوده بصری (WVR) کمی کاستی داشتند.

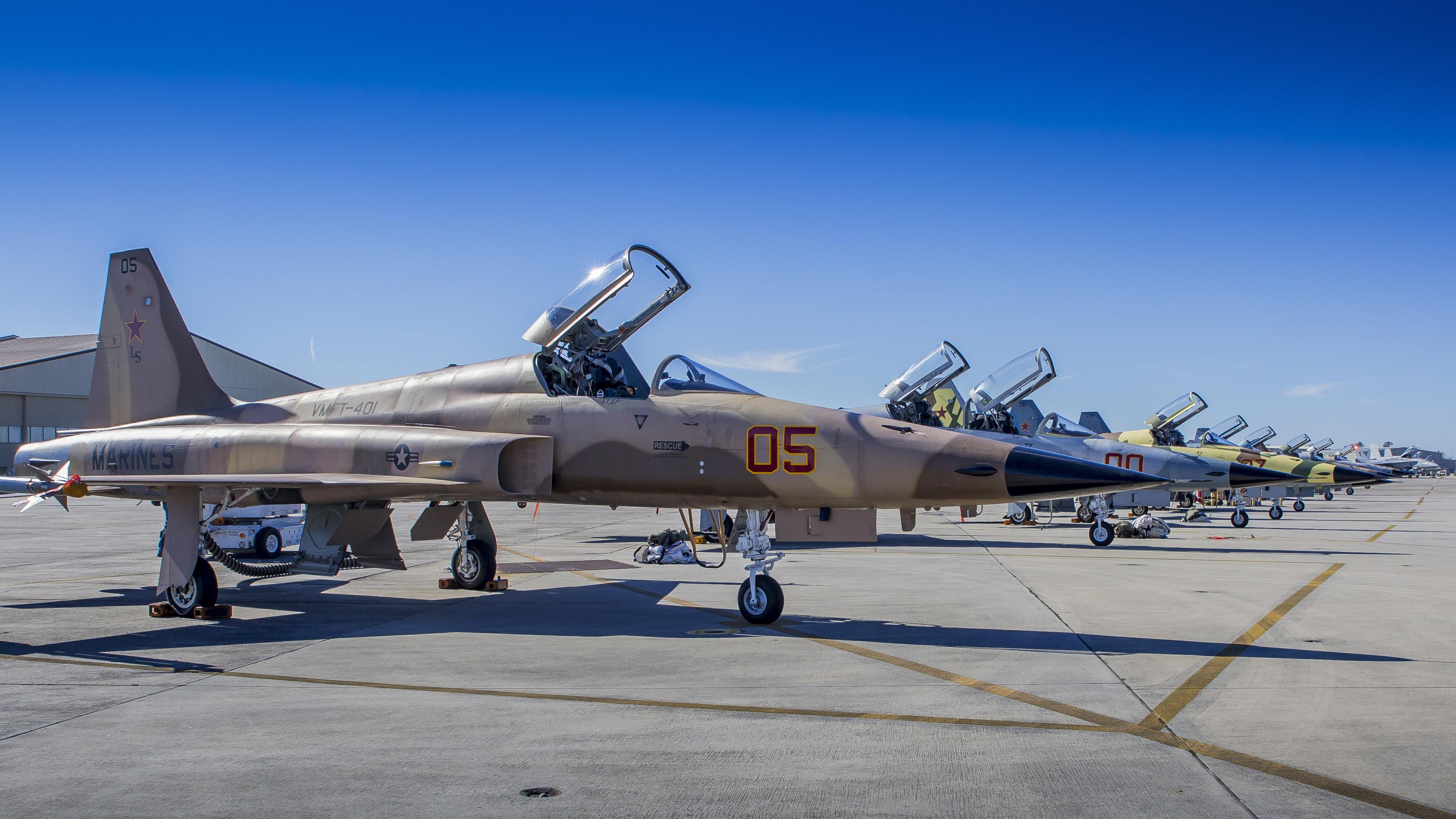
اف-۵ان تایگر-۲ متعلق به سپاه تفنگداران دریایی ایالات متحده آمریکا قبل از پرواز در پایگاه نیروی هوایی، دریایی بیوفورت

اف-۵ئی از سال ۱۹۷۵ تا ۱۹۹۰ در نیروی هوایی ایالات متحده، در گُردان هوایی مهاجم ۶۴ و گُردان هوایی مهاجم ۶۵ در پایگاه نیروی هوایی نلیس در نوادا، و با گُردان هوایی ۵۲۷ متجاوز در فرودگاه نیروی هوایی سلطنتی الکونبری در انگلستان و در گُردان هوایی ۲۶ مهاجم پایگاه نیروی هوایی کلارک در فیلیپین، خدمت نمود.
در سال ۱۹۸۹سپاه تفنگداران دریایی ایالات متحده اف-۵‌های مستعمل را از نیروی هوایی خریداری نموده تا آنها را جایگزین اف-۲۱‌های خود نماید که در گُردان هوایی جنگنده آموزشی تفنگداران دریایی ۴۰۲ (وی‌ام‌اف‌تی-۴۰۱) در پایگاه هوایی نیروی دریایی یوما خدمت می‌کردند.
نیروی دریایی ایالات متحده از اف-۵ئی به‌طور گسترده در برنامه آموزشی تاکتیک‌های جنگنده ضربتی نیروی دریایی ایالات متحده آمریکا (تاپ‌گان) زمانی که در پایگاه نیروی هوایی، دریایی میرامار در کالیفرنیا قرار داشت، مورد استفاده می‌گرفت.
وقتی که برنامه تاپ‌گان تغییر مکان داد تا بخشی از مرکز حمله دریایی و جنگ هوایی در پایگاه هوایی فالون منتقل شود، فرماندهی ناوگان اف-۵‌های خود را به کناری نهاد و از جنگنده‌های گردان هوایی وی‌سی-۱۳ (گردان هوایی ترکیبی ۱۳ که از اف-۵‌ها استفاده می‌نمود) بهره‌برداری نماید. گردان‌های هوایی مهاجم وی‌اف-۴۳ در پایگاه هوایی نیروی دریایی اوشینا، وی‌اف-۴۵ در پایگاه هوایی کی وست، وی‌اف-۱۲۶ در پایگاه نیروی هوایی، دریایی میرامار، وی‌اف‌ای-۱۲۷ در پایگاه هوایی نیروی دریایی لمور نیز از اف-۵ در کنار سایر هواپیماها دربرنامه آموزشی در برابر رقیب تمرینی نامتجانس استفاده می‌نمود.

### اتیوپی
در سال ۱۹۶۶ امپراطوری اتیوپی ۱۰ فروند اف-۵ای و دو فروند اف-۵بی را از ایالات متحده آمریکا دریافت نمود. علاوه بر این اتیوپی یک گُردان هوایی آموزشی دارای حداقل ۸ فروند تی-۳۳ شوتینگ‌استار را در اختیار داشت. در سال ۱۹۷۰ ایران حداقل ۳ فروند اف-۵ای و بی را به آن کشور واگذار نمود. در سال ۱۹۷۵ قرارداد تسلیحاتی دیگر با ایالات متحده آمریکا منعقد شد که شامل ۱۴ فروند اف-۵ئی و سه فروند اف-۵اف بود. ۸ فروند از جنگنده‌های اف-۵ئی در همان سال به اتیوپی واگذار شد، مابقی هواپیماهای قرارداد مذکور، به دلیل تغییرات در شرایط سیاسی اتیوپی توقیف شده و به گردان هوایی تهاجمی نیروی هوایی ایالات متحده آمریکا منتقل شد. ایالات متحده همچنین روابط سیاسی خود را با دولت جدید اتیوپی قطع و پرسنل خود را از آن کشور خارج نمود. افسران اتیوپیایی چندین قرارداد با اسرائیل، برای راهبری تجهیزات ساخت آمریکا منعقد نمودند.
اف-۵‌های اتیوپیایی درگیر عملیات جنگی در طی جنگ اوگادن (۱۹۷۷ الی ۱۹۷۸)شدند. اصلی‌ترین جنگنده‌های سومالی میگ-۲۱ ام‌اف بود که در سالهای ۱۹۷۰ در اختیار آن کشور قرار گرفته بود، که توسط جنگنده‌های میکویان-گورویچ میگ-۱۷ حمایت می‌شدند که هواپیماهای مذکور نیز در سالهای ۱۹۶۰ از شوروی دریافت شده بود.
ناوگان اف-۵ئی در اختبار اتیوپی که مجهز به موشک‌های هوا به هوای آمریکایی ایم-۹ سایدوایندر بودند، برای کسب برتری هوایی مورد استفاده قرار می‌گرفتند، در صورتی که از جنگنده‌های اف-۵ای ماموریت‌های آفندی و پشتیبانی هوایی عمیق برعهده داشتند. در این دوران جنگنده‌های اف-۵ئی اتیوپی با هواپیماهای اف-۵ای و اف-۸۶ (برای شبیه‌سازی میگ-۲۱‌ها و میگ-۱۷‌های سومالی) تمرین می‌نمودند.
در ۱۷ ژوئیه ۱۹۷۷ (۲۶ تیرماه ۱۳۵۶ خورشیدی)، دو فروند اف-۵ئی در حال یک گشت زنی نظامی در نزدیکی هرر بودند که چهار فروند میگ-۲۱ ام‌اف سومالیایی را شناسایی نمودند. دو فروند از میگ -۲۱ سرنگون شدند و دو فروند دیگر در حالی که سعی در فرار از یک موشک ایم-۹بی بودند، با یکدیگر در آسمان برخورد نمودند. خلبانان بهتر آموزش دیده اف-۵‌های اتیوپی به سرعت موفق به کسب برتری هوایی بر نیروی هوایی سومالی شده و چندین هواپیمای سومالیایی را سرنگون نمودند، درحالی که هواپیماهای دیگری از سومالی نیز با آتش دفاع هوایی اتیوپی سقوط نمودند. گزارش‌ها نمایانگر آن است که اف-۵‌های اتیوپیایی از گُردان هوایی نهم در فاصله ۲۰ ژوئیه تا اول سپتامبر سال ۱۹۷۷ موفق به سرنگونی ۱۳ فروند میگ-۱۷ و ۱۲ فروند میگ-۲۱ شدند. تمامی هواپیماهای مذکور مورد اصابت موشک‌های ایم-۹ سایدوایندر قرار گرفتند. اگرچه حداقل سه فروند اف-۵ در هنگام انجام پروازهای آفندی علیه پایگاه‌های واقع در غرب سومالی، توسط آتش پدافند هوایی آن کشور سرنگون شدند.
خلبانان اتیوپیایی که تجربه پرواز با هر دو جنگنده اف-۵ و میگ-۲۱ را داشنند. اف-۵ را هواپیمایی برتر در نظر گرفتند؛ زیرا اف-۵ در سرعت‌های پائین و متوسط مانورپذیرتر بود و به دلیل اینکه پرواز با آن آسانتر بود، به خلبان اجازه می‌داد به جای توجه به کنترل هواپیما بیشتر بر ماموریت‌های رزمی خود تمرکز نماید.
این امر با توجه به کیفیت پائین آموزش خلبانی توسط شوروی، افزوده می‌شد. در سیستم آموزشی شوروی ساعات پروازی کمتری به آموزش اختصاص داده می‌شد و تمرکز بیشتر بروی برخاست و فرود هواپیما بود و تمرینی برای جنگ هوایی انجام نمی‌شد.
لِگِسه تِفِرا خلبان تک خال نیروی هوایی اتیوپی بود که افتخار سرنگون نمودن ۶(یا ۷) میگ سومالیایی را کسب نمود و به موفق‌ترین خلبان اف-۵ تبدیل شد.

### اسپانیا

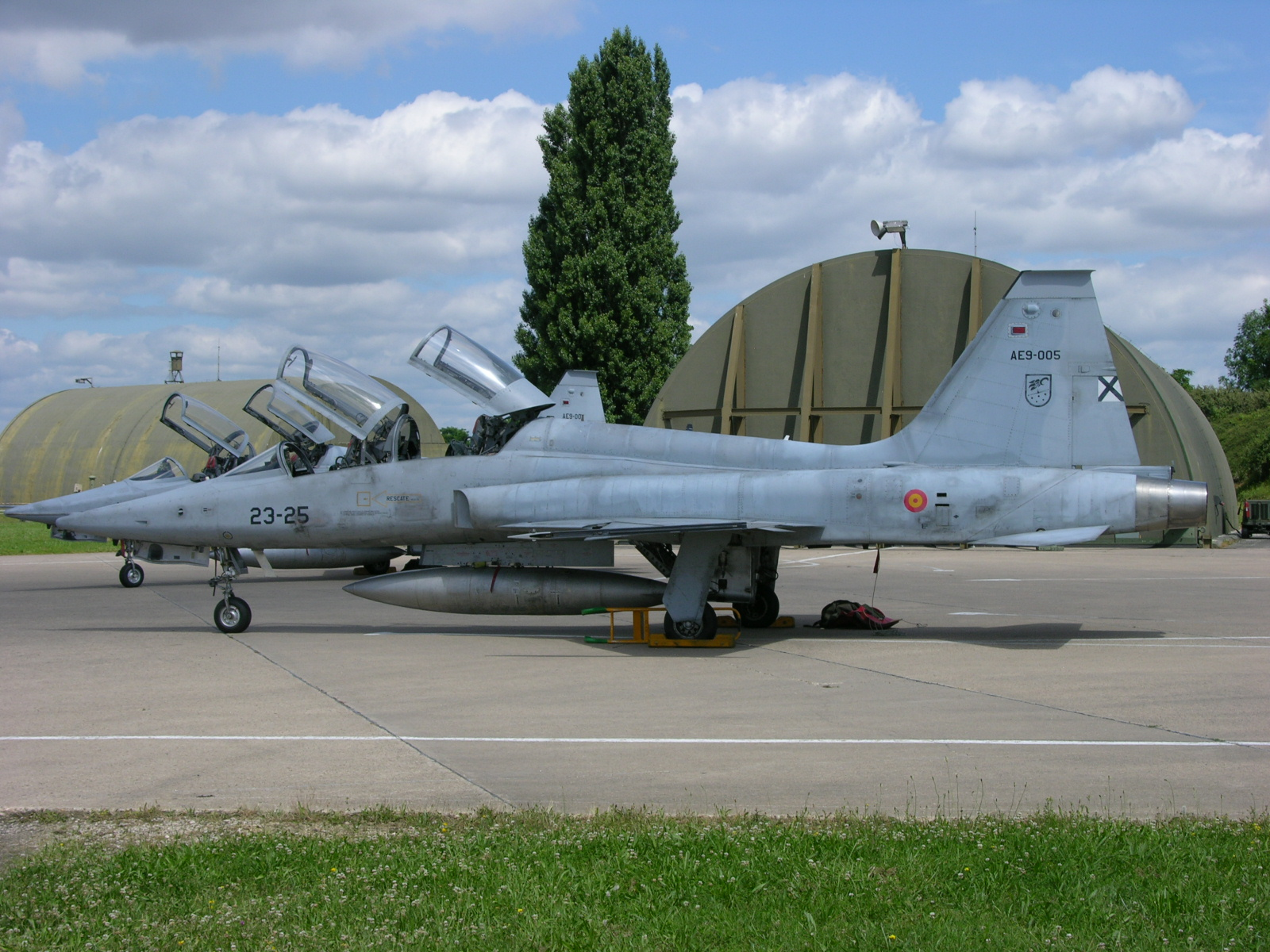
اف-۵ام فریدم قایتر نیروی هوایی اسپانیا در سال ۲۰۰۸

اسپانیا چندین دهه از اف-۵ استفاده نموده است، و با ارتقاء آن در اوایل قرن بیست و یکم، هنوز در دهه ۲۰۲۰ هنوز این هواپیما را در خدمت دارد، اگرچه آنها به پایان دوران عمر خود می‌رسند.
در ۱۱ ژانویه ۱۹۶۵ اسپانیا انتخاب اف-۵ را برای جایگزینی ناوگان تی-۳۳ و اف-۸۶ خود، را اعلام نمود. در مرحله ارزیابی، یک فروند اف-۵بی در نزدیکی پایگاه هوایی توررخن سقوط کرد و هر دو سرنشین، یک خلبان نورثروپ و یک خلبان از
نیروی هوایی اسپانیا (به اسپانیایی: Ejército del Aire) کشته شدند.
قرارداد خرید این هواپیما شامل ۷۰ فروند بود که ۸ فروند آن توسط شرکت نورثروپ، ۲ فروند در اسپانیا جداسازی و مونتاژ شد و ۶ فروند واحد باقی مانده در قالب اجزا و سازه‌های آماده ساخت. مابقی ۶۲ فروند از این قرارداد تخت امتیاز در کاسا و در در کارخانه ختافه تولید شد.
اولین نمونه از این نوع جنگنده که دراسپانیا تولید شد، در ۲۲ مه ۱۹۶۸۸ از پایگاه هوایی ختافه توسط یک خلبان آزمایشی نورثروپ به پرواز درآمد.
اولین تحویل به نیروی هوایی اسپانیا در ۱۹ ژوئن ۱۹۶۹ انجام شد که ۲ فروند اف-۵بی به گُردان هوایی ۲۰۲ (به اسپانیایی: 202 Escuadrón) مستقر در مورون د لا فرانترا، تحویل داده شد.
اولین تحویل شامل تمامی هواپیماهای اف-۵بی بود، و اف-۵ای و آراف-۵ای تک سرنشین بودند، بعداً تحویل داده شدند. آخرین فروند از ۷۰ جنگنده مذکور، در ۱۱ آوریل ۱۹۷۲ به نیروی هوایی اسپانیا (به اسپانیایی: Ejército del Aire)تحویل شد.
اف-۵بی به بال هوایی شماره ۷۳ در پایگاه هوایی تالورا لا رئال، اختصاص داده شده به آموزش، داده شد. علاوه بر گردان هوایی ۲۰۲ یادشده، گردان هوایی ۲۰۴ گونه شناسایی آراف-۵ای را دریافت نمود. این واحد بعداً در سال ۱۰۷۱ به بال هوایی شماره ۲۱ تبدیل شد.
با افزایش تنش با مراکش در دوران پایانی اسپانیای فرانکو، جنگنده‌های اف-۵ای ساخت کاسا/نورتروپ اسپانیا ماموریت‌هایی را در جریان درگیری در صحرای اسپانیا انجام داد و در پایگاه هوایی گاندو مستقر شده و بیش از ۵۰۰ مأموریت جنگی را به انجام رساندند. این استقرار از سال ۱۹۷۴ به بعد دائمی شد و در سال ۱۹۷۶ رسمی شد. دو فروند اف-۵بی و جنگنده‌های اف-۵ای در گُردان هوایی شماره ۴۶۴ جمعی بال هوایی شماره ۴۷ در پایگاه هوایی گاندو مستقر شدند تا اینکه در سال ۱۹۸۲ با جنگنده‌های تازه خریداری شده داسو میراژ اف۱ ئی‌اف جایگزین شدند؛ لذا اف-۵‌ها مجدداً به مورون د لا فرانترا فرستاده شدند.
در سال ۱۹۸۹ یک فروند اف-۵بی به دلیل نقص ساختاری در بال دچار سانحه هوایی شد. تمام ناوگان اف-۵ برای بازرسی وجود نشانه‌هایی از خستگی زمینگیر شده و در نتیجه بسیاری از آنها بازنشسته شدند. بقیه هواپیماهای تک سرنشین (اف-۵ای وآراف-۵ای) در سال ۱۹۹۵ به بال هوایی شماره ۲۳ در تالابرا لا رئال همراه با برخی از بدنه‌های هواپیمای بازنشسته که برای قطعات یدکی استفاده می‌شود، منتقل شدند. این مقصد نهایی اف-۵‌های تک سرنشین اسپانیایی بود که در اواخر دهه ۱۹۹۰ بازنشسته شدند.
از طرفی در اثر حادثه سال ۱۹۹۰ تمامی اف-۵‌های دو سرنشینه برای نگهداری و بازسازی به کارخانه کاسا در ختافه فرستاده شدند. یک برنامه نوسازی جدید در سال ۲۰۰۸ در نظر داشت تا عمر عملیاتی آنها را تا سال ۲۰۱۵ افزایش دهد، بروی این هواپیماها اتاقک خلبان شیشه ای و صندلی پران صفر-صفر را نصب شدند.
از اوایل دهه ۲۰۲۰، اسپانیا ناوگانی متشکل از ۲۰ فروند اف-۵ را در اختیار دارد که قصد دارد حداقل تا سال ۲۰۲۸ از آن‌ها بهره‌برداری نماید، زیرا هنوز جایگزینی برای آن پیدا نشده است. این هواپیما حدود ۵۰ سال است که در خدمت بوده و با تعمیر و نگهداری مداوم، چندین سال خدمات رسانی داشته است.

### ایران

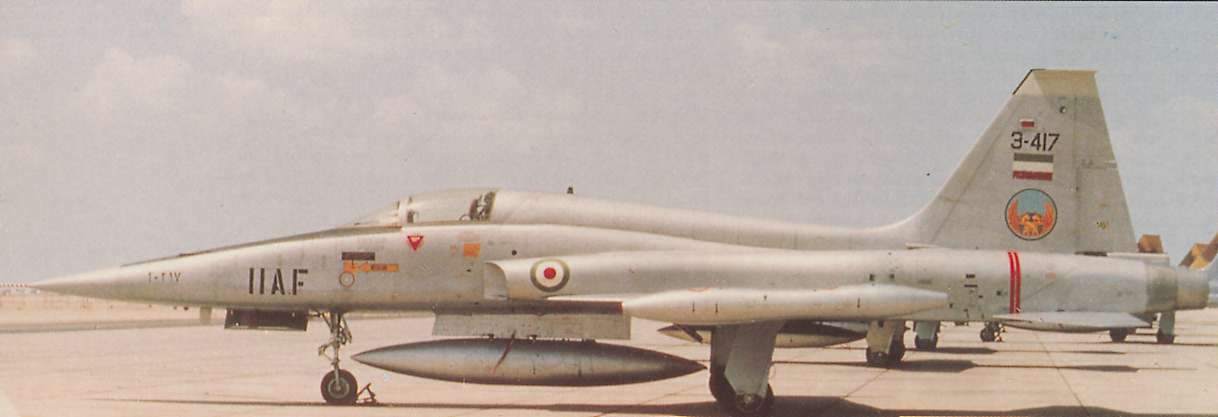
یک فرونداف-۵ای فریدم فایتر نیروی هوایی شاهنشاهی ایران

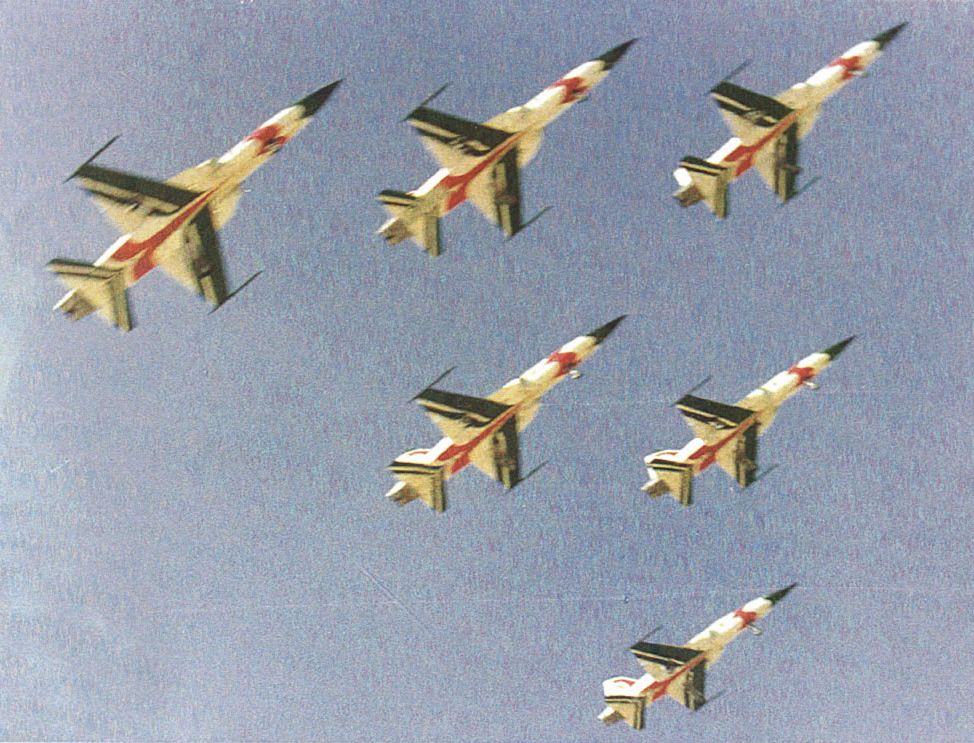
۶ فروند اف-۵ ئی تیم آکروحت تاج طلایی در حال انجام پرواز نمایشی

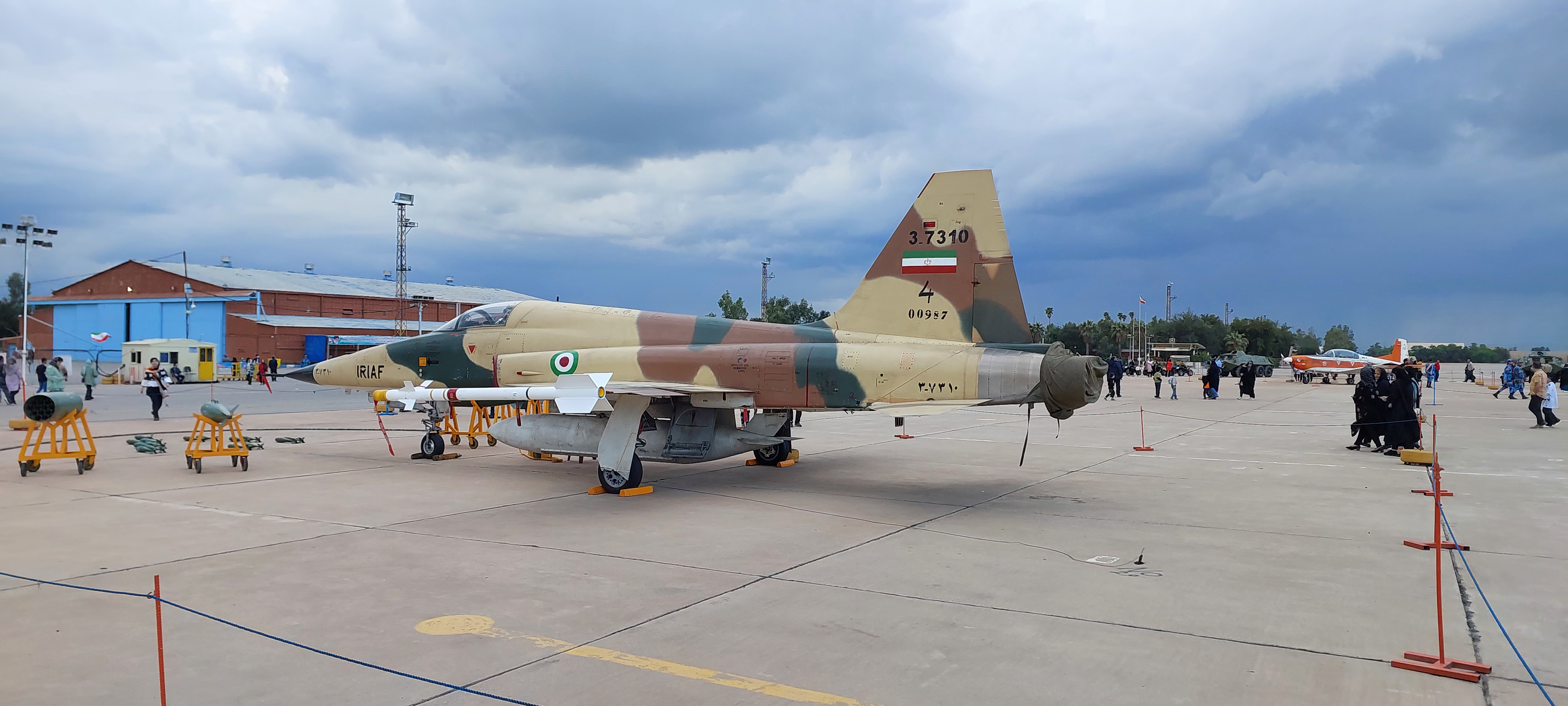
جنگنده اف-۵ئی تایگر۲ نیروی هوایی ایران از نمای کنار که در نمایشگاه نوروز ۱۴۰۲ پایگاه چهارم شکاری دزفول به نمایش گذاشته شده است.

در طی سالهای ۱۹۶۰ و ۱۹۷۰ نیروی هوایی شاهنشاهی ایران مقادیر قابل توجهی از تجهیزات و جنگ‌افزارهای ساخت ایالات متحده آمریکا را دریافت نمود. در فوریه سال ۱۹۶۵ ایران ۱۱ فروند اف-۵ای و دو فروند اف-۵ بی را دریافت نمود که در ماه ژوئن همان سال به وضعیت عملیاتی رسیدند. سرانجام تا سال ۱۹۷۲، ایران ۱۰۴ فروند اف-۵ای و ۲۳ فروند اف-۵ بی را دریافت نمود. اولین گُردان هوایی (اسکادران) شامل ۲۸ فروند اف-۵اف در سال ۱۹۷۴ به نیروی هوایی شاهنشاهی ایران وارد شد. در پایان سال ۱۹۷۶ ایران مجموعاً ۱۶۶ فروند اف-۵ ئی/اف و ۱۵ فروند گونه شناسایی آراف-۵ای را در اختیار داشت. در هنگامی که ایران ناوگان اف-۵ ئی/اف خود را دریافت می‌نمود، اقدام به فروش اف-۵ای و بی خود به کشورهای دیگر همانند اتیوپی، ترکیه، یونان و ویتنام جنوبی نمود. تا سال ۱۹۷۶، اکثر این هواپیماها فروخته شد، به جز تعدادی اف-۵ بی که از خدمت در ماموریت‌های آموزشی خارج شدند. اف-۵ها همچنین در تیم نمایشی نیروی تاج طلایی مورد استفاده قرار می‌گرفتند.
بعد از انقلاب ایران در سال ۱۹۷۹، نیروی هوایی جدید، (نیروی هوایی جمهوری اسلامی ایران) در طی جنگ ۸ ساله ایران و عراق تا حدودی در نگه داشتن جنگنده‌های غربی در خدمت موفق بود و اف-۵‌های ساده تا آخرین سالهای جنگ از آمادگی عملیاتی خوبی برخوردار بودند. ایران در ابتدا قطعات یدکی را از منابع خارجی تهیه می‌نمود. بعدها توانست به کمک صنعت هوایی خود، هواپیماهای نظامی در اختیار خود را در وضعیت عملیاتی نگه دارد.
در طی سالهای جنگ، اف-۵‌های نیروی هوایی ایران، به شدت در سورتی‌های پرواز هوا به هوا و هوا به سطح مورد استفاده قرار گرفتند. اف-۵‌های ایرانی در نبردهای هوایی با جنگنده‌های عراقی میگ-۲۱، میگ-۲۳، میگ-۲۵، سوخو۲۰/۲۲، میراژاف۱ و سوپراتاندارد شرکت داشتند. آمارهای این نبردهای هوایی از منابع ایرانی، عراقی، غربی و روسی متفاوت است. بر اساس بعضی از گزارش‌ها در ۶ اوت ۱۹۸۳ (۱۵ مردادماه ۱۳۶۲) یک اف-۵ ئی ایرانی به خلبانی سرگرد یدالله جوادپور، یک فروند میگ-۲۵ را سرنگون نمود. اما منابع روسی اولین شکار میگ-۲۵ توسط نیروی هوایی ایران را در سال ۱۹۸۵ اعلام داشته‌اند.
در سالهای اولیه جنگ، اف-۵‌های ایرانی که از گونه پیشرفته موشک حرارت یاب ایم-۹ سایدوایندراستفاده می‌نمودند، از لحاظ فن آوری موشکی بر دشمن خود برتری داشتند. البته در سالهای بعد با تحویل موشک‌ها و جنگنده‌های جدید به نیروی هوایی عراق، این برتری از دست رفت.
در حال حاضر شرکت صنایع هواپیماسازی ایران سه هواپیمای آذرخش، صاعقه و کوثر را که از اف-۵ مشتق شده‌اند، را تولید می‌نماید.

### برزیل

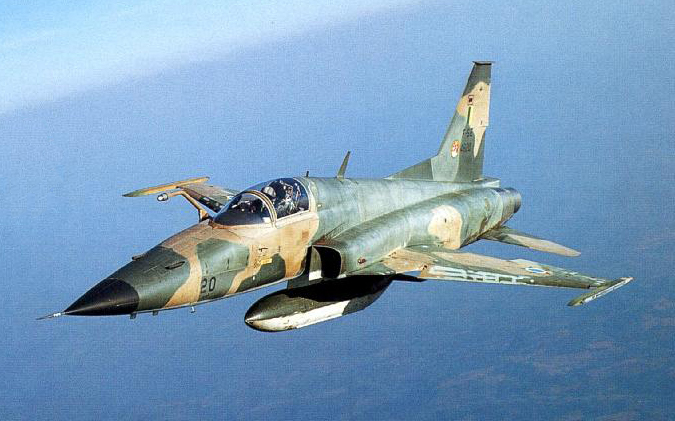
یک فروند اف-۵ام نیروی هوایی برزیل

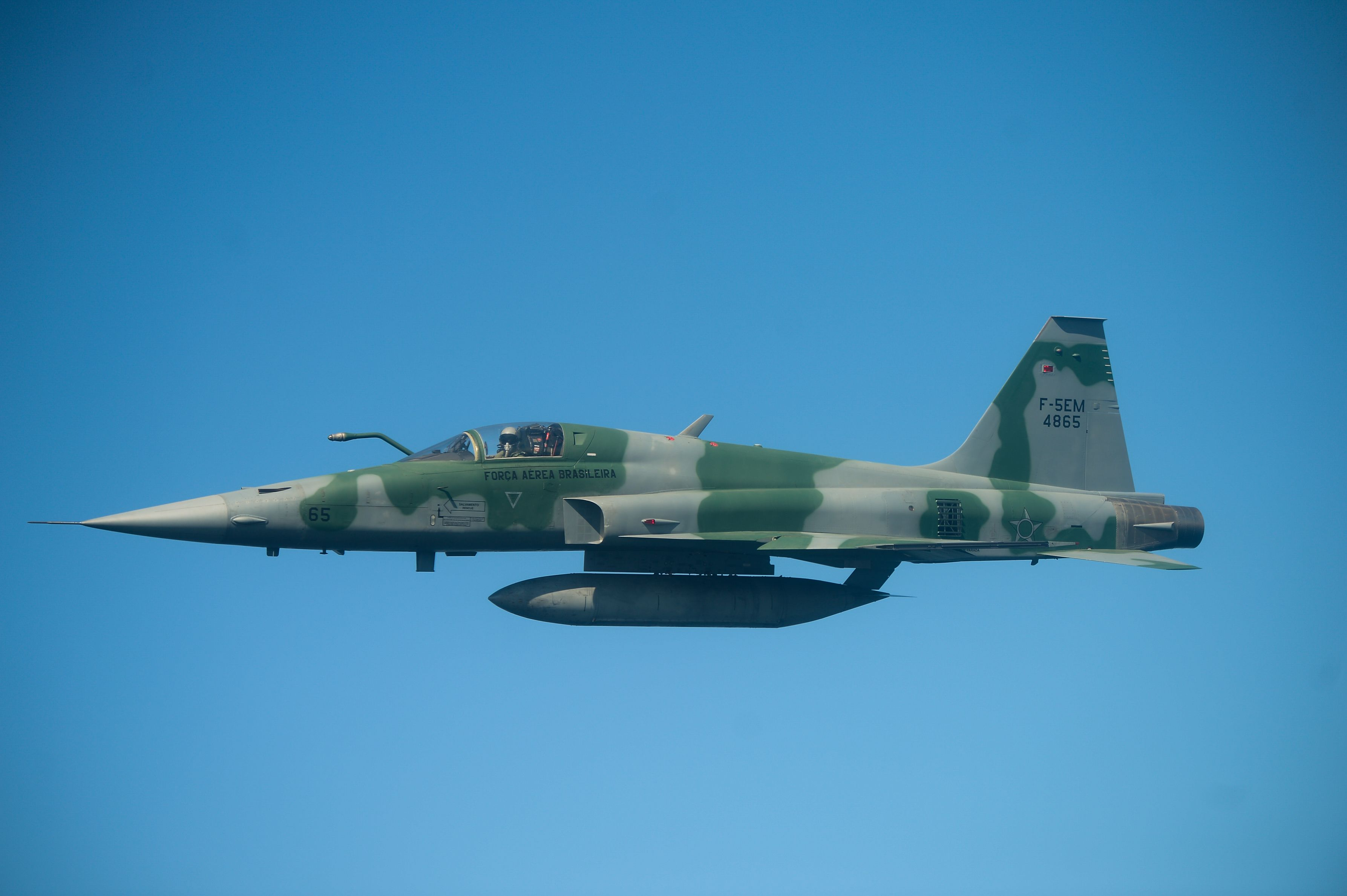
اف-۵ ام برزیلی در سال ۲۰۱۶

در اکتبر ۱۹۷۴، نیروی هوایی برزیل (اف‌ای‌بی) ۳۶ فروند اف-۵ئی و ۶ فروند اف-۵بی را به ارزش ۷۲ میلیون دلار به نورثروپ سفارش داد. سه فروند اولیه از این سفارش در ۱۲ مارس ۱۹۷۵ به برزیل وارد شدند. در سال ۱۹۸۸، نیروی هوایی برزیل ۲۲ فروند جنگنده اف-۵ئی و چهار فروند اف-۵اف دست دوم را که قبلاً به عنوان هواپیمای مهاجم (هواپیمای تمرینی برای آموزش رزم هوایی نامتجانس) را از نیروی هوایی ایالات متحده آمریکا خریداری نمود. ۱۵ فروند از این هواپیما از دسته اولین ۳۰ هواپیمایی از این نوع بودند که توسط نورثروپ تولید شده بودند. در سال ۱۹۹۰، نیروی هوایی برزیل تمام پنج فروند اف-۵بی خود را از خدمت خارج نمود. هواپیماهای مذکور بعدها، به موزه‌های برزیل در سراسر کشور فرستاده شدند.
در سال ۲۰۰۱، البیت سیستمز و امبرائر کار بر روی یک برنامه نوسازی ۲۳۰ میلیون دلاری ناوگان اف-۵‌های برزیل را آغاز نمودند که طی یک دوره هشت ساله به انجام رسید و ۴۶ فروند هواپیمای اف-۵ئی/اف را ارتقا داده و به روزرسانی نمود، که مجدداً به عنوان اف-۵ئی‌ام و اف-۵اف‌ام نامگذاری شدند.
نوسازی در چندین حوزه متمرکز بود: سامانه‌های جدید جنگ الکترونیک، رادار گریفو-اف، سامانه سیستم سوخت‌گیری هوایی، ناوبری مبتنی بر
آی‌ان‌اس/جی‌پی‌اس، امکان به‌کارگیری و پشتیبانی از جنگ‌افزارهای جدید، سیستم‌های هدف‌گیری و دفاع از خود، سامانه دکمه‌ها و سوئیچ‌ها بر روی اهرم کنترل پرواز (HOTAS)، نمایشگرهای ال‌سی‌دی، نمایشگرهای نصب شده بر روی کلاه ایمنی خلبان (HMD)، گیرنده هشدار رادار، سامانه ارتباطات رمزگذاری شده، سازگاری کابین خلبان برای عینک دید در شب، روی برد سیستم تولید اکسیژن داخل کابین (OBOGS) و انواع مختلف ارتقاء رایانه داخلی. یکی از قابلیت‌های مهم این گونه، امکان برقراری ارتباط امن با سامانه کنترل و هشدار زودهنگام هوابرد (آواکس) امبرائر آر-۹۹ و ایستگاه‌های زمینی است.
از نقطه نظر ظاهر خارجی، هواپیمای جدید دارای یک مخروط دماغه بزرگتری است که تجهیزات راداری حجیم تری را در خود جای داده است. اولین اف-۵ئی‌ام در ۲۱ سپتامبر ۲۰۰۵ تحویل داده شد. در ۷ ژوئیه ۲۰۰۳، چهار غلاف هدف‌گیری رافائل لایتنیگ-۳ با هزینه ۱۳ میلیون دلار آمریکا سفارش داده شد، تا در اف-۵ام به همراه سه غلاف جنگ الکترونیک و ضد پارازیت رافائل اسکای شیلد که در ۵ ژوئیه ۲۰۰۶ با هزینه ۴۲ میلیون دلار آمریکا سفارش داده شدند، مورد استفاده قرار گیرند.
در سال ۲۰۰۹، نیروی هوایی برزیل در طی قراردادی به مبلغ ۲۱ میلیون دلاری، هشت فروند هواپیمای مستعمل اف-۵ یک سرنشینه و سه هواپیمای دو سرنشینه اف-۵اف را از اردن خریداری نمود. این هواپیماها بین سالهای ۱۹۷۵ تا ۱۹۸۰ تولید شده بودند.
در ۱۴ آوریل ۲۰۱۱، قراردادی به مبلغ ۱۵۳ میلیون دلار با امبرائر و البیت برای نوسازی اف-۵های اضافی خریداری شده از اردن و تأمین یک شبیه‌ساز پرواز دیگر به عنوان ادامه قرارداد امضا شده در سال ۲۰۰۰ به امضا رسید. همان پیکره بندی ۴۶ فروند اف-۵ به روزرسانی شده برای اف-۵های جدیدتر خریداری شده نیز اعمال گردید. اولین تحویل این دسته دوم از جنگنده‌های جت ارتقا یافته برای سال ۲۰۱۳ با استفاده پیش‌بینی شده تا ۲۰۳۰ برنامه‌ریزی شده است.

### تایوان

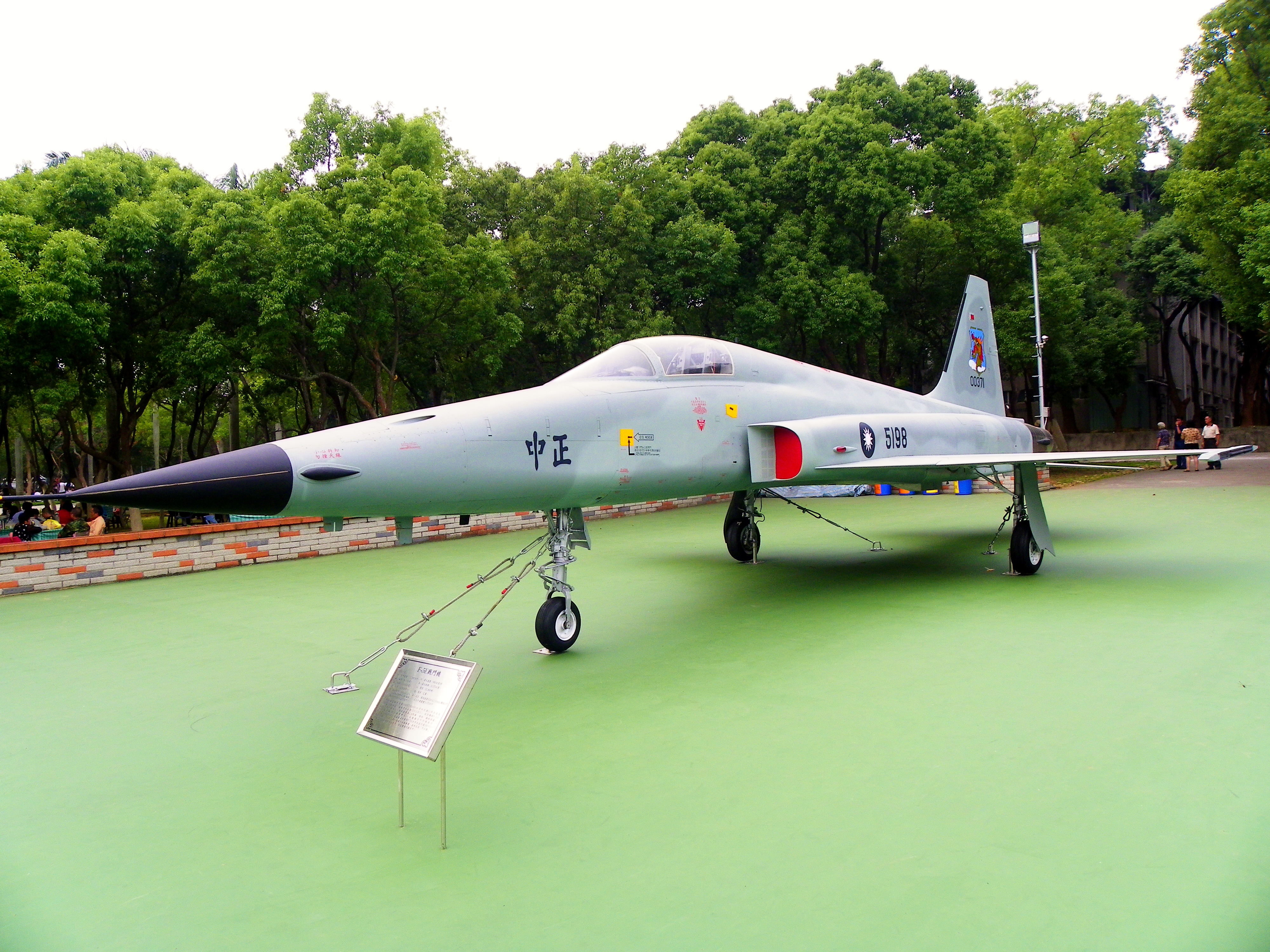
جنگنده اف-۵ ئی متعلق به نیروی هوایی جمهوری چین (تایوان)

در سال ۱۹۶۵ نیروی هوایی جمهوری چین (تایوان) اولین دسته شامل ۷ فروند اف-۵ای و ۲ فروند اف-۵بی را در طی یک برنامه کمک نظامی از ایالات متحده آمریکا دریافت نمود. در سال ۱۹۷۲ آن نیرو ۷۲ فروند اف-۵ای و ۱۱ فروند اف-۵بی را در اختیار داشت. در طول سال ۱۹۷۲و قبل از خروج نیروهای آمریکایی از ویتنام ایالات متحده ۴۸ فروند اف-۵ای نیروی هوایی تایوان را برای کمک به نیروی هوایی جمهوری ویتنام استقراض نمود. تا سال ۱۹۷۳، اکثر جنگنده‌های اف-۵ای قرض گرفته شده در شرایط پروازی نبودند، بنابراین ایالات متحده تصمیم گرفت ۲۰ فروند اف-۵ای را با برداشت ۹ فروند اف-۵ای از ذخایر ایالات متحده و تعمیر ۱۱ فروند از ویتنام جنوبی به تایوان بازگرداند. تا می ۱۹۷۵ تعداد ۲۸ فروند اف-۵ئی به تایوان صادر شد. در سال ۱۹۷۳، شرکت توسعه صنایع هوافضا تایوان (AIDC) تولید محلی، اولین از شش دسته ببر صلح (به انگلیسی: Peace Tiger)تولیدی در تایوان، شامل ۱۰۰ فروندی اف-۵ئی را آغاز نمود.
تا پایان سال ۱۹۸۶ که خط تولید پس از تکمیل ۶ دسته ببر صلح بسته شد. (AIDC) ۲۴۲ فروند اف-۵ئی و ۶۶ فروند اف-۵اف را تولید نمود. تایوان زمانی بزرگ‌ترین کاربر از این نوع هواپیما بوده و مجموعاً ۳۳۶ فروند فروند اف-۵ئی/اف را در اختیار داشت. آخرین دسته از اف-۵ئی/اف‌های تولید شده در AIDC دارای دماغه ای مشابه با اف-۲۰ تایکرشارک بودند.
با ورود ۱۵۰ فروند اف-۱۶، ۶۰ فروند میراژ-۲۰۰۰ و ۱۳۰ فروند اف-سی‌کی-۱ چینگ‌کو در اواسط تا اواخر دهه ۱۹۹۰ به نیروی هوایی تایوان، هواپیماهای اف-۵ئی/اف به جنگنده‌های خط دوم در آن نیرو تبدیل شده و در حال حاضر در گُردان‌های هوایی اکثراً با جنگنده‌های جدید جایگزین شده، از خدمت خارج شده‌اند.
هفت فروند اف-۵ئی که دارای ساعت‌های پائین پروازی بودند به ST Aerospace فرستاده شده تا آنها را به گونه آراف-۵ئی تبدیل نموده تا نقش شناسایی را که قبلاً توسط لاکهید آراف-۱۰۴ جی به انجام می‌رسید و در آن زمان از خدمت نیروی هوایی تایوان خارج شده بود را برعهده گیرند.
از سال ۲۰۰۹، تنها حدود ۴۰ فروند از ناوگان اف-۵ئی/اف نیروی هوایی تایوان در نقش‌های آموزشی و در حدود ۹۰ تا ۱۰۰ فروند تایگر-۲ به عنوان ذخیره باقی مانده‌اند. سابر جنگنده‌های اف-۵ئی/اف بازنشسته شده یا از بین می‌روند، یا به عنوان طعمه‌های رنگ آمیزی شده با رنگ‌هایی که نمایانگر جنگنده‌های خط مقدم اصلی اف-۱۶، میراژ ۲۰۰۰و یا اف-سی‌کی-۱ هستند، استفاده می‌شوند و در اطراف پایگاه‌های هوایی اصلی مستقر می‌باشند.
تایوان همچنین تلاش کرد تا ناوگان اف-۵ئی/اف خود را با برنامه Tiger 2000/2001 AIDC ارتقا دهد. اولین پرواز در ۲۴ ژوئیه ۲۰۰۲ به انجام رسید. این برنامه رادار اف-۵ئی/اف را با رادار جی‌دی-۵۳ مورد استفاده اف-سی‌کی-۱ جایگزین نمود و به جنگنده اجازه داد تا یک موشک هوا به هوا فراتر از برد بصری تی‌سی-۲ اسکای سورد ۲ (به انگلیسی: TC-II Sky Sword 2)را در زیر بدنه هواپیما حمل نموده و به کار گیرد. اما به علت عدم علاقه نیروی هوایی تایوان، در نهایت این برنامه را از بین برد. تنها نمونه اولیه آن در AIDC در مرکز تایوان به نمایش گذاشته شده است.
در ۲۲ مارس ۲۰۲۱، دو خلبان تایوانی که با هواپیماهای اف-۵ئی پرواز می‌کردند، دو خلبان پس از سقوط جان باختند.

### سنگاپور

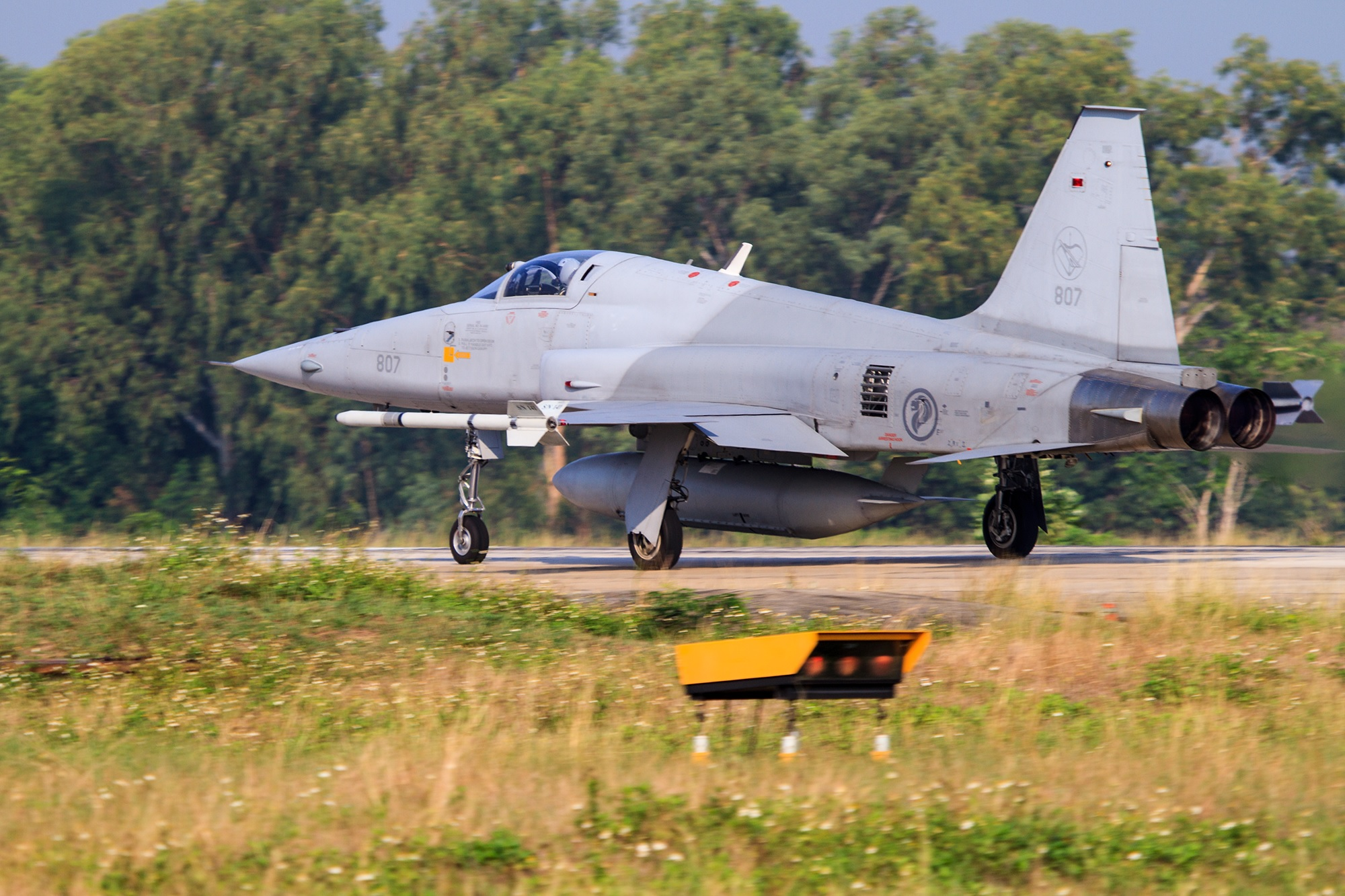
یک فروند اف-۵اس تایگر۲ نیروی هوایی جمهوری سنگاپور در حال برخاست از پایگاه هوایی کورات

سنگاپور یکی از کاربرهای مهم اف-۵ئی/اف تایگر۲ بود که در سال ۱۹۷۶ برای اولین بار این هواپیما را در طی گسترش وسیع نیروهای مسلح آن دولت-شهر سفارش داد. تحویل این اولین دسته از ۱۸ فروند اف-۵ئی و سه اف-۵اف تا اواخر فوریه ۱۹۷۹ تکمیل شد و گُردان هوایی شماره ۱۴۴ بادبادک سیاه تازه تشکیل شده در پایگاه هوایی تنگاه را تجهیز نمود.
در پایان سال ۱۹۷۹، سفارش ۶ فروند اف-۵ئی دیگر داده شد که تا سال ۱۹۸۱ تحویل داده شدند. در سال ۱۹۸۲، سفارش سه فروند اف-۵ئی دیگر ارسال شد که در سپتامبر ۱۹۸۳ به پایگاه نیروی هوایی سلطنتی لوچارس در اسکاتلند تحویل داده شد، جایی که خلبانان نیروی هوایی جمهوری سنگاپور (RSAF) آنها را تحویل گرفتند.
در سال ۱۹۸۳، این گونه از جنگنده وظایف رهگیری هوابرد را از یگان میراژ۳او نیروی هوایی سلطنتی استرالیا(RAAF) (که بین گردان‌های هوایی شماره ۳ و شماره ۷۵ RAAF شناور بودند) مستقر در تنگاه بر عهده گرفت.
در سال ۱۹۸۵ سفارش دیگری برای شش فروند اف-۵ئی دیگر داده شد، جنگنده‌های مذکور در همان سال تحویل داده شدند و به تجهیز گردان هوایی شماره ۱۴۹ شیکرا تازه تأسیس در تنگاه ادامه دادند. در سال بعد، نیروی هوایی سنگاپور آخرین دسته خود را از سه فروند اف-۵ئی و پنج اف-۵اف را سفارش داد که به ترتیب در دسامبر ۱۹۸۷ و ژوئیه ۱۹۸۹ تحویل داده شدند. در تلاش برای مدرن کردن نیروی هوایی خود، نیروی هوایی سلطنتی اردن هفت اف-۵ئی را در سال ۱۹۹۴ برای فروش قرار داد که بعداً توسط سنگاپور خریداری شد.
در طی سالهای ۱۹۹۰ الی ۱۹۹۱، صنایع هواپیماسازی سنگاپور (SAI، که اکنون
اس تی ایرواسپیس نامیده می‌شود) با استفاده از قیدها و ابزارهای خریداری شده از نورثروپ، هشت فروند اف-۵ئی موجود را به نوع آرآف-۵ئی تایگرآی تبدیل نموده. متعاقباً، از آنها برای تجهیز مجدد گردان هوایی شماره ۱۴۱ مرلین استفاده شد، که در سال ۱۹۹۲ با هاوکر هانتر اف‌آر. ۷۴اس قدیمی‌تر خود با تایگرهای جدیدتر جایگزین نموده بود و تا آن زمان در
پایگاه هوایی پایا لبار مستقر بود، پس از اینکه در ژوئن ۱۹۸۹، گردان هوایی شماره ۱۴۴ به پایگاه هوایی مذکور منتقل شد. تمامی سه گردان هوایی اف-۵ در پایگاه هوایی پایا لبار مستقر شدند و آن پایگاه هوایی به مرکز عملیات اف-۵ ئی/اف سنگاپور تبدیل شد.
در سال ۱۹۹۱، صنایع هواپیماسازی سنگاپور (SAI) قراردادی به عنوان پیمانکار اصلی برای نوسازی تمامی اف-۵ئی/اف‌های نیروی هوایی سنگاپور (شامل ۷ فروند اف-۵ئی سابق اردن) را منعقد نمود .البیت سیستمز پیمانکار فرعی مسئول یکپارچه سازی سیستم‌ها و انجام به روزرسانی‌ها شامل رادار چند حالته جدید باند ایکس (قیار گریفو-اف ایتالیایی بود، همچنین توانایی استفاده از موشک هوا به هوای فراتر از برد بصری و قابلیت‌های نگاه به پائین/شلیک به پائین)، اتاقک خلبان اصلاح‌شده با گذرگاه‌های داده جدید MIL-STD-1553R، سیستم نمایشگر جی‌ئی‌سی/فرانتی ۴۵۱۰ صفحه‌نمایش جلو-سری/سیستم شلیک جنگ‌افزار، دو صفحه نمایش چندمنظوره بی‌ای‌ئی سیستمز ام‌ئی‌دی-۲۰۶۷، سامانه ناوبری اینرسیایی ال‌ان-۳۹ ساخت لیتون (شبیه با اس‌تی آئرواسپیس ای-۴اس‌یو سوپر اسکای‌هاوک و سامانه دکمه‌ها و سوئیچ‌ها بر روی اهرم کنترل پرواز (HOTAS) برای کاهش حجم کاری خلبان. بر اساس گزارش‌ها، گیرنده هشدار راداری SPS2000 و سیستم اقدام متقابل نیز نصب شده است.
علاوه بر این، توپ ۲۰ میلی‌متری ام۳۹ سمت راست که در دماغه نصب شده بود، برداشته شد تا راه را برای نصب سامانه‌های اویونیک اضافه شده باز نماید (به همین دلیل تنها توپ روی هواپیماهای دو سرنشینه برداشته شد)، و برای بهبود مانور، هواپیماهای ارتقا یافته لبه حمله گسترش یافت (LERX). این فرایند در مارس ۱۹۹۶ آغاز شد و تا سال ۲۰۰۱ با نامگذاری مجدد به اف-۵اس/تی تکمیل شد. در سال ۱۹۹۸، هشت فروند اف-۵ئی نیز به‌روزرسانی‌ها را دریافت کردند (به‌جز رادار) و دوباره به‌عنوان آراف-۵اس طراحی شدند. گزارش شده است که به روزرسانی هر فروند اف-۵اس/تی ۶ میلیون دلار سنگاپور هزینه دربرداشته است.
تا پایان سال ۲۰۰۹، این جنگنده با انجام بیش از ۱۷۰٬۰۰۰ ساعت زمان پرواز را در خدمت نیروی هوایی سنگاپور و تنها دارای آمار سانحه دو فروند اف-۵ئی در سوانح جداگانه را داشت (به ترتیب در سال ۱۹۸۴ و ۱۹۹۱). گردان هوایی ۱۴۴، آخرین اسکادران عملیاتی اف-۵ئی، در سپتامبر ۲۰۱۵ پس از بازنشستگی جنگنده‌های اف-۵اس منحل شد.

### سوئیس

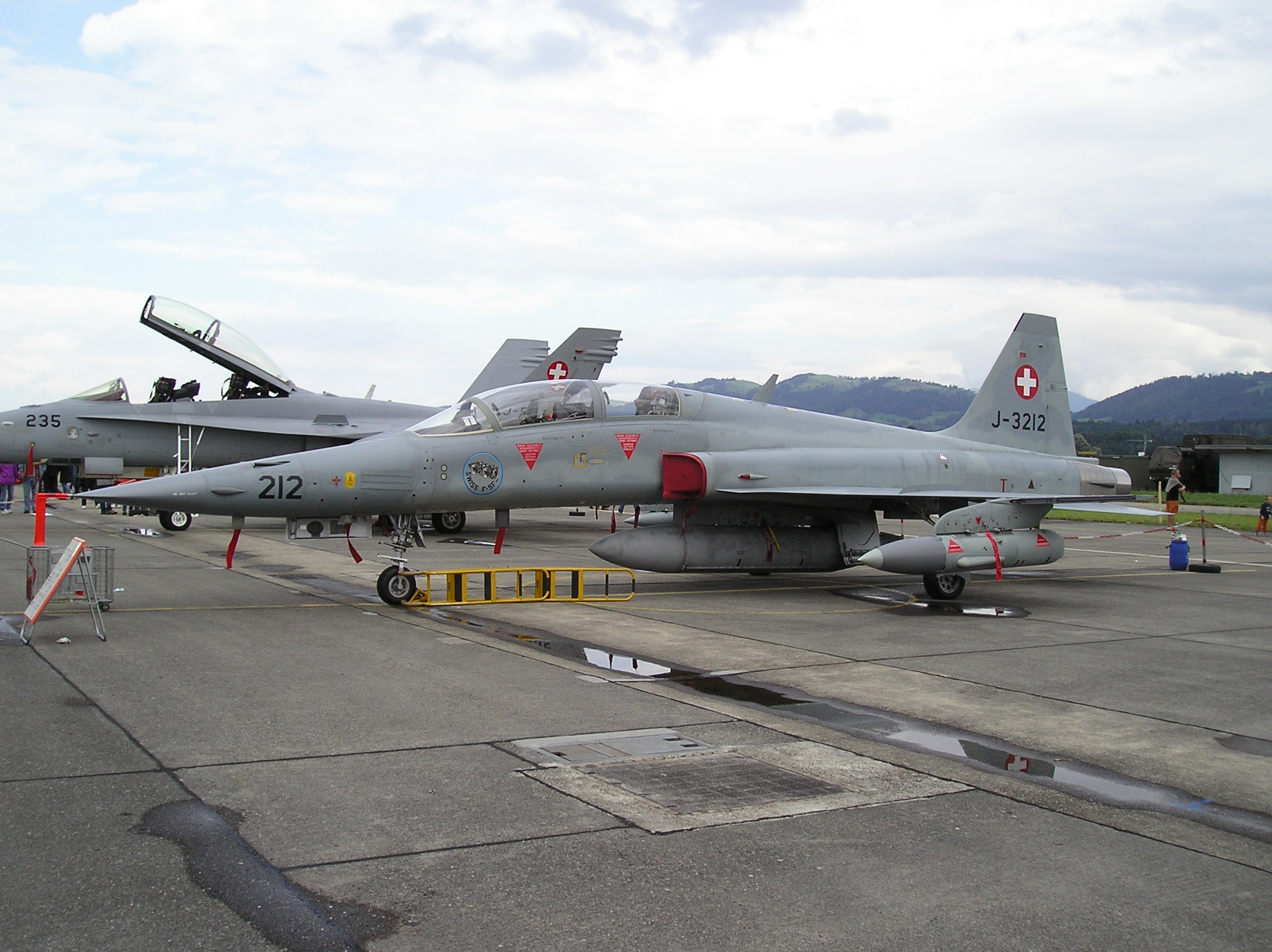
اف-۵اف نیروی هوایی سوئیس با غلاف اختلال راداری اریکسون ویستا ۵

نیروی هوایی سوئیس مجموعاً ۲۲ فروند اف-۵ئی و ۴ فروند اف-۵اف را در اختیار دارد، حداکثر تعداد از این نوع هواپیماها در آن نیرو به ترتیب ۹۸و ۱۲ فروند در سال ۱۹۸۱ بوده است. این هواپیماها عمدتاً به دلیل عملکرد عالی، مناسب بودن آنها برای مأموریت منحصر به فرد نیروی هوایی سوئیس، و هزینه نگهداری نسبتاً پایین در هر ساعت پرواز انتخاب شدند.
انتظار می‌رفت که این هواپیما با جنگنده سوئدی ساب ۳۹ گریپن جایگزین شود، اما در می ۲۰۱۴، یک همه‌پرسی مردم سوئیس تصمیم به عدم خرید گریپن گرفتند.
در آینده قابل پیش‌بینی، اف-۵های نیروی هوایی سوئیس به پرواز خود ادامه خواهند داد. کماکان برنامه‌هایی از سوی نیروی هوایی سوئیس و در پارلمان سوئیس برای پرواز ۱۸ فروند اف-۵ئی و چهار فروند اف-۵اف وجود دارد. این برنامه همچنین شامل ادامه عملیات جنگنده‌های اف-۵ئی در
تیم آکروجت پاترول سوئیس تا سال ۲۰۱۸ می‌گردید.
در سپتامبر ۲۰۲۰، مردم سوئیس در یک همه‌پرسی به یافتن جایگزینی برای ناوگان اف-۵ آن کشور. با ۵۰٫۱٪ رای آری در برابر ۴۹٫۹٪ رای منفی از میان ۸٬۶۷۰ رای، رای مثبت دادند.
نیروی هوایی سوئیس تصمیم گرفته است که این هواپیماها را با ۳۶ فروند اف-۳۵ای جایگزین نماید.
در ماه مارس ۲۰۲۴، اداره فدرال تسلیحات سوئیس تحویل ۲۲ جت جنگنده اف-۵ئی/اف تایگر-۲ از رده خارج شده را به ایالات متحده آغاز کرد. اولین هواپیما توسط سپاه تفنگداران دریایی ایالات متحده آمریکا در ۱۸ مارس از پایگاه هوایی
آمن سوار بر یک هواپیمای ترابری لاکهید مارتین کی‌سی-۱۳۰جی خارج شد. این فروش که در سال ۲۰۲۰ نهایی شد، شامل ۱۶ فروند اف-۵ئی تک سرنشین و ۶ فرونداف-۵اف دو سرنشینه، به همراه تجهیزات زمینی مرتبط، قطعات یدکی، و پشتیبانی لجستیکی برای ذخیره‌سازی داخل کشور و آماده‌سازی برای حمل و نقل به ایالات متحده است. ارزش کل فروش ۳۲٫۴ میلیون دلار برآورد شده است.

### فیلیپین

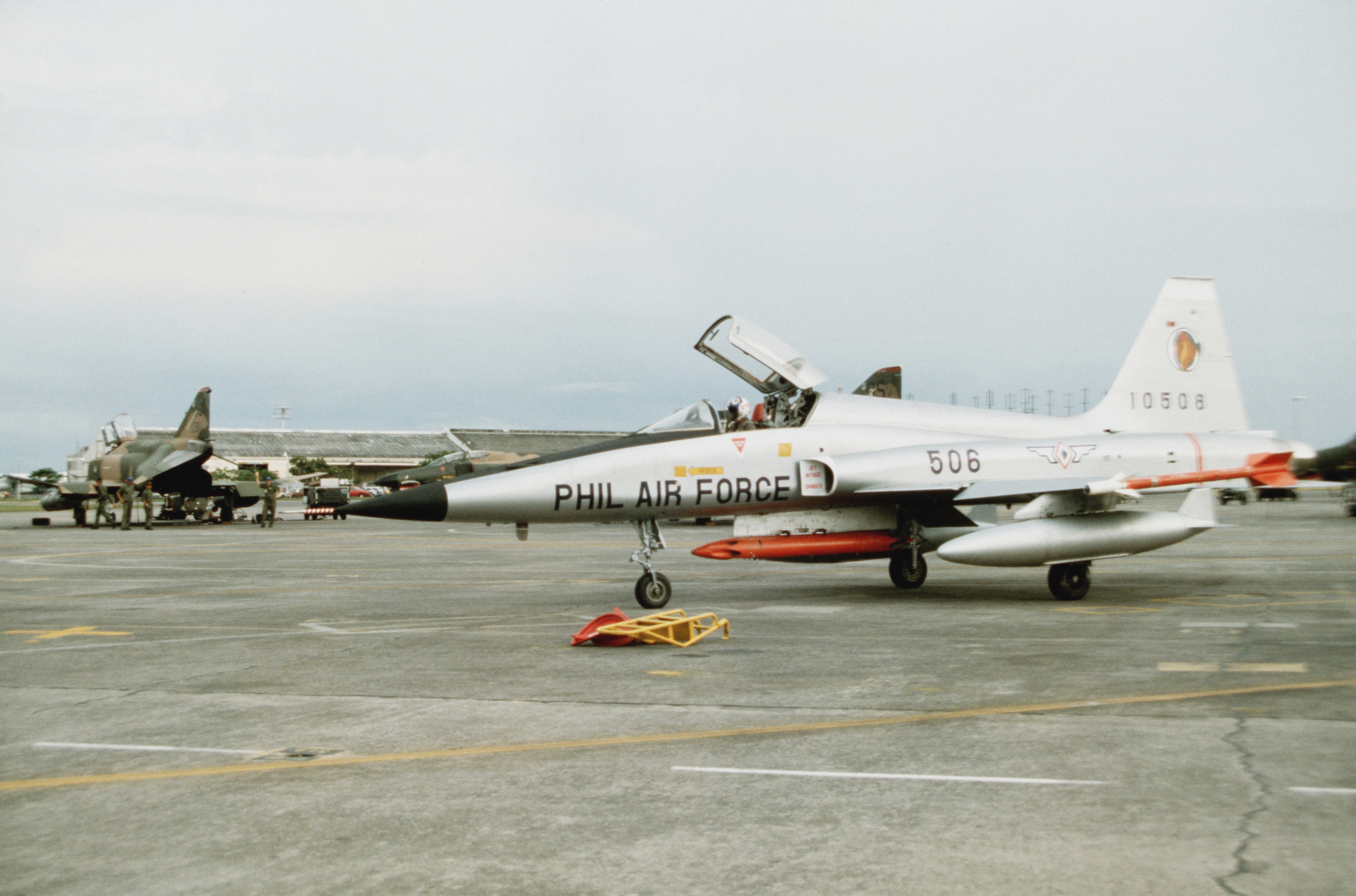
اف-۵ ای نیروی هوایی فیلیپین در پایگاه هوایی کلارک در حوالی سال ۱۹۸۲

نیروی هوایی فیلیپین از سال ۱۹۶۵ الی ۱۹۹۸ تعداد ۳۷ فروند اف-۵ای و اف-۵ بی را در اختیار گرفت.
جنگنده‌های اف-۵ ای و بی توسط گُردان هوایی ششم جنگنده تاکتیکی (کبرا) از بال جنگنده پنجم و تیم آکروباتیک الماس آبی مورد استفاده قرار گرفته و جایگزین اف-۸۶ اف سیبر گردید که قبلاً در سال‌های ۱۹۶۵ و ۱۹۶۸ استفاده می‌شد. اف-۵ها همچنین تحت یک ارتقاء قرار گرفتند و با رادارهای ای‌ان/ای‌پی‌کیو-۱۵۳ تجهیز شده و همچنین در پایان دهه ۱۹۷۰ تعمیرات اساسی قابل توجه بروی آنها انجام شد، تا عمر خدمت آنها ۱۵ سال دیگر افزایش یابد.
در سال ۲۰۰۵، فیلیپین ناوگان اف-۵ای‌/بی باقیمانده خود، از جمله هواپیماهای دریافتی از تایوان و کره جنوبی را از رده خارج نمود.

### کره جنوبی
نیروی هوایی جمهوری کره (ROKAF) هواپیماهای اف-۵ای/بی را در سال ۱۹۶۵ خریداری نمود و جنگنده‌های اف-۵ئی را در اوت ۱۹۷۴ خریداری نمود. گونه کی‌اف-۵ توسط شرکت صنایع هوافضای کره به صورت تحت لیسانس بین سال‌های ۱۹۸۲ الی ۱۹۸۶ تولید شد.
پس از سالهای ۲۰۰۱ برنامه‌ریزی شد، تا هواپیماهای اف-۵ئی/اف و کی‌اف-۵ئی/اف با اف‌ای-۵۰ و در نهایت، با جنگنده کره ای اف-ایکس، جایگزین شوند.: 18 

### کنیا
در ماه ژوئن سال ۱۹۷۶، کنیا ۱۰ فروند اف-۵ئی و دو فروند اف-۵اف را به مبلغ ۷۰ میلیون دلار آمریکا به ایالات متحده آمریکا سفارش داد.
در طی عملیات لیندانچی(به سواحیلی: Linda Nchi) که از ۱۶ اکتبر ۲۰۱۱ (۲۴ مهرماه ۱۳۹۰خورشیدی)آغاز شد، اف-۵‌های نیروی هوایی کنیا از نیروهای آن کشور در جنگ علیه اسلامگرایان الشباب در سومالی، پشتیبانی نمودند. مأموریت اف-۵‌ها بمباران اهداف در خاک سومالی و پشتیبانی از نیروهای زمینی بود.

### مالزی

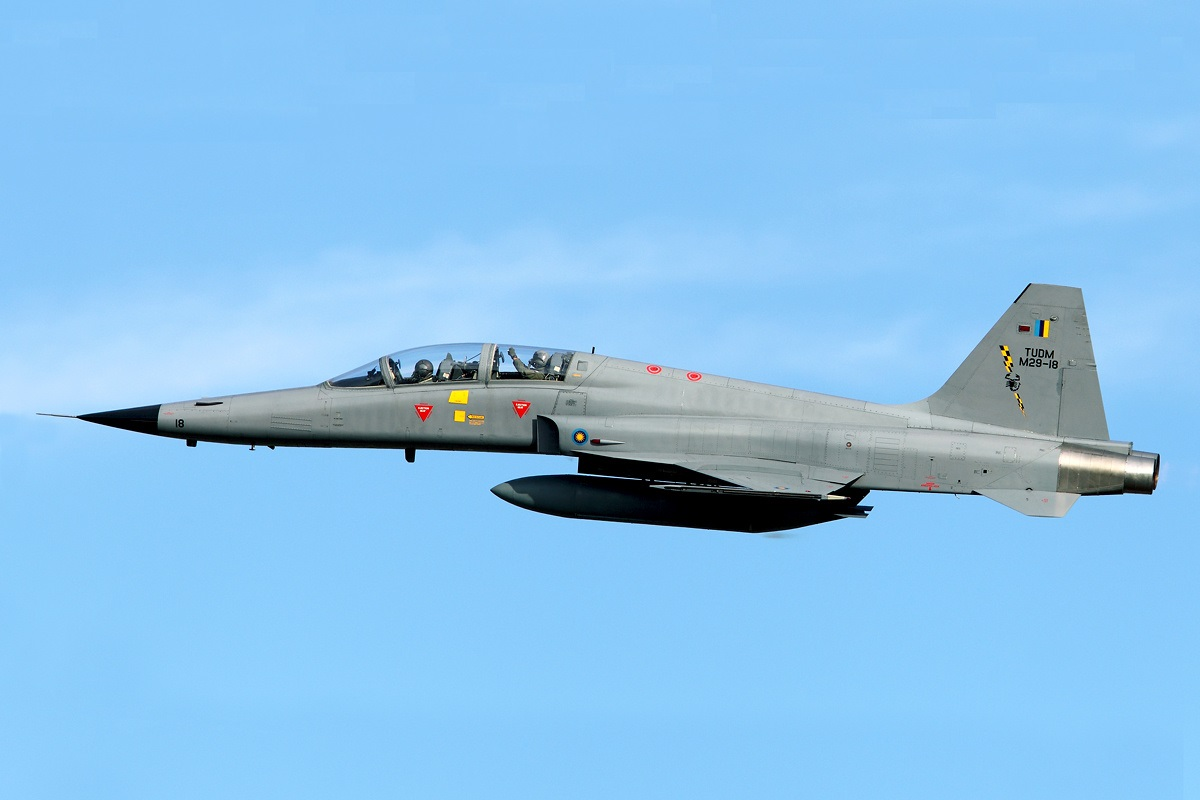
اف-۵ تایگر۲ نیروی هوایی سلطنتی مالزی

در سال ۱۹۷۵ نیروی هوایی سلطنتی مالزی، ۱۴ فروند اف-۵ئی و ۲ فروند اف-۵بی را دریافت نمود. در سال ۱۹۸۲ تعداد ۴ فروند اف-۵اف را دریافت نمود و ۲ فروند اف-۵بی که از قبل در حال خدمت در مالزی به بودند به نیروی هوایی سلطنتی تایلند منتقل شدند. در سال ۱۹۸۳، تعداد ۲ فروند آراف-۵ئی تایگرآی و متعاقباً ۲ فروند اف-۵ئی و یک فروند اف-۵اف به آن نیرو وارد شدند. اف-۵ئی اولین جنگنده مافوق صوت نیروی هوایی سلطنتی مالزی بود، که جایگزین جنگنده‌های سی‌ای‌سی سیبر که سابقاً در خدمت نیروی هوایی سلطنتی استرالیا بودند، گردیده و جنگنده اصلی دفاعی آن نیرو در طی سالهای ۱۹۸۰ و اوایل ۱۹۹۰ بودند. مأموریت ثانویه این ناوگان عملیات آفندی بود که در کنار هواپیماهای ای-۴ اسکای‌هاوک آن نیرو به ایفای آن نقش می‌پرداخت. ۵ فروند اف-۵ئی و یک فروند اف-۵اف در طی حوادث از بین رفته که منجر به ۳ نفر تلفات شد (۲ خلبان اف-۵ئی در سالهای ۱۹۸۳ و ۱۹۹۵ و یک فروند اف-۵اف در سال ۱۹۸۶) تمامی هواپیماهای مذکور در دریا سقوط کردند. در سال ۲۰۰۰ کلیه ناوگان اف-۵ نیروی هوایی سلطنتی مالزی غیرفعال شدند، اما مجدداً در سال ۲۰۰۳ به عنوان گًردان هوایی تاکتیکی و شناسایی فعال شدند. چندین طرح پیشنهادی برای روزآمد نمودن ناوگان اف-۵ ارائه شد، اما هیچ‌یک به مرحله اجرا نرسیدند. در سال ۲۰۱۵ این ناوگان از خدمت خارج شده و به صورت ذخیره نگهداری می‌شود.

### مراکش
در سال ۱۹۷۲ نیروی هوایی سلطنتی مراکش، ۲۲ فروند اف-۵ای و ۲ فروند آراف-۵ای را از ایالات متحده آمریکا دریافت نمود. جنگنده‌های مذکور در گًردان هوایی یکم جنگنده وارد خدمت شدند. در سال ۱۹۷۴ دو فروند دیگر اف-۵ای از طرف ایران اهدا شد و در سال ۱۹۷۶ تعداد ۶ فروند اف-۵ای از اردن خریداری شد. سه فروند اف-۵ای در کودتای نافرجام ۱۹۷۲ مراکش درگیر شدند و به بوئینگ ۷۲۷ اختصاصی ملک حسن دوم پادشاه مراکش در هوا حمله کردند، قبل از اینکه یک فرودگاه نظامی و کاخ سلطنتی را بمباران کنند. پس از شکست کودتا، تقریباً تمامی خلبانان اف-۵ دستگیر شدند و اکثر آنها ناپدید شدند. یکی دیگر از پیامدهای کودتای نافرجام این بود که سیستم تعیین واحدهای نیروی هوایی سلطنتی مراکش از نام‌های عددی به نام‌ها تغییر کرد. از آن زمان به بعد، اسکادران اف-۵ای به گُردان هوایی بوراک معروف شد. مراکش از اف-۵‌های خود در جنگ صحرای غربی در مأموریت‌های شناسایی و بمباران استفاده کرد.
چندین از این هواپیماها توسط سامانه‌های پدافند هوایی همراه استرلا ۲ (سام-۷)، آتش مسلسل و سیستم‌های ضدهوایی خودکششی ۹کا۳۲ استرلا۱ (سام-۹) و ۲کا۱۲ کیوب (سام-۶) سرنگون شدند.
برای مقابله با تهدید موشک‌های سام-۶، گیرنده هشدار راداری (به انگلیسی: Radar warning receiver) ای‌ان/ای‌ال‌آر-۶۶ در حدود سال ۱۹۸۱ بر روی آراف-۵ای و اف-۵بی نصب شد. یکی از وظایف اصلی آن ردیابی سامانه‌های موشکی زمین به هوای جبهه پولیساریو بود.

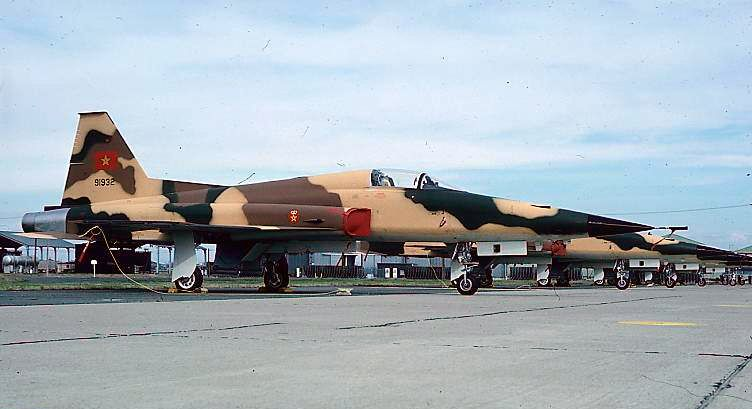
جنگنده‌های اف-۵ تایگر۲ نیروی هوایی سلطنتی مراکش

در همان دوره زمانی، مراکش شروع به دریافت ۱۶ فروند اف-۵ئی و ۴ فروند اف-۵اف نمود، که در سال ۱۹۷۹ با کمک مالی عربستان سعودی سفارش داده شده بود. هواپیماهای مذکور از سال ۱۹۸۱ تا ۱۹۸۳ دریافت شدند.
اندکی پس از ورود، جنگنده‌های اف-۵ئی با همان گیرنده‌های هشدار راداری مانند آراف-۵ای و اف-۵بی مجهز شدند، جنگنده‌های مذکور همچنین به کاوند (به انگلیسی: Probe) سوخت‌گیری هوایی مجهز شدند.
در نهایت، اف-۵ئی‌های مراکشی می‌توانستند به غلاف‌های پادکُنش الکترونیکی و مادون قرمز مجهز شوند که مقاومت آن‌ها را در برابر موشک‌های زمین به هوای پولیساریو افزایش می‌داد. جنگنده‌های اف-۵ئی/اف توسط گُردان‌های هوایی بوراک و عریقه، جایی که آنها همراه با نسخه‌های قدیمی اف-۵ و همچنین گُردان هوایی شاهین به کار گرفته شدند.
در طول جنگ در صحرای غربی، اف-۵‌های مراکشی از بمب‌های چند منظوره و خوشه ای، راکت‌های هدایت نشده و به ندرت موشک‌های از ای‌جی‌ام-۶۵ ماوریک استفاده نمودند.
در مجموع، از دست رفتن ۱۲ فروند اف-۵ در جریان جنگ صحرای غربی تأیید شده است.
از سال ۱۹۹۰، مراکش ۱۲ فروند اف-۵ئی دیگر از ایالات متحده آمریکا دریافت نمود، در مجموع ۲۴ فروند اف-۵ئی نیروی هوایی سلطنتی مراکش به استاندارد اف-۵تی(۳) ارتقا یافتند.

### مکزیک

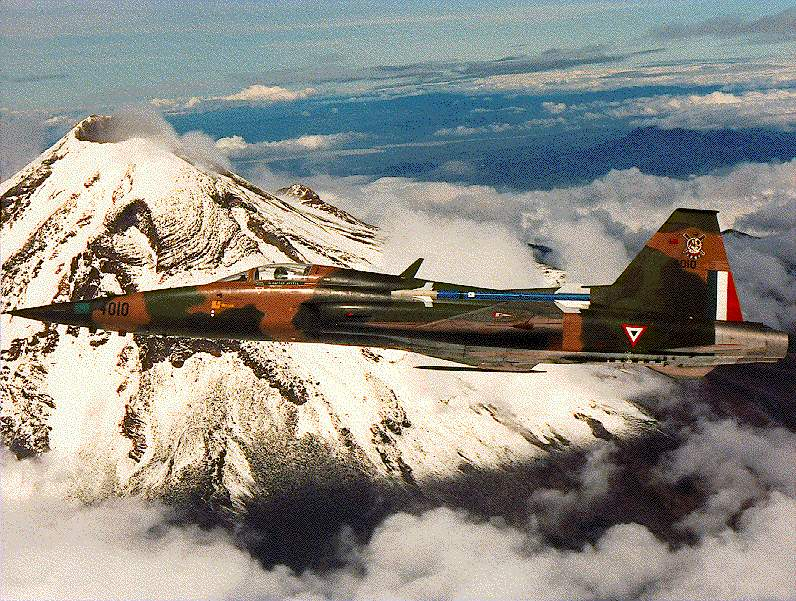
یک فروند اف-۵ تایگر-۲ نیروی هوایی مکزیک در حال پرواز در نزدیکی آتشفشان پوپوکاتپتل

پس از آنکه درخواست مکزیک برای خرید ۲۴ فروند آی‌ای‌آی کفیر سی-۱ از طرف دولت ایالات متحده آمریکا به دلیل استفاده از موتورهای آمریکایی جی-۷۹ در سال ۱۹۸۲ مسدود شد، نیروی هوایی مکزیک ۱۰ فروند اف-۵ئی را دریافت نمود. اف-۵ با جت‌های جنگی لاکهید تی-۳۳ و دی‌هاویلند ومپایر ام‌کی-۱ که قبلاً در اختیار مکزیک قرار بود، همراه شد. اف-۵ اولین جنگنده مافوق صوت مکزیک بود و گُردان هوایی ۴۰۱ بر اساس این جنگنده شکل گرفت. در ۱۶ سپتامبر ۱۹۹۵ و پس از حضور بدون حادثه در بیش از ۳۰ رژه نظامی، یک اف-۵ئی باسه فروند تی-۳۳ در رژه روز استقلال مکزیک، در آسمان بایکدیگر برخورد نموده و این حادثه منجر به کشته شدن ۱۰ نفر گردید. در سال ۲۰۲۱، نیروی هوایی مکزیک ۵ فروند اف-۵ئی و دو فروند اف-۵اف را به صورت آماده برای ماموریت‌های رزمی و اهداف آموزشی، در اختیار داشت.

### نروژ

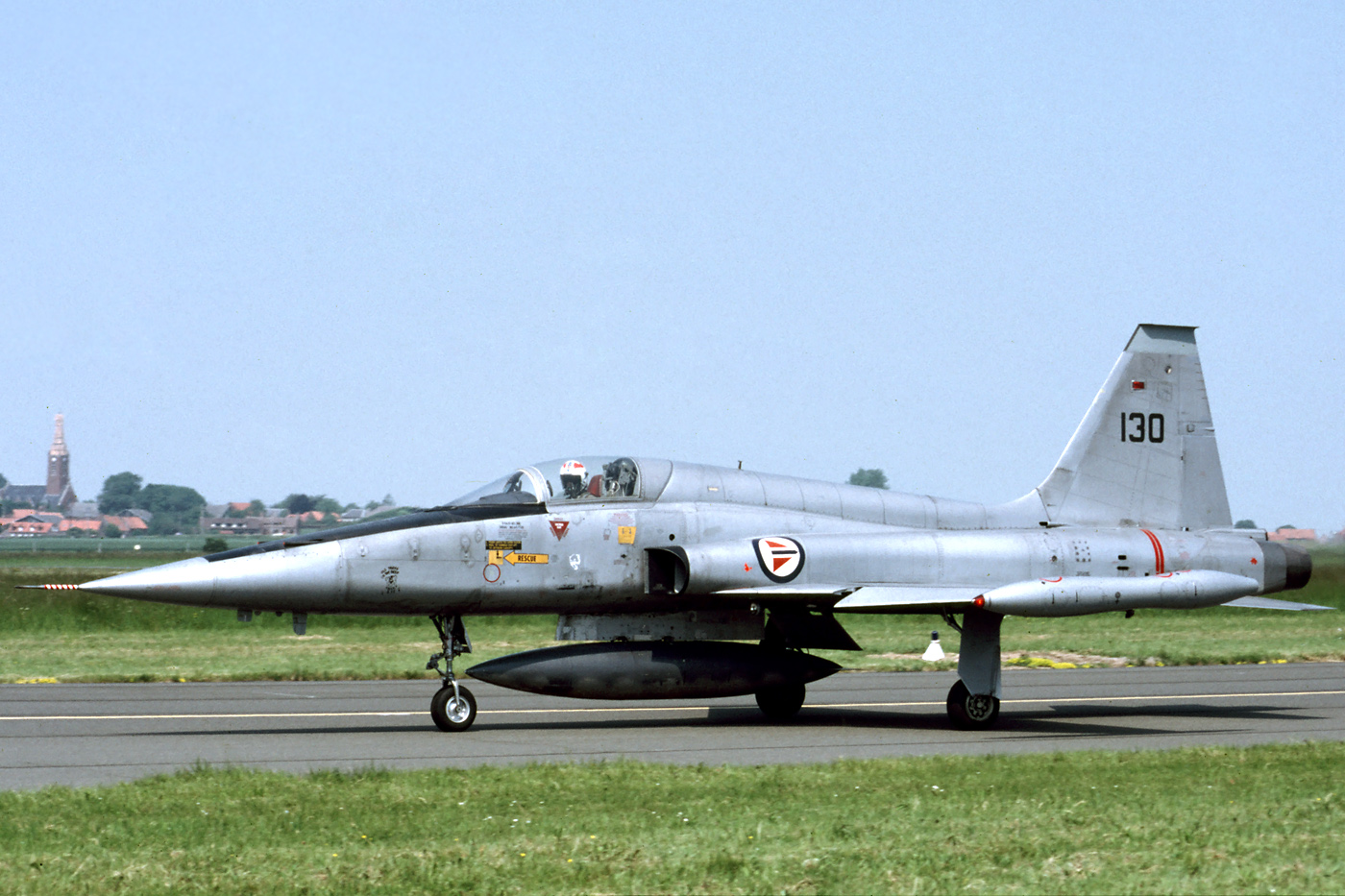
جنگنده اف-۵ای نیروی هوایی سلطنتی نروژ

نیروی هوایی سلطنتی نروژ تعداد ۱۰۸ فروند جنگنده فریدم فایتر را شامل ۱۶ فروند آراف-۵ای، ۷۸ فروند اف-۵ای و ۱۴ فروند اف-۵بی زا دریافت نمود. ۶۴ فروند اولی به عنوان کمک نظامی دریافت شد. هواپیماهای مذکور در شش گُردان هوایی مورد استفاده قرار گرفتند، اولین و آخرین آنها گُردان هوایی ۳۳۶ بود که اولین هواپیما را در فوریه ۱۹۶۶ دریافت نمود (مراسم تحویل رسمی یک ماه بعد به انجام رسید)، و نهایتاً در اوت ۲۰۰۰ از خدمت خارج شدند.
سه فروند هواپیما تا سال ۲۰۰۷ کماکان پرواز نموده و در شرکت دفاعی و هوافضای کونگسبرگ (به انگلیسی: Kongsberg Defence & Aerospace) برای آزمایش در برنامه «چشم ببر» مورد استفاده قرارگرفته و از آنها در توسعه موشک ضدکشتی نروژی پنگوئن بهره‌برداری شد. هواپیماهای دریافت شده تحت کمک‌های نظامی به یونان و ترکیه تحویل داده شدند. ۹ فروند از هواپیماهای خریداری شده با ایالات متحده آمریکا در عوض زیردریایی کلاس کوبن، معاوضه شدند.
در اکتبر ۲۰۱۱، پنج فروند اف-۵ای تک سرنشینه به مدارس تعمیر و نگهداری هواپیما در سراسر کشور اعطا شدند. از جمله دبیرستان‌های سکیدسمو، سولا، بودو و باردوفوس و مرکز آموزشی نیروی هوایی سلطنتی نروژ در فرودگاه کریستیان‌ساند کیویک. این هواپیما قبل از تحویل به مدارس در فرودگاه موس ریگ، به قطعات منفصله تفکیک شدند. از ده فروند اف-۵ نروژی باقیمانده، هشت فروند اف-۵بی دو سرنشینه تا سال ۲۰۱۱ همچنان برای فروش ارائه می‌شدند، که شش فروند آن در نروژ و دو فروند در ایالات متحده ذخیره شده بودند. این دو هواپیما در ایالات متحده برای فروش به تاجر آمریکایی راس پرو جونیور، در سال ۲۰۰۸ فروش دو فروند از هواپیماهای فوق در ایالات متحده آمریکا به تاجر آمریکایی راس پرو جونیور(به انگلیسی: Ross Perot Jr.) تأیید شده بود، اما این معامله در ابتدا توسط دولت ایالات متحده مسدود شد.
با این حال، در سال ۲۰۱۵، پرو جونیور این مجوز را دریافت نمود و متعاقباً هواپیما را به میزان قابل توجهی کمتر از قیمت بازار خرید، که باعث جنجال و انتقاد عمومی از دولت نروژ شد. سه بازمانده در مجموعه هواپیماهای نیروهای مسلح نروژ، دو فروند در موزه نورسک لوفتفارتس در بودو و یک فروند در موزه فلای‌هیستوریسک، سولا، نزدیک
استاوانگر به نمایش گذاشته شده‌اند.

### ونزوئلا

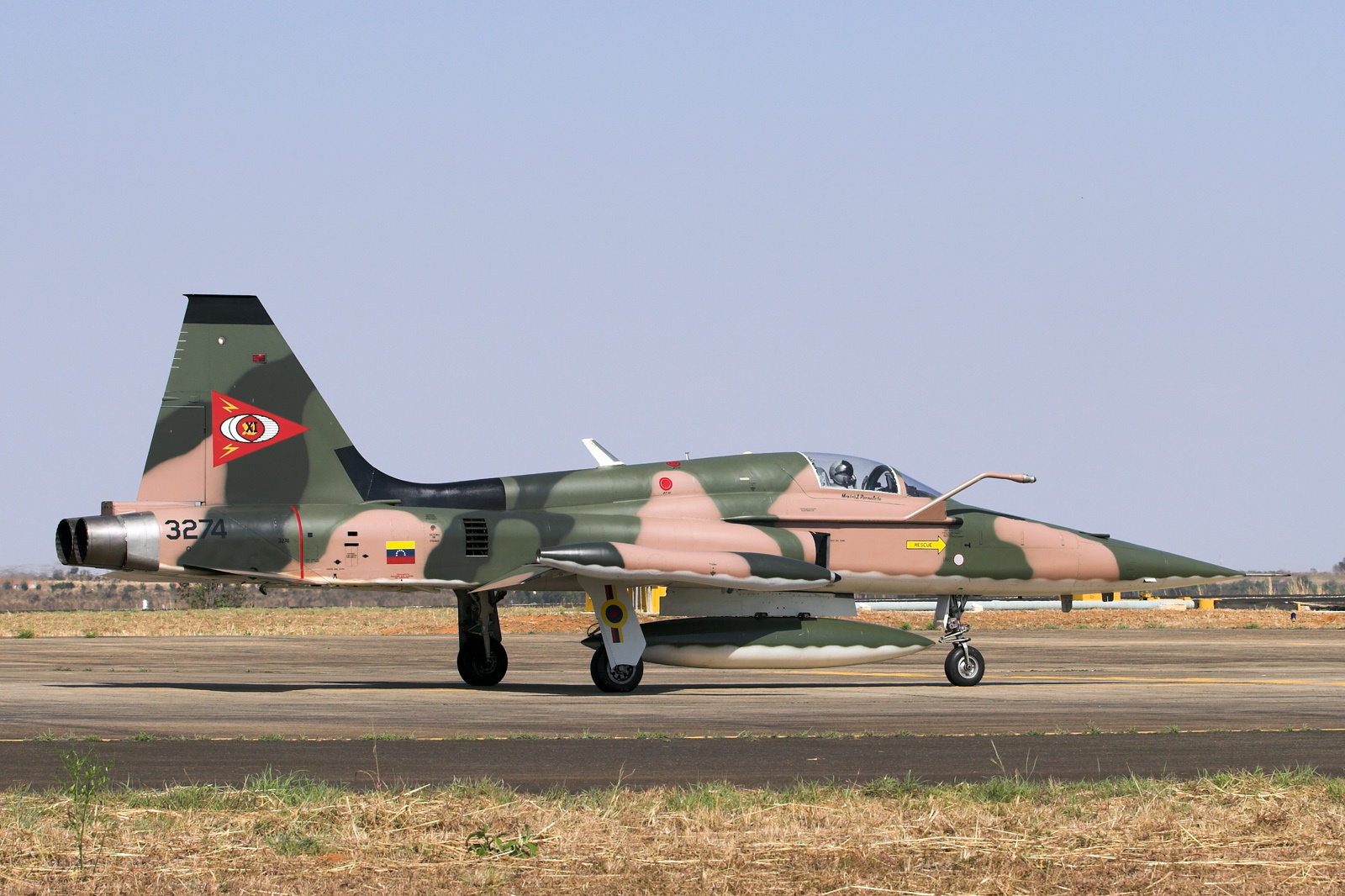
یک فروند نورثروپ (کاناداایر) وی‌اف-۵ای (سی‌ال-۲۲۶) نیروی هوایی ونزوئلا

پس از سازماندهی مجدد نیروی هوایی ونزوئلا در اواخر دهه ۱۹۶۰، دولت متوجه شد که زمان آن رسیده است که ناوگان دی هویلند ومپایر و ونوم منسوخ شده خود را که در آن زمان فعال بودند، و همچنین آخرین جنگنده‌های اف-۸۶ سیبر در خدمت فعال را جایگزین نماید. در سال ۱۹۷۱، ۵۴ فروند سی‌اف-۵ای ساخت کانادا را پس از اینکه نیروی هوایی سلطنتی کانادا نتوانست آنها را به دلیل کاهش بودجه تحویل بگیرد، در اختیار گرفت. از این دسته، ونزوئلا ۱۶ فروند سی‌اف-۵ای و دو سی‌اف-۵دی به دست آورد. در سال ۱۹۷۲، پس از تحویل همه هواپیماها، ناوگان جنگنده‌های قدیمی اف-۸۶، ونوم و ومپایر نهایتاً از رده خارج شدند.
اف-۵ اولین هواپیمای نظامی نیروی هوایی ونزوئلا بود که قادر به پرواز با سرعت مافوق صوت بود. پس از یک اختلاف حقوقی بین کاناداایر و نورثروپ، دو فروند سی‌اف-۵دی دیگر ساخته شد و در سال ۱۹۷۴ به ونزوئلا تحویل داده شد. اولین پایگاه عملیاتی آنها پایگاه هوایی ژنرال رافائل اوردانتا در ماراکایبو بود. پس از سال ۱۹۷۴، این ناوگان به پایگاه هوایی ستوان ویسنته لنداتا گیل در بارکیسیمتو منتقل شد.
در سال ۱۹۷۹، پس از چندین ارتقاء در تجهیزات ارتباطی، ناوبری و تقریب ناوگان، این هواپیما به وی‌اف-۵ تغییر نام داد و سی‌اف-۵ای به نام وی‌اف-۵ای و سی‌اف-۵دی به نام وی‌اف-۵دی نامگذاری شدند. اف-۵‌های ونزوئلا همچنین می‌توانند تسلیحاتی مانند موشک ایم-۹ سایدوایندر، بمب‌های ام‌کی. ۸۲ و ام‌کی. ۱۷ و لانچر راکت ۷۰ میلی‌متری را حمل کنند.
در سال ۱۹۹۱، پس از آنکه تنش‌ها بین کلمبیا و ونزوئلا تقریباً منجر به درگیری شد، نیروی هوایی برنامه نوسازی دیگری را برای ناوگان اف-۵ خود به نام "Proyecto Grifo" (پروژه گریفون) را آغاز نمود. برخی از هواپیماها (وی‌اف-۵دی به شماره ۵۶۸۱ و وی‌اف-۵ای به شماره ۹۱۲۴) برای آزمایش به سنگاپور فرستاده شدند، سپس برای ارتقاء بدنه‌های باقی مانده به سنگاپور بازگردانده شدند. در همان سال، ناوگان کوچکی متشکل از چهار فروند ان‌اف-۵بی و یک فروند ان‌اف-۵ای از هلند خریداری شد تا جایگزین هواپیماهای از دست رفته در سال‌های گذشته شود.
در سال ۱۹۹۲، در طی کودتا علیه رئیس‌جمهور کارلوس آندرس پرز، ۳ فروند اف-۵ در اثر بمباران پایگاه هوایی بارکیسیمتو توسط او وی-۱۰ برونکو که توسط شورشیان پرواز می‌نمود، از دست رفت. کودتای نافرجام برنامه نوسازی را به مدت یک سال به تعویق انداخت و سرانجام در سال ۱۹۹۳ به پایان رسید. این ناوگان به سیستم‌های ناوبری لیزری اینرسی (شبیه به سیستم‌های ناوبری لیزری اف-۱۶ ونزوئلا)، سامانه شناسایی دوست یا دشمن، صفحه‌نمایش جلو-سری(HUDs)، کاوندهای سوخت‌گیری و موتورهای مدرن با طول عمر تخمینی ۲۲ سال مجهز شدند.
در سال ۲۰۰۲، به‌روزرسانی‌های کوچکی برای اف-۵‌های باقی‌مانده انجام شد. ناوگان تا سال ۲۰۱۰ عملیاتی بود، زمانی که دسته ای از هواپیماهای هانگدو جی‌ال-۸ به عنوان جایگزین آنها تحویل داده شد. در اواخر سال ۲۰۱۰، مشخص شد که حداقل یک وی‌اف-۵دی در شرایط مناسب پرواز است. مشخص نیست که آیا هواپیماهای بیشتری در شرایط عملیاتی هستند یا خیر.
بین سال‌های ۱۹۷۲ تا ۲۰۰۲، در مجموع ۹ فروند اف-۵ ونزوئلایی از مبان رفتند.

### ویتنام جنوبی / ویتنام

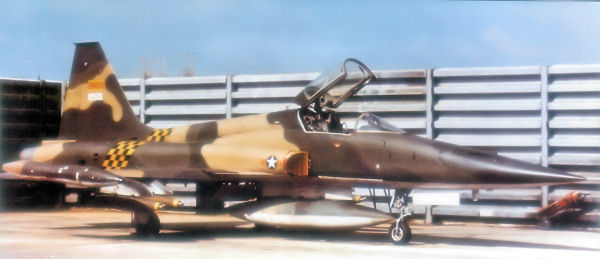
اف-۵سی نیروی هوایی ویتنام جنوبی در پایگاه هوایی بین‌هوا، سال ۱۹۷۱

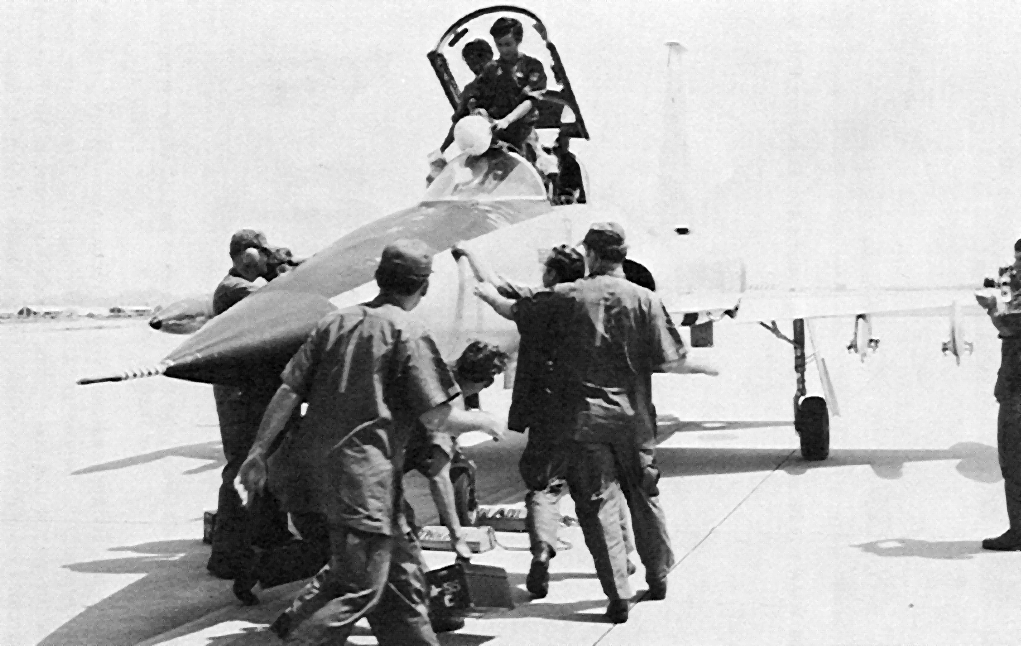
اف-۵ای نیروی هوایی ویتنام جنوبی پس از فرود در پایگاه هوایی یو-تاپائو رویال تای نیوی، ۲۹ آوریل ۱۹۷۵

در ماه ژوئن سال ۱۹۶۷، ایالات متحده هواپیمای بازمانده ازگُردان هوایی ۱۰ فرماندهی و کنترل هوایی نیروی هوایی ایالات متحده را به ویتنام جنوبی اهدا نمود. اگرچه رئیس‌جمهور ویتنام جنوبی از ایالات متحده درخواست جنگنده‌های اف-۴ فانتومرا نموده بود، اما این هواپیماها با تقاضای زیادی روبرو بودند، در حالی که نیروی هوایی جمهوری ویتنام (RVNAF) فقط مأموریت‌های پشتیبانی هوایی نزدیک را انجام می‌داد و تنها هواپیماهای آفندی داگلاس ای-۱ اسکای‌ریدر را برای ایفای چنین ماموریت‌هایی در اختیار داشت.
علاوه بر این، نیروی هوایی مردمی ویتنام شمالی (VPAF) هواپیما بر فراز ویتنام جنوبی اعزام نمی‌کرد. از این رو نیروی هوایی جمهوری ویتنام (ویتنام جنوی) نیازی به هواپیمای با قابلیت هوا به هوای پیشرفته (مانند اف-۴) را نداشت. یک واحد اختصاصی در RVNAF تشکیل شد - گُردان هوایی جنگنده ۵۲۲.
در سال ۱۹۷۵ و در طی سقوط سایگون ۲۴۸ فروند از هواپیمای نیروی هوایی ویتنام جنوبی به تایلند پرواز کردند. حداقل ۲۵ فروند اف-۵ئی توسط ایالات متحده بازپس گرفته شد، در حالی که یک اف-۵بی به تایلند منتقل شد. ویتنام شمالی تقریباً ۸۷۷ فروند هواپیما را تصرف نمود که از میان آنها ۸۷ فرونداف-۵ای و ۲۷ فروند اف-۵ئی گزارش شده‌اند.
در نوامبر ۱۹۷۵، دولت ویتنام به ارتش شوروی فرصتی داد تا تجهیزات به غنیمت گرفته شده از ایالات متحده را برای اهداف تحقیقاتی و اطلاعاتی انتخاب کند.
یک فروند اف-۵ کامل، همراه با دو موتور یدکی کامل، قطعات یدکی و تجهیزات پشتیبانی زمینی، بر روی یک کشتی باری شوروی به مقصد آن کشور بارگیری شد. چند فروند اف-۵ دیگر بعداً توسط ویتنام به اتحاد جماهیر شوروی، لهستان و چکسلواکی منتقل شد.
بر اساس گزارش‌ها، نیروی هوایی خلق ویتنام از ۴۱ فروند اف-۵ به صورت عملیاتی استفاده نمود. برخی دیگر از رده خارج شدند و در موزه‌های ویتنام به نمایش درآمدند. هنگ جنگنده ۹۳۵ از لشکر هوایی ۳۷۲ نیروی هوایی خلق ویتنام تنها واحدی در جهان شد که همزمان جنگنده‌های میگ-۲۱ و اف-۵ را به پرواز درآورد. ویتنام اف-۵‌های به غنیمت گرفته را در ماموریت‌های آفندی و حمله علیه اهداف زمینی علیه خمرهای سرخ مورد استفاده قرار داد.
به تدریج و به دلیل کمبود قطعات یدکی حیاتی در ویتنام که در ابتدا به دلیل تحریم ایالات متحده و بعداً با پایان ساخت و کاهش موجودی‌ها، باعث زمین گیر شدن باقیمانده ناوگان جنگنده‌های اف-۵ شد. با این حال، در ماه مه ۲۰۱۷ گزارش شد که نیروی هوایی خلق ویتنام در حال بررسی ارتقای سیستم‌های خاص در برخی از هواپیماهای بازنشسته است تا آنها را دوباره به خدمت بگیرد.

### هلند

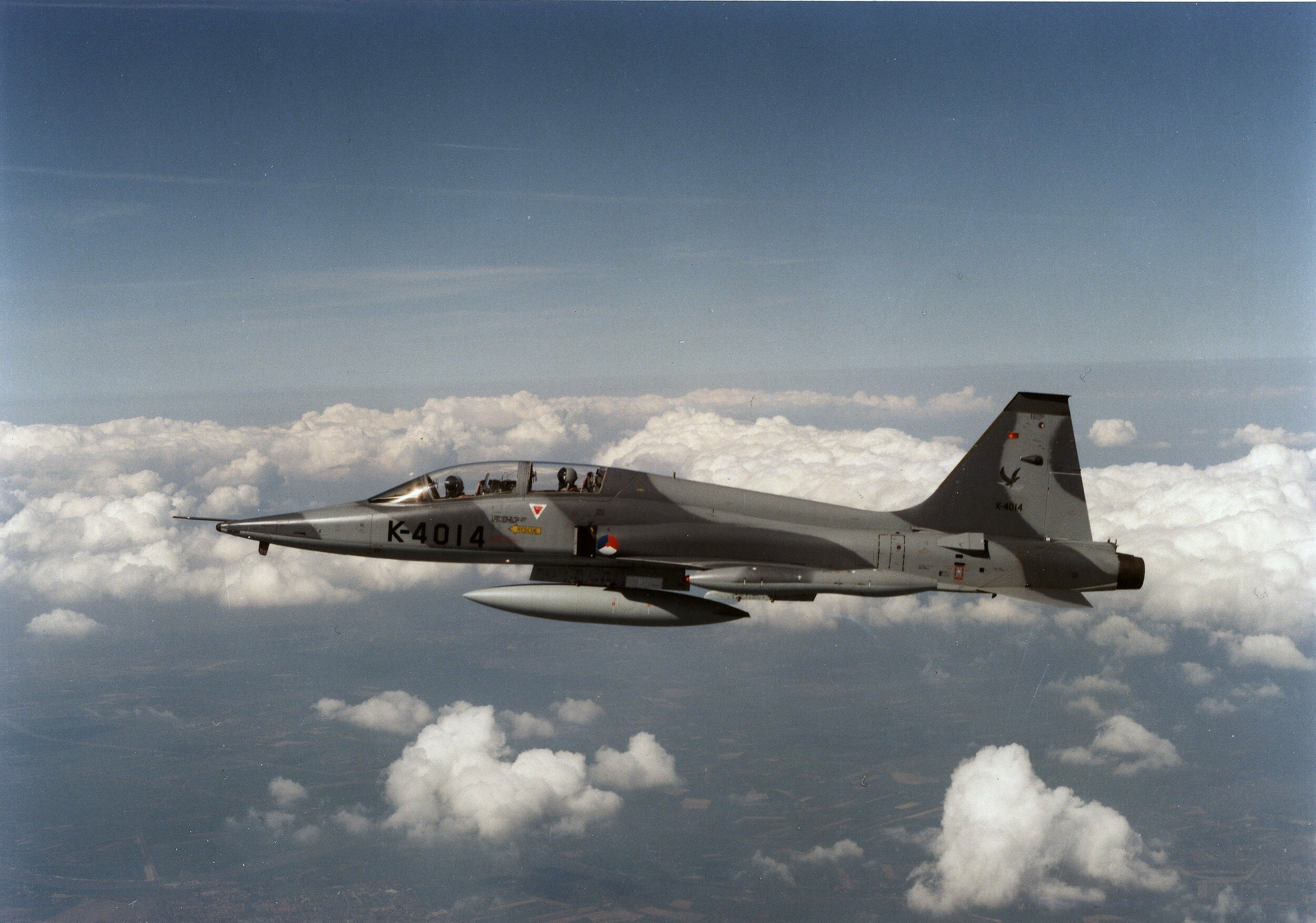
هواپیمای آموزشی ان‌اف-بی نیروی هوایی سلطنتی هلند

نیروی هوایی سلطنتی هلند (RNLAF) ۷۵ فروند جنگنده اف-۵ای تک سرنشین و ۳۰ فروند اف-۵بی آموزشی دو سرنشینه دریافت نمود. هواپیماهای مذکور با مجوز در کانادا توسط کانادا ایر به ترتیب با نام‌های ان‌اف-۵ای وبی در خط تولید سی‌ال-۲۲۶ در سال ۱۹۶۹ ساخته شدند. این هواپیما با نسخه‌های کانادایی سی‌اف-۵ای و سی‌اف-دی با موتورهای قدرتمندتر برابری می‌نمودند. اولین ان‌اف-۵ای در اکتبر ۱۹۶۹ در پایگاه هوایی تونته به گُردان هوایی ۳۱۳ که به عنوان واحد تبدیل عملیاتی عمل می‌کرد، تحویل داده شد.
آخرین هواپیما در مارس ۱۹۷۲ تحویل داده شد. جنگنده‌های ان‌اف-۵ای با ثبت نام هلندی K-3001 الی K-3075و هواپیماهای ان‌اف-۵بی با کدهای ثبت K-4002 الی K-4030 پرواز می‌نمودند.
هواپیماهای مذکور در پایگاه هوایی تونته (در گُردان‌های هوایی عملیاتی ۳۱۳ و ۳۱۵)، پایگاه هوایی آیندهوون در (گُردان هوایی ۳۱۴) و پایگاه هوایی خیلزه-رین در (گُردان هوایی ۳۱۴) عملیاتی بودند.
در طول انتقال جنگنده‌های نیروی هوایی سلطنتی هلند از ان‌اف-۵ای و ان‌اف-۵بی به اف-۱۶، ناوگان ان‌اف-۵ها در پایگاه‌های هوایی پایگاه هوایی خیلزه-رین و پایگاه هوایی وونسدرخت ذخیره شدند. ۶۰ فروند از هواپیمای مذکور به ترکیه، ۱۱ فروند به یونان و ۷ فروند به ونزوئلا فروخته شد. برخی از هواپیماها در طول عمر عملیاتی خود به دلیل سقوط از کار افتاده‌اند و برخی از هواپیماهای باقی مانده در موزه‌ها به نمایش درآمده یا در دانشکده‌های فنی مورد استفاده قرار می‌گیرند. ان‌اف-۵ای و ان‌اف-۵ بی در طی سالهای ۱۹۷۱ تا ۱۹۹۱ عملیاتی بودند.

### یمن
پس از آنکه جمهوری عربی یمن در جنک یمن در سال ۱۹۷۹ شکست خورد، ایالات متحده آمریکا مجوز انتقال ۴ فروند هواپیمای آموزشی اف-۵بی از عربستان سعودی به یمن شمالی را صادر نمود. علاوه بر آن تأمین مالی برای خرید ۱۲ فروند جنگنده اف-۵ئی نیز توسط عربستان سعودی انجام شد. در پایان همان سال، تمامی ۱۶ فروند از هواپیماهای مذکور به یمن وارد شدند، اما زمان لازم برای آموزش خلبانان محلی و همچنین تیم راهبری و نگهداری برای عملیاتی نگاه داشتن هواپیماها، فراهم نبود؛ بنابراین عربستان سعودی قراردادی را با چین ملی (تایوان) منعقد نمود که بر اساس آن ۸۰ خلبان تایوانی و همچنین تعدادی خدمه زمینی از آن کشور در صنعا مستقر شدند. این پرسنل گُردان هوایی ۱۱۲ نیروی هوایی جهوری عربی یمن مشهور به اسکادران صحرا را شکل دادند. تا سال ۱۹۸۵ که نیروهای کافی یمنی برای این گُردان هوایی تربیت شدند، اکثر اعضای این واحد نظامی تایوانی بودند. با این حال تعدادی از پرسنل تایوانی در یمن باقی ماندند که در سال ۱۹۹۰، کمتر از ۷۰۰ نفر نبودند. نهایتاً در سال ۱۹۹۱ پرسنل مذکور در پی اتحاد یمن آن کشور را ترک نمودند.
اف-۵‌های یمن شمالی در جنک داخلی یمن در سال ۱۹۹۴ به کارگرفته شدند. ادعا شده است که در ۶ می همان سال (۱۶ اردیبهشت ماه ۱۳۷۳ خورشیدی) دو فروند میگ-۲۱ متعلق به یمن جنوبی توسط خلبان اف-۵ سرگرد نبی علی احمد و با موشک‌های ایم-۹ سایدوایندر سرنگون شدند. اما منابع یمن جنوبی تنها سرنگونی یک فروند میگ-۲۱ را در نبرد هوایی اعلام نمودند. ظاهراً یمن شمالی از تایگر-۲‌های خود را تنها برای جنگ‌های هوا به هوا بهره می‌برد. در ۱۵ می دو بالگرد (احتمالا میل می-۸) توسط اف-۵‌ها سرنگون شد که از قرار معلوم یکی از توسط سرگردنبی علی احمد شکار شده است. در ۲۸ می، یک فروند اف-۵ توسط آتش پدافند هوایی نیروهای یمن جنوبی سرنگون شد.
در ۲۰ ژوئن، یک فروند میگ-۲۱ نیروهای یمن جنوبی برفرار پایگاه هوایی العند در یک جنگ هوا به هوا با دو فروند اف-۵ئی سرنگون شده و خلبان آن کشته شد. سرانجام در ۲۹ ژوئن یک درگیری هوایی بین یک فروند میگ-۲۹ یمن جنوبی و دو فروند اف-۵ئی یمن شمالی رخ داد که در طی آن هیچ‌کدام از طرفین اقدام به گشودن آتش ننمودند.
در طی پیروزی یمن شمالی در جنگ داخلی یمن، ناوگان هواپیماهای اف-۵ به نیروی هوایی یمن متحد منتقل شد. اگرچه در طی سالها تعداد اف-۵های در خدمت آن نیرو کاهش یافت. در سال ۲۰۰۳ مذاکراتی برای قراردادی با سنگاپور برای اورهال و به روزرسانی باقی مانده اف-۵‌ها انجام شد، که البته بی‌فرجام بود. در حدود سال ۲۰۱۰، در اثر بسته‌های حمایتی ایالات متحده آمریکا تنها ۶ فروند از این جنگنده‌ها در وضعیت عملیاتی بودند. در شب ۲۹–۳۰ آوریل ۲۰۱۹، حداقل یک فروند اف-۵بی و یک فروند اف-۵اف که در فرودگاه بین‌المللی صنعا مستقر بودند، در اثر بمباران هواپیماهای نیروی هوایی سلطنتی عربستان سعودی در اولین مرحله از مداخله سعودی در یمن از میان رفتند.

### یونان

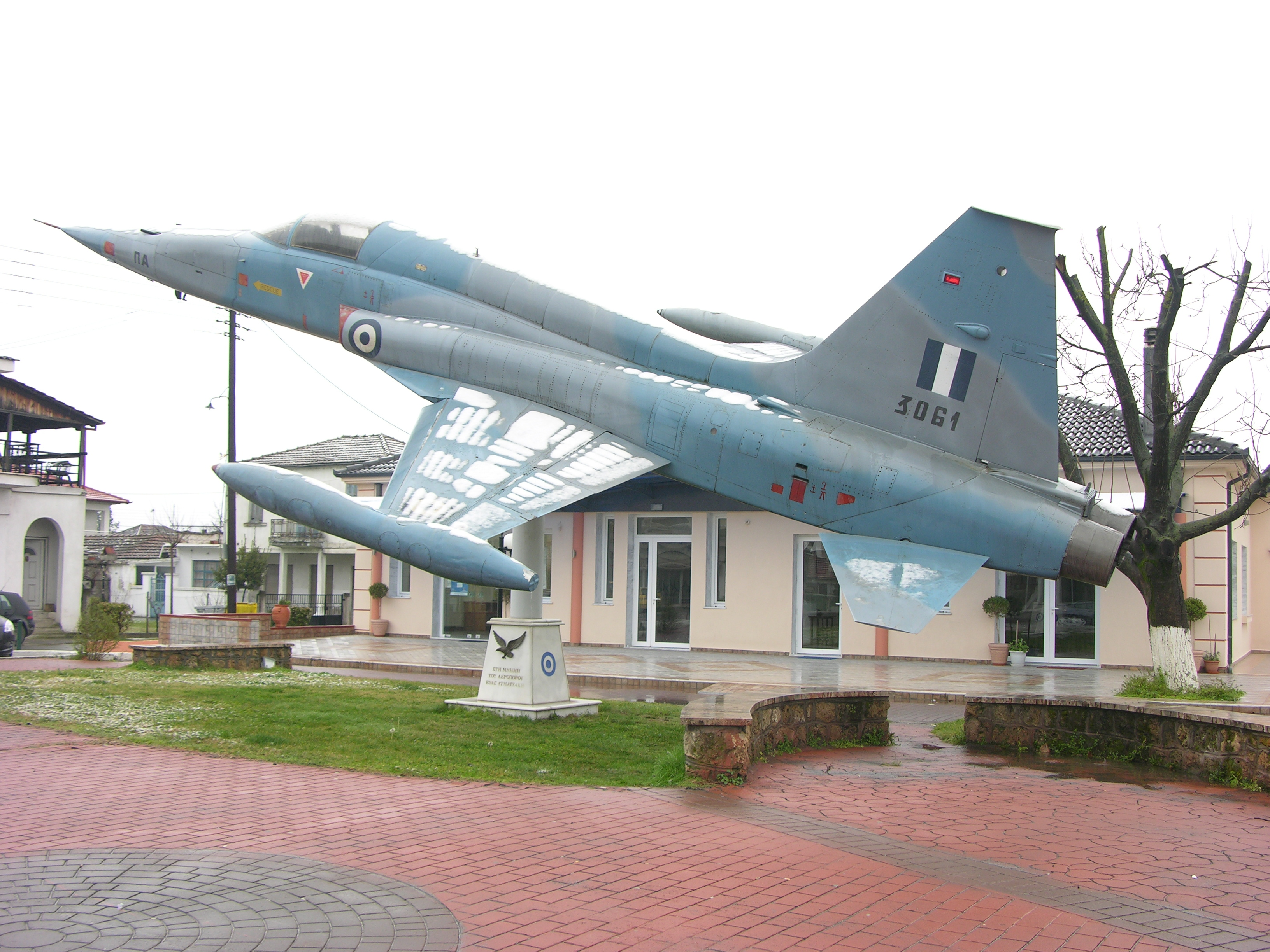
جنگنده ان‌اف-۵ای بازنشسته نیروی هوایی یونان در حال نمایش در ادسا، یونان

نیروی هوایی یونان اولین نیروی هوایی اروپایی بود که جنگنده فریدم فایتر (نسل اولیه اف-۵) را دریافت نمود. اولین اف-۵ای در سال ۱۹۶۵ تحویل داده شد و طی ۸ سال بعد نیروی هوایی یونان در مجموع دارای حدوداً ۷۰ فروند اف-۵ای/بی عملیاتی شد. در سال ۱۹۷۵ نیروی هوایی یونان، ۱۰ فروند اف-۵ای/بی دیگر را از ایران خریداری نموده و در همان دوره یک سری دیگر از ۱۰ فروند اف-۵ای/بی از اردن دریافت نمود. ۱۰ فروند دیگر در سال ۱۹۸۶ از نروژ خریداری شده و نهایتاً در سال ۱۹۹۱ تعداد ۱۰ فروند ان‌اف-۵ای از هلند ابتیاع شد. در سال ۲۰۰۲ آخرین اف-۵ از خدمت عملیاتی در نیروی هوایی یونان خارج شد.
واحدهای نظامی که جنگنده‌های اف-۵ را در خدمت داشتند:
- گُردان هوایی ۳۳۷ جنگنده(۱۹۶۷ الی ۱۹۷۸)
- گردان هوایی ۳۴۱ جنگنده(۱۹۶۵ الی ۱۹۹۳)
- گردان هوایی ۳۴۳ جنگنده(۱۹۶۶ الی ۲۰۰۱)
- گردان هوایی ۳۴۹ جنگنده(۱۹۷۰ الی ۱۹۹۷)

### سایرین

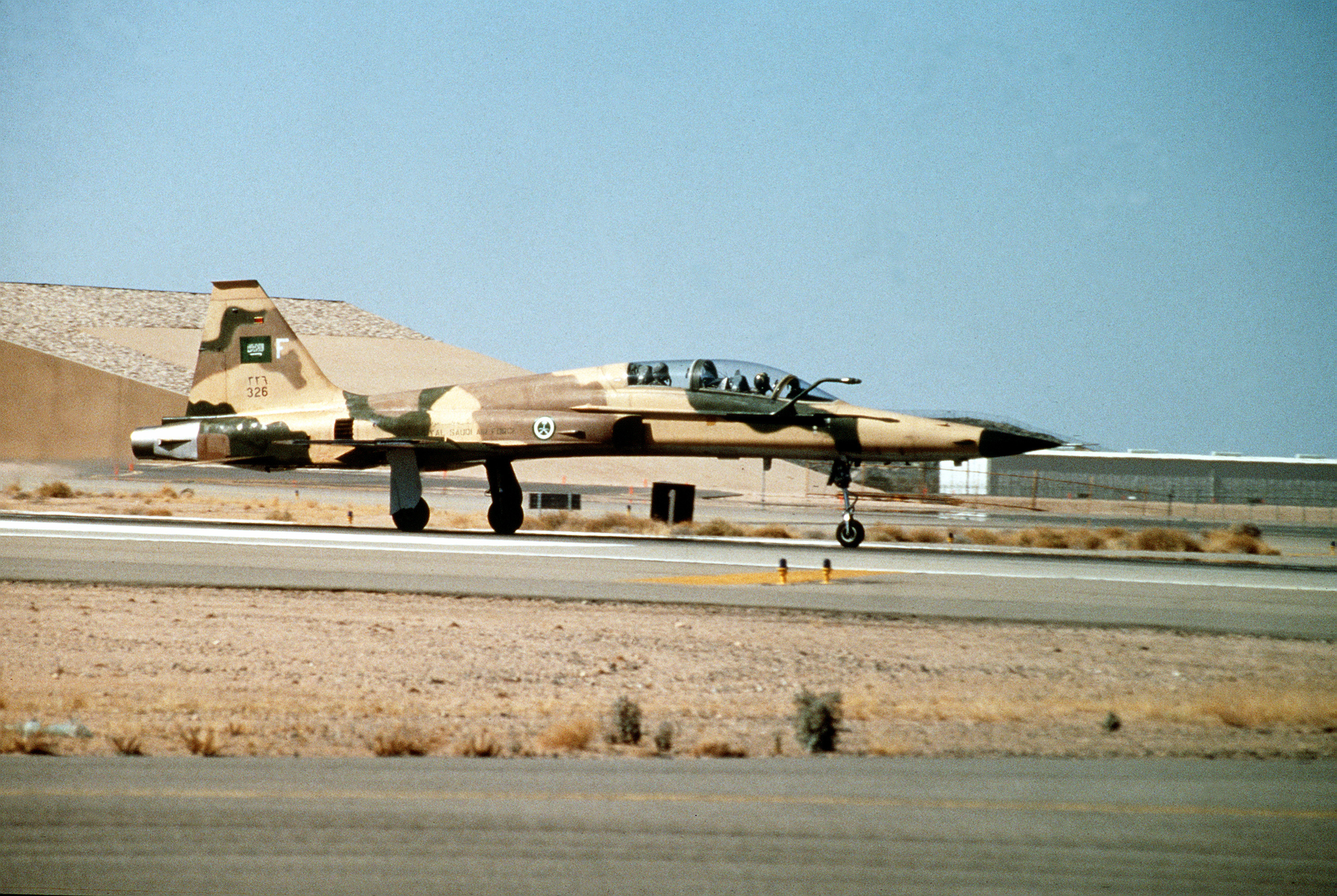
نورثرپ اف-۵ اف نیروی هوایی سلطنتی عربستان سعودی در جنگ خلیج فارس

عربستان سعودی جنگنده‌های اف-۵ئی خود را در طی جنگ خلیج فارس به کار گرفت. این هواپیماها ماموریت‌های پشتیبانی نزدیک هوایی و آفندی علیه نیروهای عراقی در کویت را برعهده داشتند. در ۱۳ فوریه ۱۹۹۱ (۲۴ بهمن ماه ۱۳۷۱ خورشیدی)یک فروند اف-۵ئی نیروی هوایی سلطنتی عربستان سعودی بر اساس آتش پدافند هوایی سرنگون و خلبان آن کشته شد.
آئروگروپ (به انگلیسی: AeroGroup)یک شرکت تجاری خصوصی در ایالات متحده، از سی‌اف-۵ بی به عنوان یک هواپیمای اصلی جنگنده برای آموزش و سایر خدمات پشتیبانی استفاده می‌کند. ۱۷ فروند از این نوع هواپیما در ابتدا از دولت کانادا با تأیید وزارت خارجه ایالات متحده آمریکا خریداری شد و سپس در سال ۲۰۰۶ به ایالات متحده وارد شدند.
از سال ۲۰۱۳، اف-۵‌های نیروی هوایی تونس در عملیات آفندی درناحیه مرزی جبل الشعانبی علیه شبه نظامیان انصار الشریعه و القاعده مورد استفاده قرار می‌گیرند.
در طی سالهای ۱۹۶۸ الی ۱۹۶۹ نیروی هوایی پادشاهی لیبی از جنگنده‌های اف-۵ در پایگاه هوایی ویلاس در طرابلس استفاده می‌نمود.

## گونه‌ها

### گونه‌های تک سرنشینه

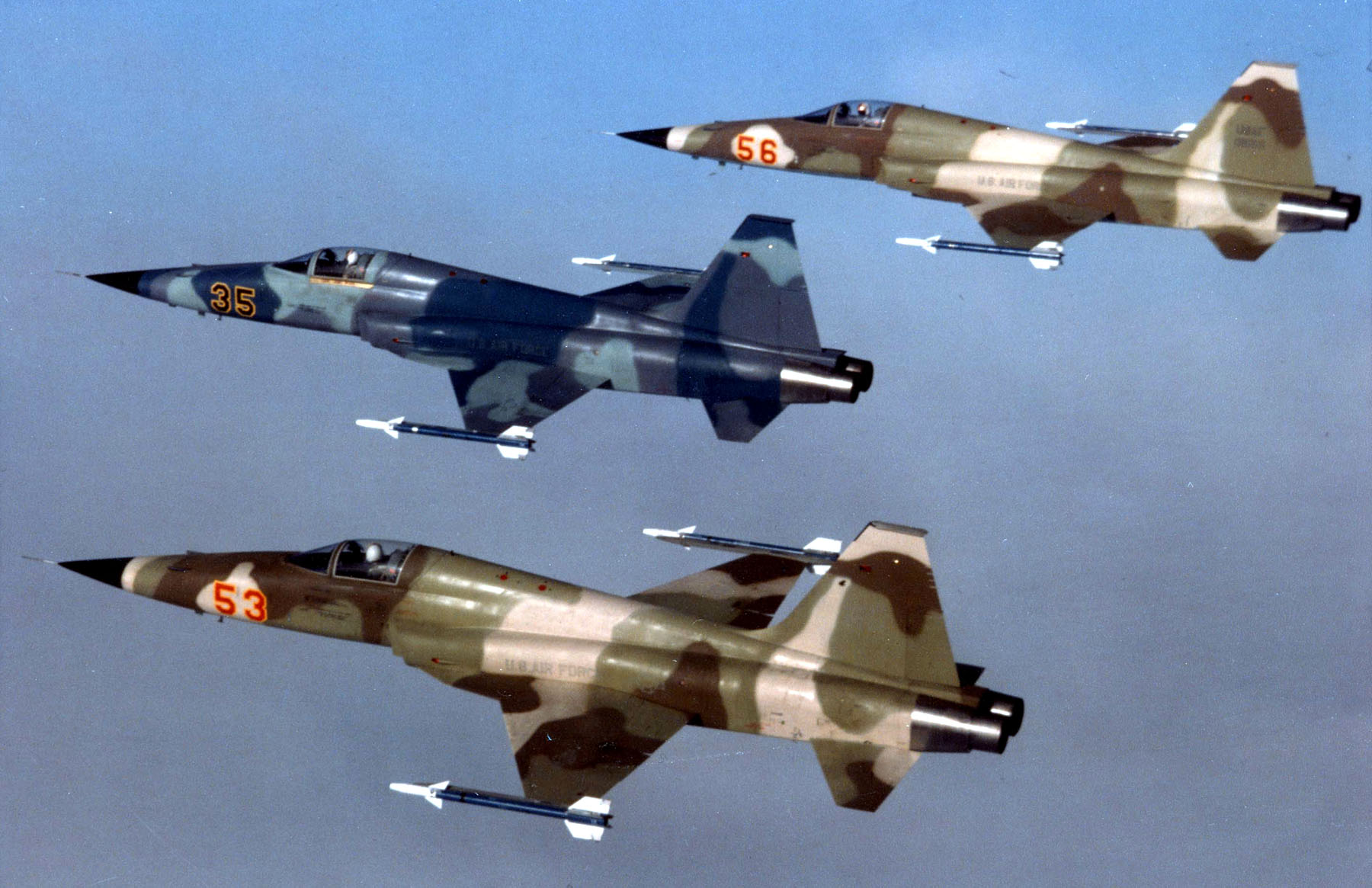
سه فروند اف-۵ئی نیروی هوایی ایالات متحده آمریکا در گُردان هوایی مهاجم (رقیب)

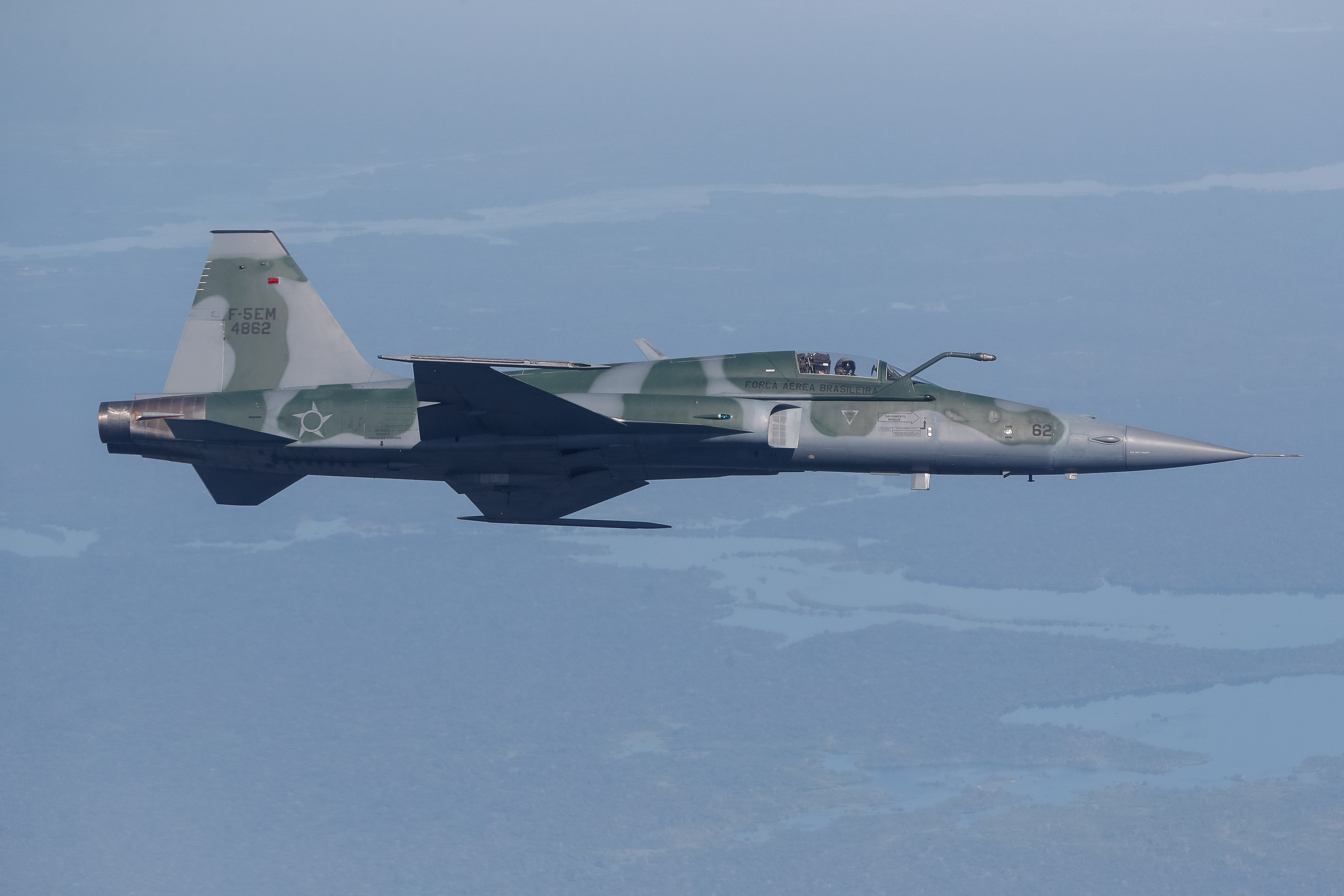
اف-۵ام نیروی هوایی برزیل

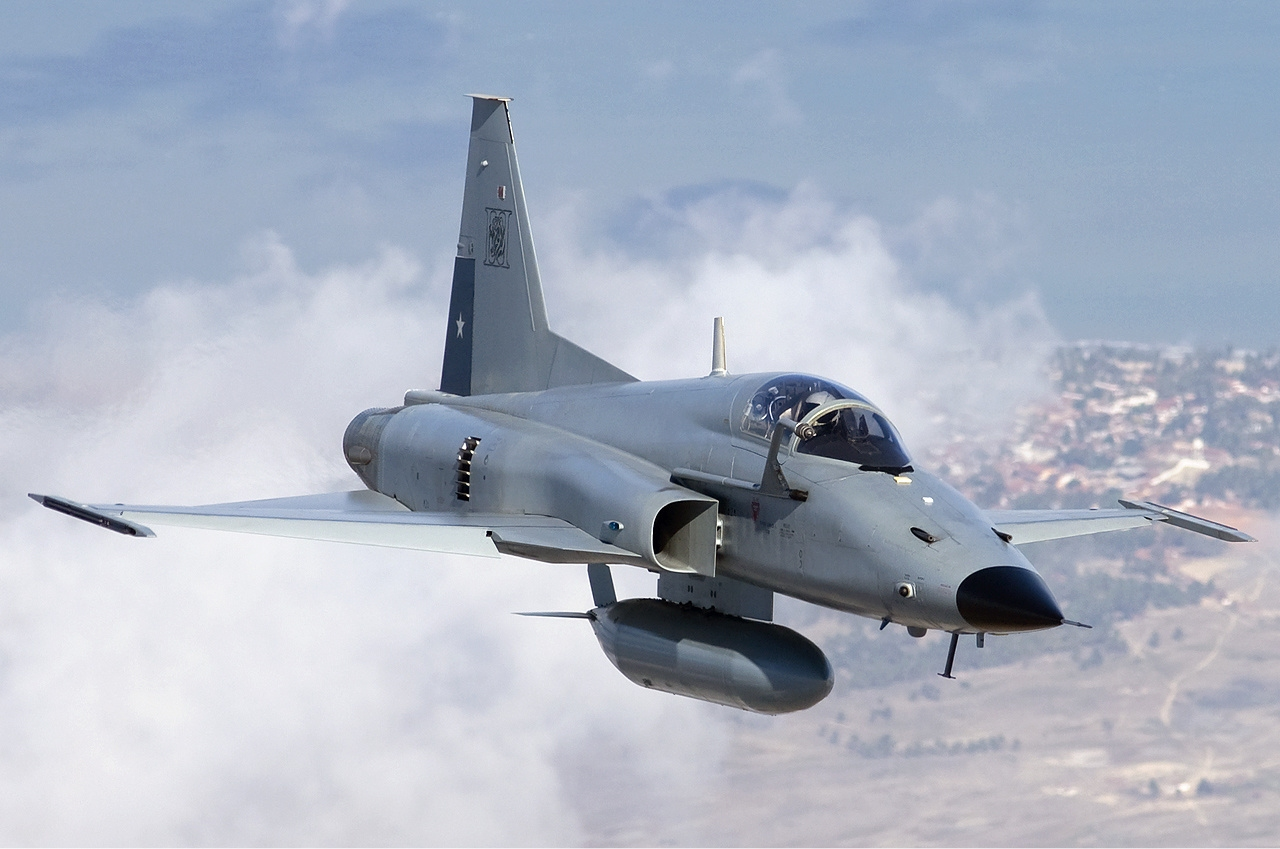
اف-۵ئی تایگر۳ نیروی هوایی شیلی

ان-۱۵۶اف (N-156F)
نمونه اولیه تک سرنشینه، تنها سه فروند از آن تولید شد.
وای‌اف-۵ ای (YF-5A)
نام تخصیص داده شده نیروی هوایی ایالات متحده آمریکا به سه فروند نمونه اولیه تولیدی.
اف-۵ای (F-5A)
گونه تک سرنشینه اف-۵، در ابتدا فاقد رادار بود، اما در ارتقاهای انجام شده بعدی به رادار ای‌ان/ای‌پی‌کیو-۱۵۳ مجهز شد.
اف-۵ای (جی) F-5A (G)
گونه تک سرنشینه اف-۵ای برای نیروی هوایی سلطنتی نروژ.
ایکس‌اف-۵ای (XF-5A)
کد اختصاص داده شده به یک نمونه برای تست‌های استاتیکی.
ای. ۹ (A.9)
کد تخصیص داده شده به جنگنده‌های نورثروپ اف-۵ای نیروی هوا و فضای اسپانیا.
اف-۵سی ببر کوچک (F-5C Skoshi Tiger)
۱۲ فروند جنگنده برای چهارماه و نیم توسط نیروی هوایی ایالات متحده آمریکا در ویتنام آزمایش شد. تغییراتی در پالمدا پلانت بروی این دوجین جنگنده انجام شد، از جمله اضافه کردن کاوند و قیف (به انگلیسی: probe) ثابت (بدون قابلیت جمع شدن) در سمت چپ بدنه، ۹۰ پوند صفحات مقاوم سازی شده در زیر اتاقک خلیان، موتور.
اف-۵ئی تایگر۲ (F-5E Tiger II)
گونه تک سرنشینه مجهز به رادار ای‌ان/ای‌پی‌کیو-۱۵۹ که جایگزین رادار قدیمی ای‌ان/ای‌پی‌کیو-۱۵۳ گردید.
اف-۵ئی تایگر۳ (F-5E Tiger III)
گونه به روزرسانی شده اف-۵ئی نیروی هوایی شیلی، مجهز به رادار ئی‌ال/ام-۲۰۳۲ ساخت التا که با رادار اصلی ای‌ان/ای‌پی‌کیو-۱۵۹ جایگزین شده و اضافه شدن توانایی استفاده از موشک‌های هوا به هوای پیشرفته پایتون.
اف-۵ئی/اف (F-5E/F)
یک نمونه اولیه تولید شده برای نیروی هوایی سوئیس، شامل بدنه و دم اف-۵ئی و بالهای اف-۵اف، این نمونه در موزه پایگاه هوایی مرینگن نگهداری می‌شد.
اف-۵جی (F-5G)
نام اختصاص داده شده موقت به نورثروپ اف-۲۰ تایگرشارک، که به رادار ای‌ان/ای‌پی‌جی-۶۷ ساخت جنرال الکتریک مجهز بود.
اف-۵ان (F-5N)
هواپیماهای اف-۵ئی سابق نیروی هوایی سوئیس که توسط نیروی دریایی ایالات متحده آمریکا به عنوان هواپیمای مهاجم (رقیب) استفاده می‌شد. در این هواپیما رادار ای‌ان/ای‌پی‌جی-۶۷ جایگزین رادار اصلی ای‌ان/ای‌پی‌کیو-۱۵۹، این هواپیما در نقش هواپیمای مهاجم (رقیب) تا سال ۲۰۱۵ در نیروی دریایی/سپاه تفنگداران دریایی ابالات متحده آمریکا ایفای نقش نمود.
اف-۵اس (F-5S)
گونه ارتقا یافته اف-۵ئی در نیروی هوایی جمهوری سنگاپور، مجهز به رادار باند ایکس فیار گریفو-اف و قابلیت استفاده از موشک‌های هوا به هوای ایم-۱۲۰ آمرام.
اف-۵تی‌اچ سوپر تیگریس (F-5TH Super Tigris)
سابقاً و قبل از طراحی مجدد، به عنوان اف-۵تی تیگریس شناخته می‌شد. گونه ارتقا یافته جنگنده‌های اف-۵ئی نیروی هوایی سلطنتی تایلند توسط البیت سیستمز و شرکت تایلندی آروی کانکس (به انگلیسی: RV Connex)، دارای اتاقک خلبان شیشه ای و صفحه‌نمایش جلو-سری (HUD)ارتقا یافته، رادار ئی‌ال/ام-۲۰۳۲، دیتالینک تاکتیکی Link-T/TH (توسعه یافته توسط نیروی هوایی سلطنتی تایلند)، و سامانه پادکار الکترونیکی اسکای شیلد و توانایی استفاده از موشک‌های ایم-۹ام، ای‌آرای‌اس-تی، پایتون-۴ و موشک فراتر از برد بصری دِربی.
اف-۵ئی‌ام (F-5EM)
گونه ارتقا یافته اف-۵ئی نیروی هوایی برزیل مجهز به رادار گریفو-اف.
اف-۵تی۳ (F-5TIII)
گونه ارتقا یافته اف-۵ئی نیروی هوایی سلطنتی مراکش.
اف-۵ئی تایگر۲۰۰۰ (F-5E Tiger 2000)
گونه ارتقا یافته تایوانی توسط شرکت توسعه صنایع هوافضا تایوان (AIDC) مجهز به رادار جی‌دی-۵۳، توانایی شلیک موشک هوا به هوا فراتر از برد بصری تی‌سی-۲ اسکای سورد ۲، لینک MIL-STD-1553B و جی‌پی‌اس/ای‌ان‌اس. این گونه وارد خدمت به نیروی هوایی جمهوری چین (تایوان) نشد، زیرا آن نیرو تصمیم گرفت تا جنگنده جدیرتر اف-۱۶ را جایگزین ناوگان اف-۵ئی/اف خود نماید.
اف-۲۰۰۰/۵ (F-5/2000)
برنامه ارتقا اف-۲۰۰۰/۵ پیشنهادی صنایع هوافضای اسرائیل و صنایع هوافضای ترکیه برای نیروی هوایی ترکیه، که به عنوان هواپیمای آموزشی پیشرفته برای خلبانان اف-۱۶ مورد ایفای نقش نماید. این ارتقا در دو بخش سازه‌های هواپیما و سامانه‌های اویونیکی بود از جمله دیتالینک MIL-STD-553، صفحه‌نمایش جلو-سری(HUD)، نمایشگر چندمنظوره (MFD)، سامانه دکمه‌ها و سوئیچ‌ها بر روی اهرم کنترل پرواز (HOTAS)، دریافت کننده هشدار راداری (RWR)، جی‌پی‌اس+ای‌ان‌اس سیستم سی‌ان‌آی ساخت آسلسان.

### گونه‌های شناسایی

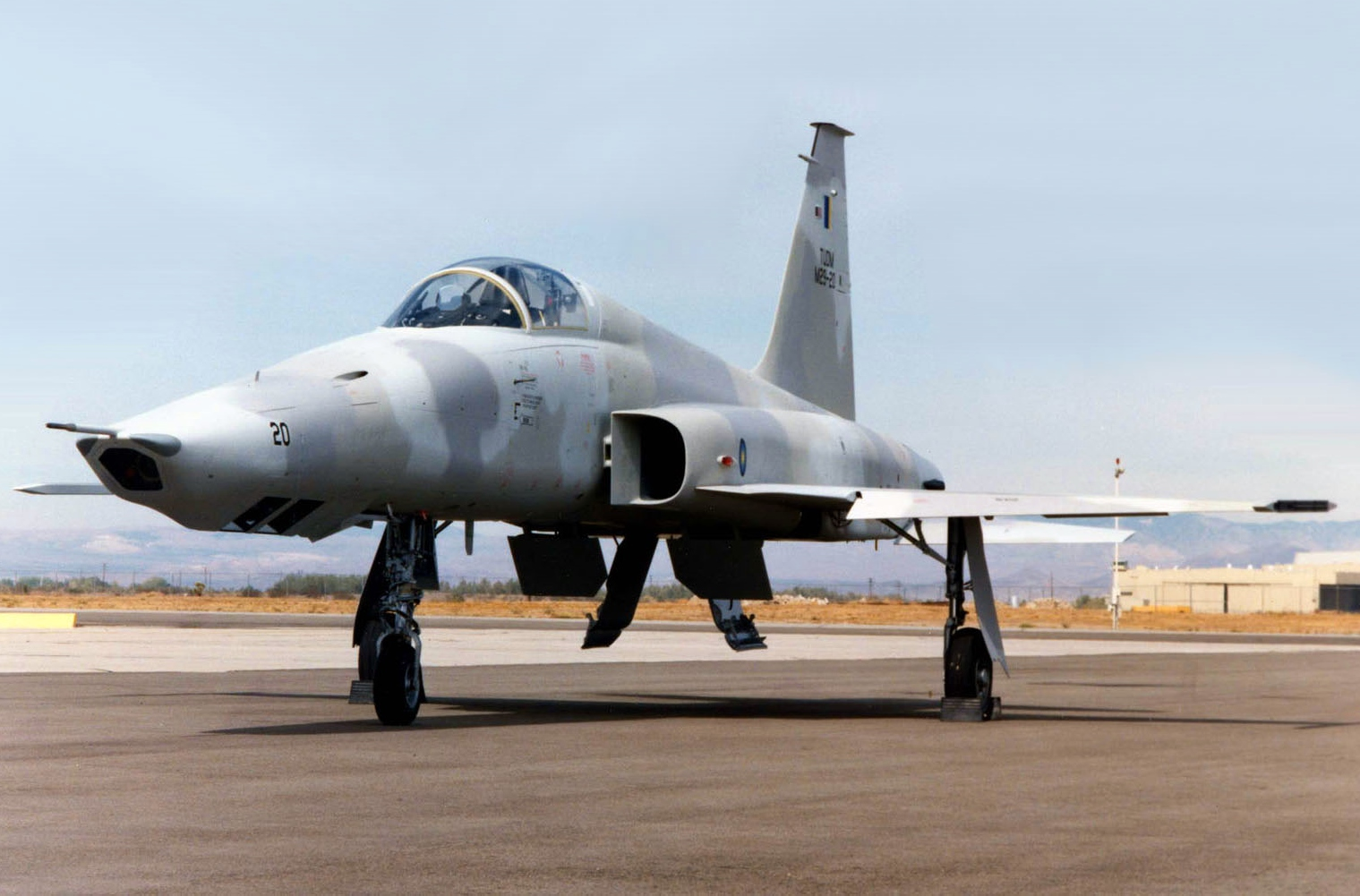
یک فروند هواپیمای شناسایی آراف-۵ئی نیروی هوایی سلطنتی مالزی

آراف-۵ای (RF-5A)
گونه شناسایی تک سرنشینه اف-۵ای، تقریباً ۱۲۰ فروند از آن تولید شد.
آراف-۵ای (جی) (RF-5A (G))
گونه تک سرنیشنه شناسایی اف-۵ای، برای نیروی هوایی سلطنتی نروژ.
آراف-۵ئی تایگرآی (RF-5E Tigereye)
گونه تک سرنشینه آموزشی اف-۵ئی. تایگرآی به عربستان سعودی و مالزی صادرشد.
آراف-۵ئی تایگرگیزر (RF-5E Tigergazer)
هفت فروند گونه شناسایی ارتقا یافته تک سرنشینه برای تایوان توسط اس‌تی‌انجیرینگ.
آراف-۵اس تایگرآی (RF-5S Tigereye)
گونه تک سرنشینه شناسایی اف-۵اس برای نیروی هوایی جمهوری سنگاپور.
ای‌آذ-۹ (AR-9)
گونه شناسایی برای نیروی هوایی اسپانیا
بی. تی‌کی‌اچ. ۱۸ (B.TKh.18)
گونه تایلندی آراف-۵ای

### گونه‌های دوسرنشینه

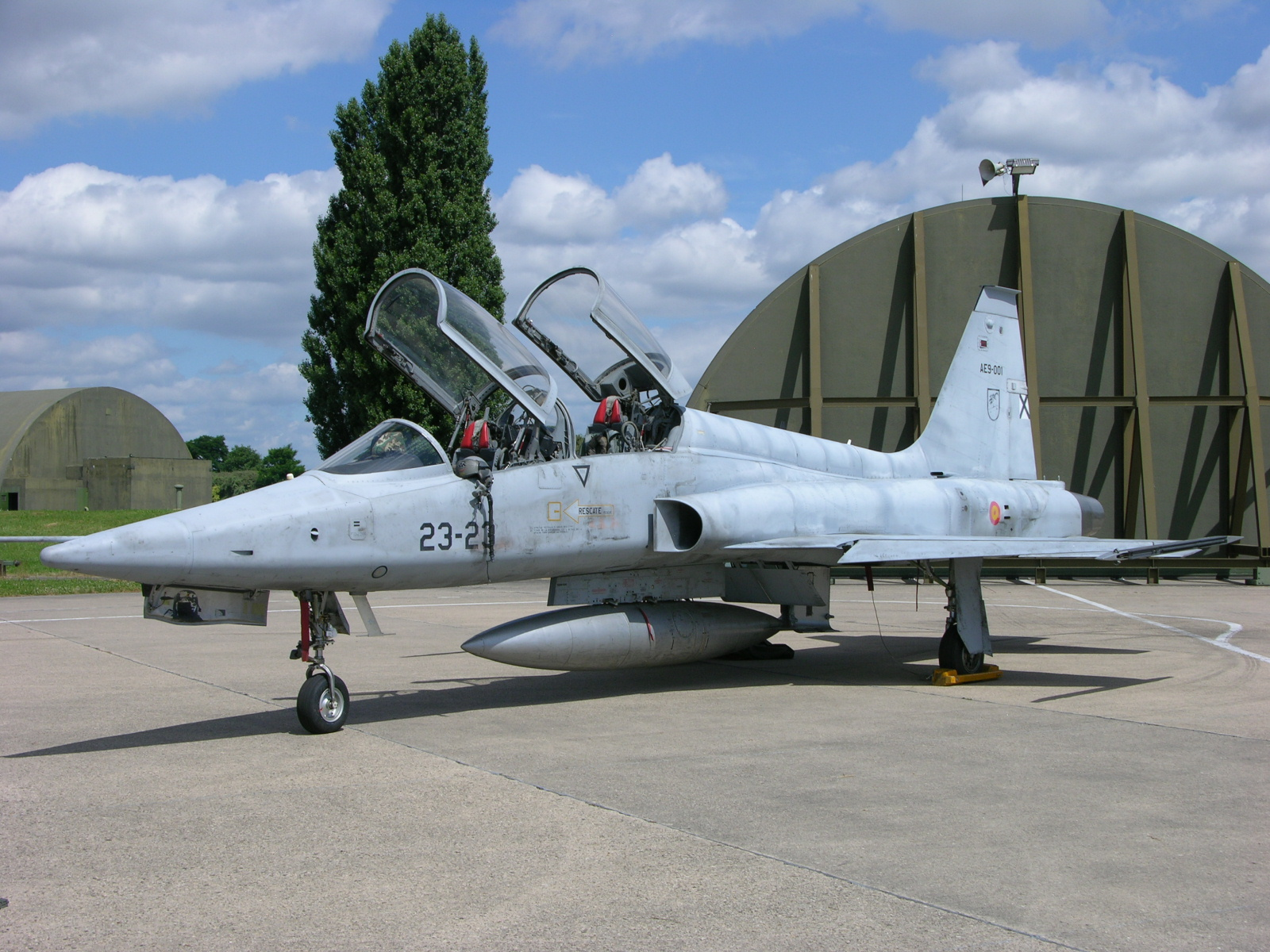
یک فروند اف-۵ام فریدم فایتر نیروی هوایی اسپانیا در پایگاه هوایی دیژون

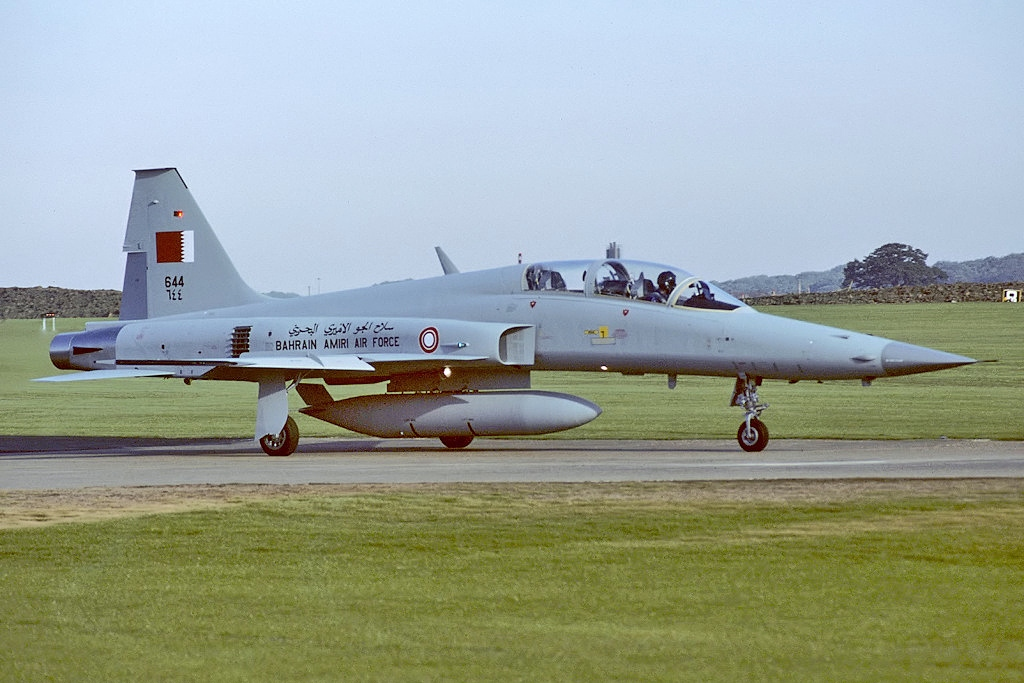
یک اف-۵اف متعلق به نیروی هوایی سلطنتی بحرین در حال تاکسی کردن در فرودگاه نیروی هوایی سلطنتی الکونبری

اف-۵–۲۱ (F-5-21)
شناسه اختصاص داده شده موقت به وای‌اف-۵بی.
وای‌اف-۵بی (YF-5B)
یک فروند اف-۵بی که به موتور جنرال الکتریک جی۸۵-جی‌ئی-۲۱ با رانش ۵٬۰۰۰ پوند-نیرو (۲٬۲۶۸) کیلوگرم-نیرو مجهز شدو به عنوان نمونه اولیه برای توسعه اف-۵ئی تایگر۲ مورد استفاده قرارگرفت.
اف-۵بی (F-5B)
گونه آموزشی دو سرنشینه.
اف-۵بی (جی) (F-5B(G))
گونه آموزشی دو سرنشینه اف-۵بی برای نیروی هوایی سلطنتی نروژ.
اف-۵بی‌ام (F-5BM)
گونه آموزشی و دوسرنشینه برای نیروی هوا و فضای اسپانیا برای آموزش‌های رزمی.
اف-۵دی (F-5D)
گونه آموزشی که به تولید نرسید.
اف-۵اف تایگر۲ (F-5F Tiger II)
گونه آموزشی دو سرنشینه اف-۵ئی تایگر۲، رادار ای‌ان/ای‌پی‌کیو-۱۶۷ به عنوان جایگزین ای‌ان/ای‌پی‌کیو-۱۵۶ بروی آن آزمایش شد، ولی مورد استفاده قرار نگرفت.
اف-۵اف تایگر۳ (F-5F Tiger III)
گونه ارتقایافته از اف-۵اف برای نیروی هوایی شیلی.
اف-۵تی (F-5T)
گونه به روزرسانی شده اف-۵اف که در خدمت نیروی هوایی جمهوری سنگاپور بود.
اف-۵تی‌اچ‌اف F-5THF (บ. ข.۱۸ ค)
گونه دوسرنشینه آموزشی اف-۵تی‌اچ در خدمت نیروی هوایی سلطنتی تایلند از سال ۲۰۲۰.
اف-۵اف‌ام (F-5FM)
کونه ارتقا یافته از هواپیمای آموزشی اف-۵اف برای نیروی هوایی برزیل.
ای‌ئی. ۹ (AE.9)
شناسه اختصاص داده شده به نورثروپ اف-۵بی در اسپانیا.
بی. کی‌اچو۱۸ای (B.Kh.18A)
(تای: บ. ข. ๑๘ก) شناسه اختصاص داده شده به اف-۵بی در نیروی هوایی سلطنتی تایلند.
بی. کی‌اچو۱۸سی (B.Kh.18C)
(تای: บ. ข. ๑๘ค) شناسه اختصاص داده شده به اف-۵اف در نیروی هوایی سلطنتی تایلند

### گونه‌های خارجی (غیرآمریکایی)

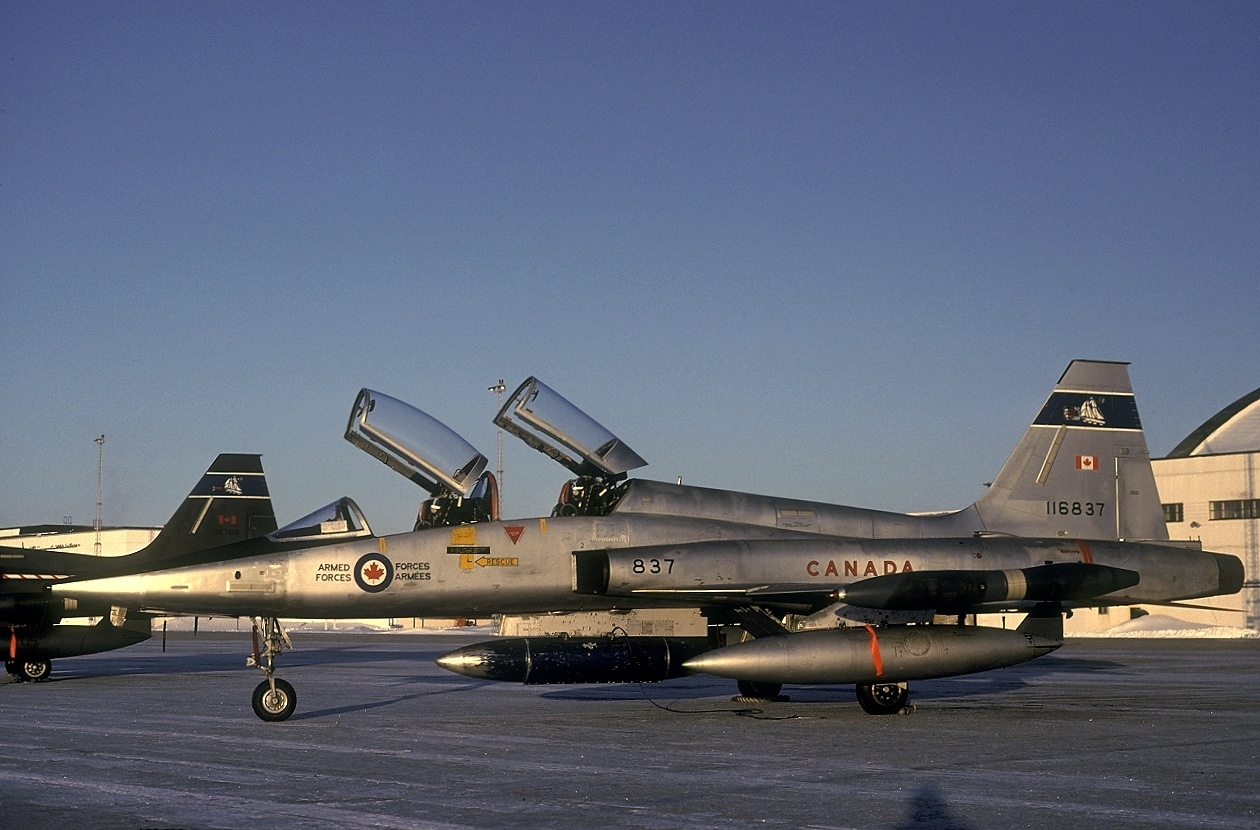
یک فروندسی‌اف-۱۱۶دی نیروی هوایی سلطنتی کانادا

#### گونه‌های تولید شده تحت امتیاز
سی‌اف-۵ (CF-5)
جنگنده تولید شده برای فرماندهی نیروی هوایی کانادا به صورت تولید تحت امتیاز در کانادا ایر. نام تخصیص داده شده توسط کانادا سی‌اف-۱۱۶.
ان‌اف-۵ای (NF-5A)
گونه جنگنده تک سرنشینه اف-۵ای که تحت امتیاز برای نیروی هوایی سلطنتی هلند تولید شد؛ ۷۵ فروند تولید شد.
ان‌اف-۵ای (NF-5B)
گونه دو سرنشینه آموزشی اف-۵بی که تحت امتیاز برای نیروی هوایی سلطنتی هلند تولید شد؛ ۳۰ فروند تولید شد.
اس‌اف-۵ای (SF-5A)
گونه جنگنده تک سرنشینه اف-۵ای که تحت امتیاز در کاسا برای نیروی هوا و فضای‌اسپانیا تولید شد.
اس‌آراف-۵ای (SRF-5A)
گونه تک سرنشینه شناسایی آراف-۵ای که تحت امتیاز در کاسا برای نیروی هوا و فضای‌اسپانیا تولید شد.
اس‌اف-۵بی (SF-5B)
گونه آموزشی دو سرنشینه اف-۵بی که تحت امتیاز در کاسا برای نیروی هوا و فضای‌اسپانیا تولید شد.
وی‌اف-۵ای (VF-5A)
گونه جنگنده تک سرنشینه سی‌اف-۵ای برای نیروی هوایی ونزوئلا، این شناسنه به بعضی از سی‌اف-۱۱۶‌ها که به ونزوئلا فروخته شد، نیز تخصیص داده شده است.
وی‌اف-۵دی (VF-5D)
گونه آموزشی دو سرنشینه سی‌اف-۵دی برای نیروی هوایی ونزوئلا.
کی‌اف-۵ئی (KF-5E)
گونه تک سرنشینه جنگنده اف-۵ئی که تحت امتیاز برای نیروی هوایی جمهوری کره تولید شد. ورود به خدمت سپتامبر ۱۹۸۲، ۴۸ فروند تولید شد.
کی‌اف-۵اف (KF-5F)
گونه دو سرنشینه آموزشی اف-۵اف که تحت امتیاز برای نیروی هوایی جمهوری کره تولید شد. ورود به خدمت سپتامبر ۱۹۸۲، ۲۰ فروند تولید شد.
چوونگ چِنگ (Chung Cheng)
اف-۵ئی/اف تولید شده توسط شرکت توسعه صنایع هوافضا (AIDC) در تایوان برای نیروی هوایی جمهوری چین (تایوان)، ورود به خدمت در اکتبر ۱۹۷۴، یک روز قبل از تولد ۸۸ سالگی رئیس‌جمهور چیانگ کای‌شک و به افتخار او به نام واقعی اش چوونگ چِنگ نام گذاری شد. ۳۰۸ فروند از این گونه تولید شد.

#### گونه‌های تولید شده بدون مجوز

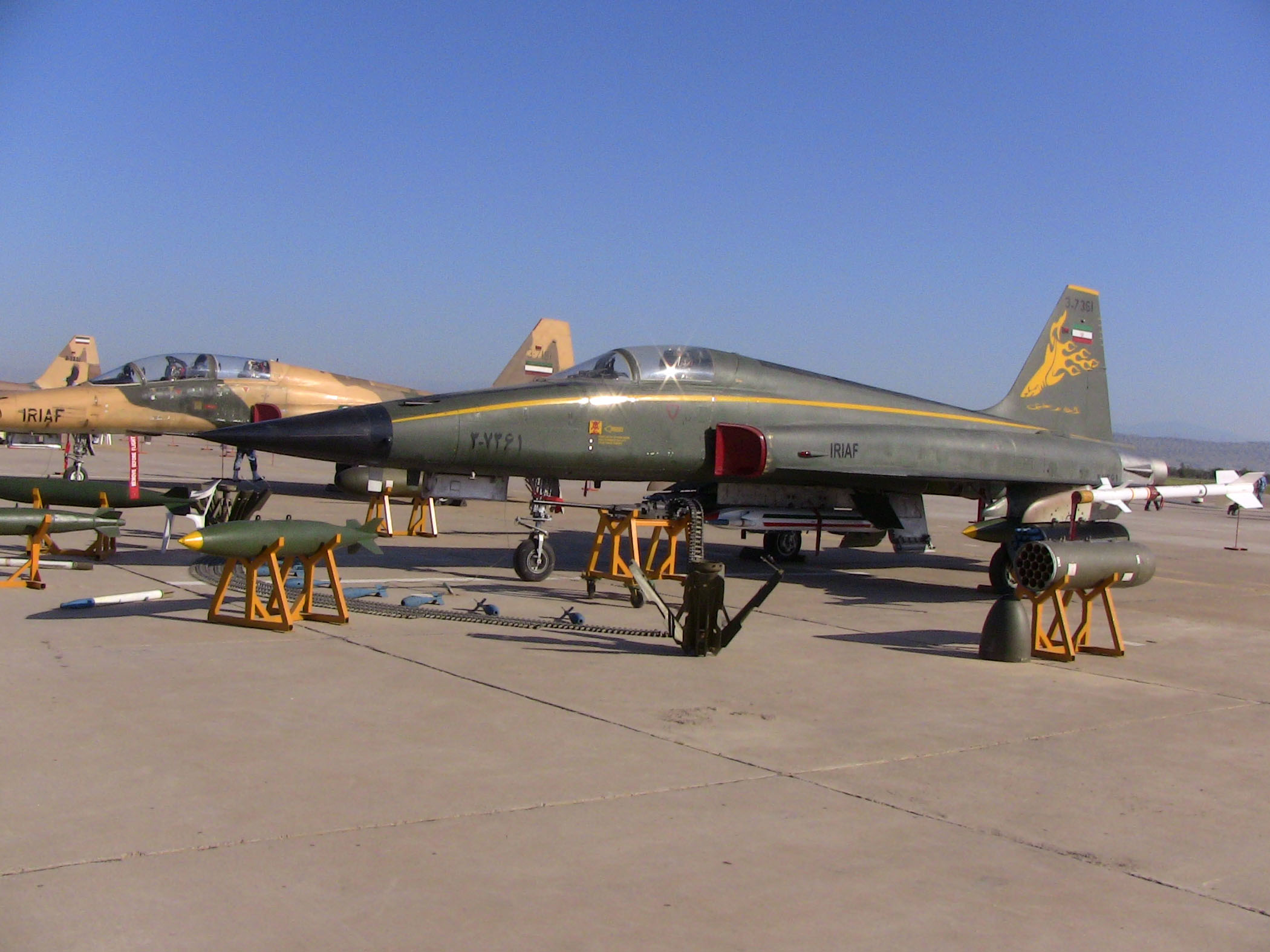
جنگنده آذرخش متعلق به نیروی هوایی ایران

آذرخش
جنگنده ایرانی تولید شده در ٰشرکت صنایع هواپیماسازی ایران (هِسا) براساس اف-۵ئی تایگر۲.
صاعقه
جنگنده ایرانی طراحی شده بر اساس اف-۵ئی، دارای دو دم مورب (وی شکل).
کوثر
هواپیمای ایرانی دو سرنشینه بر اساس اف-۵اف.

## کاربران
اسپانیا

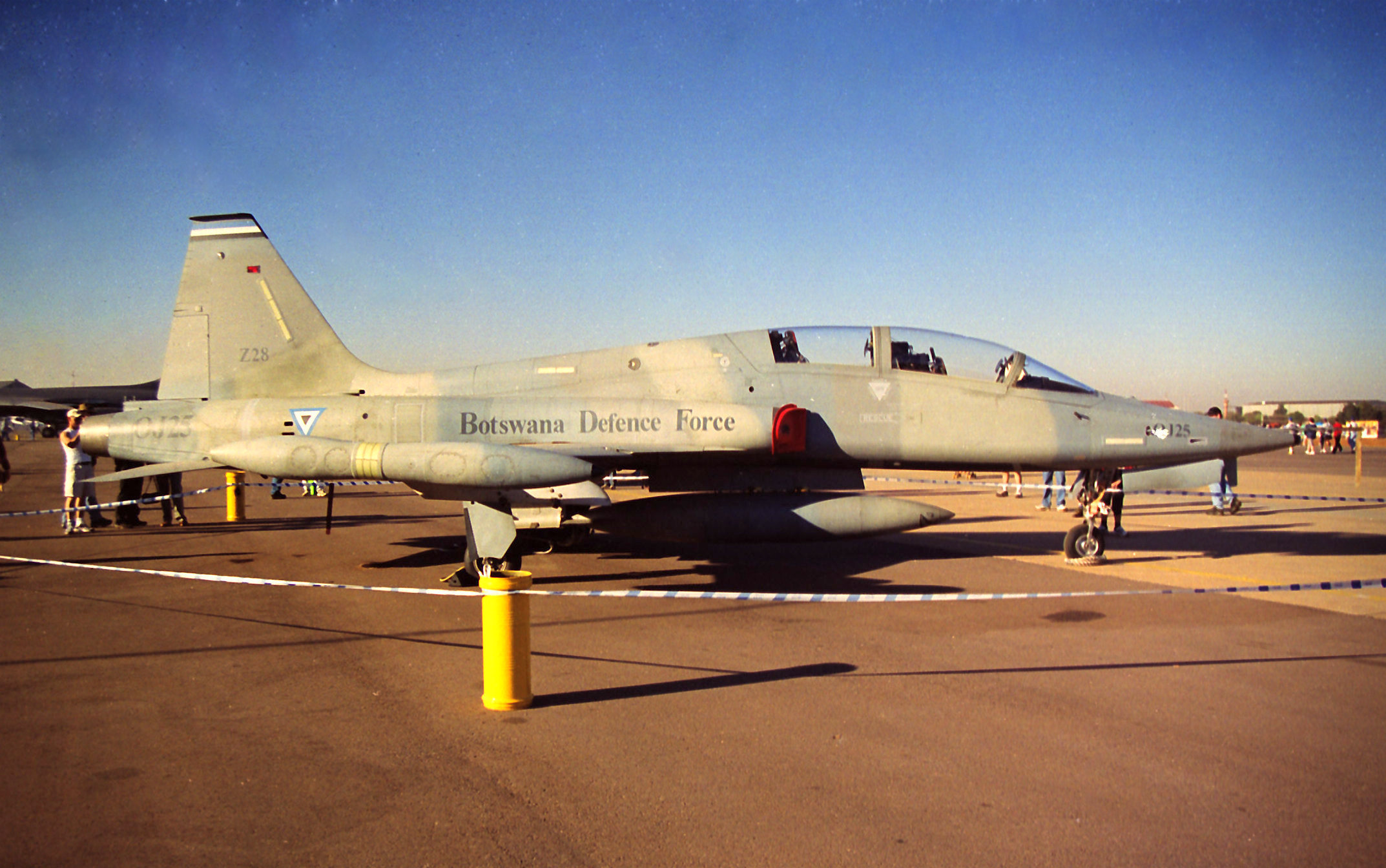
سی‌اف-۵ متعلق به نیروی هوایی بوتسوانا

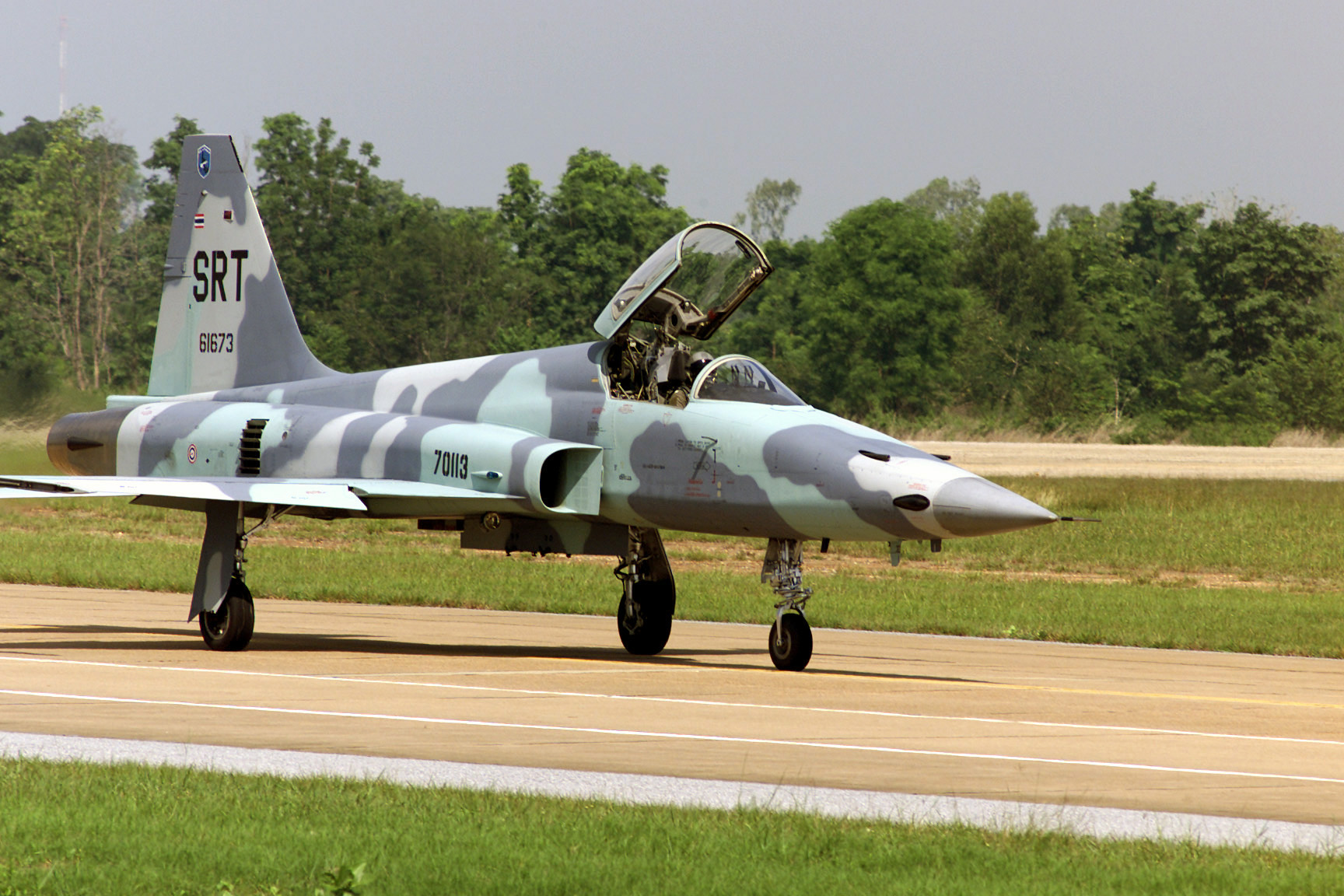
یک فروند اف-۵ئی تایگر-۲ نیروی هوایی سلطنتی تایلند

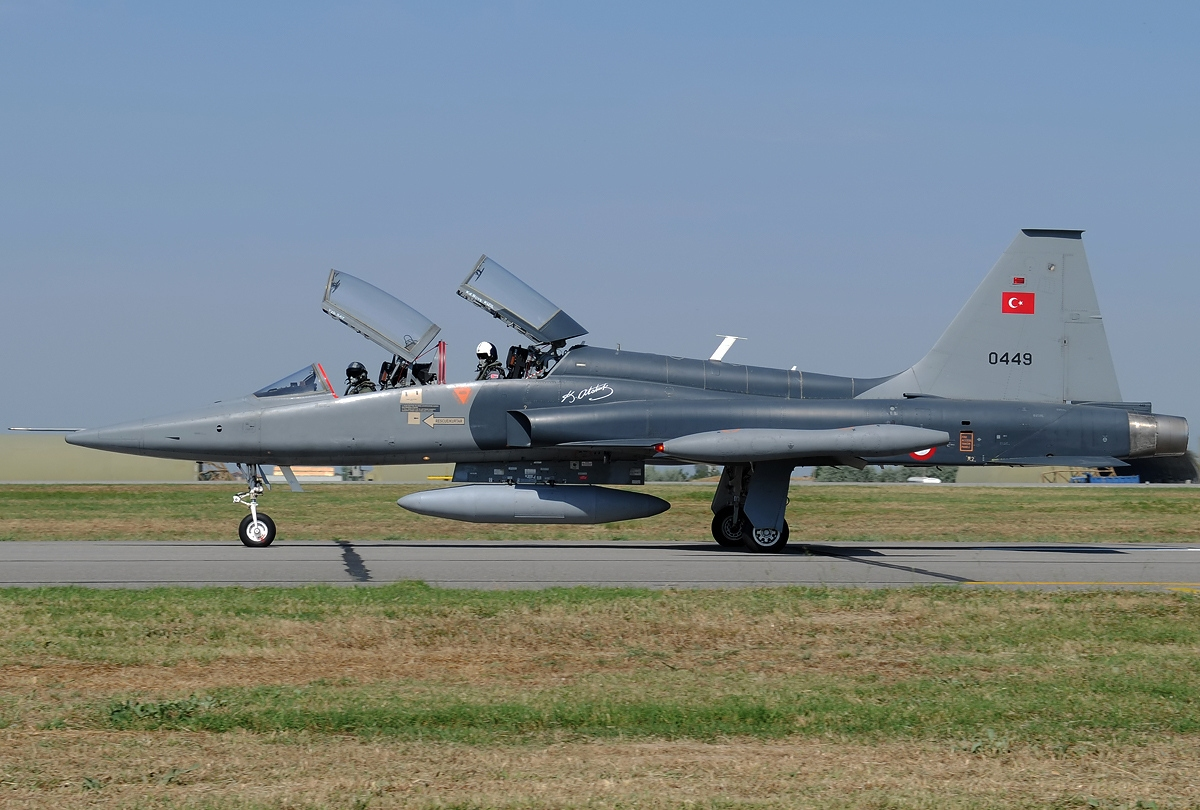
اف-۵بی از ناوگان نیروی هوایی ترکیه

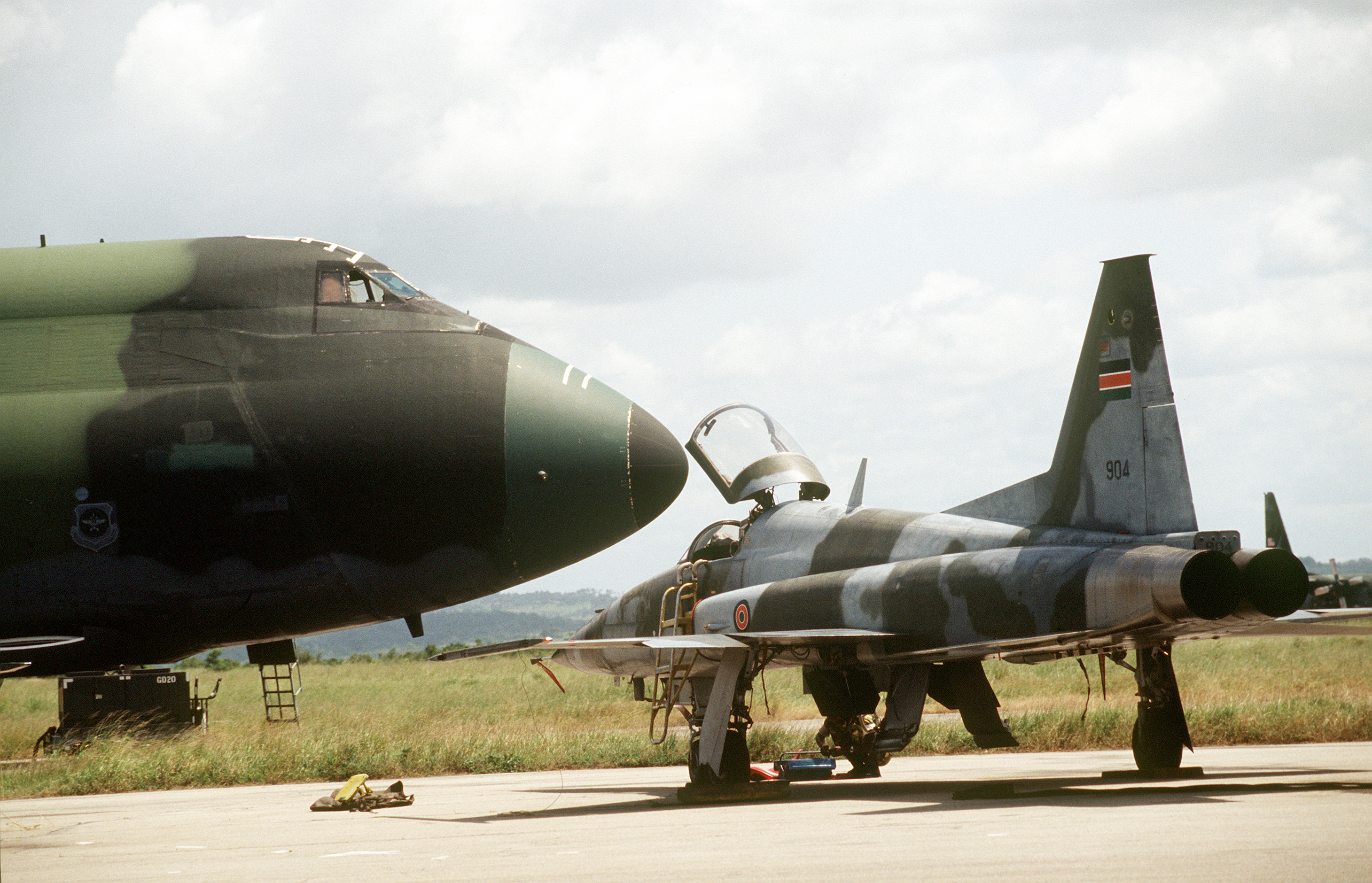
یک فروند اف-۵ئی تایگر-۲ متعلق به نیروی هوایی کنیا به همراه یک سی-۵ گالکسی از ناوگان نیروی هوایی ایالات متحده آمریکا

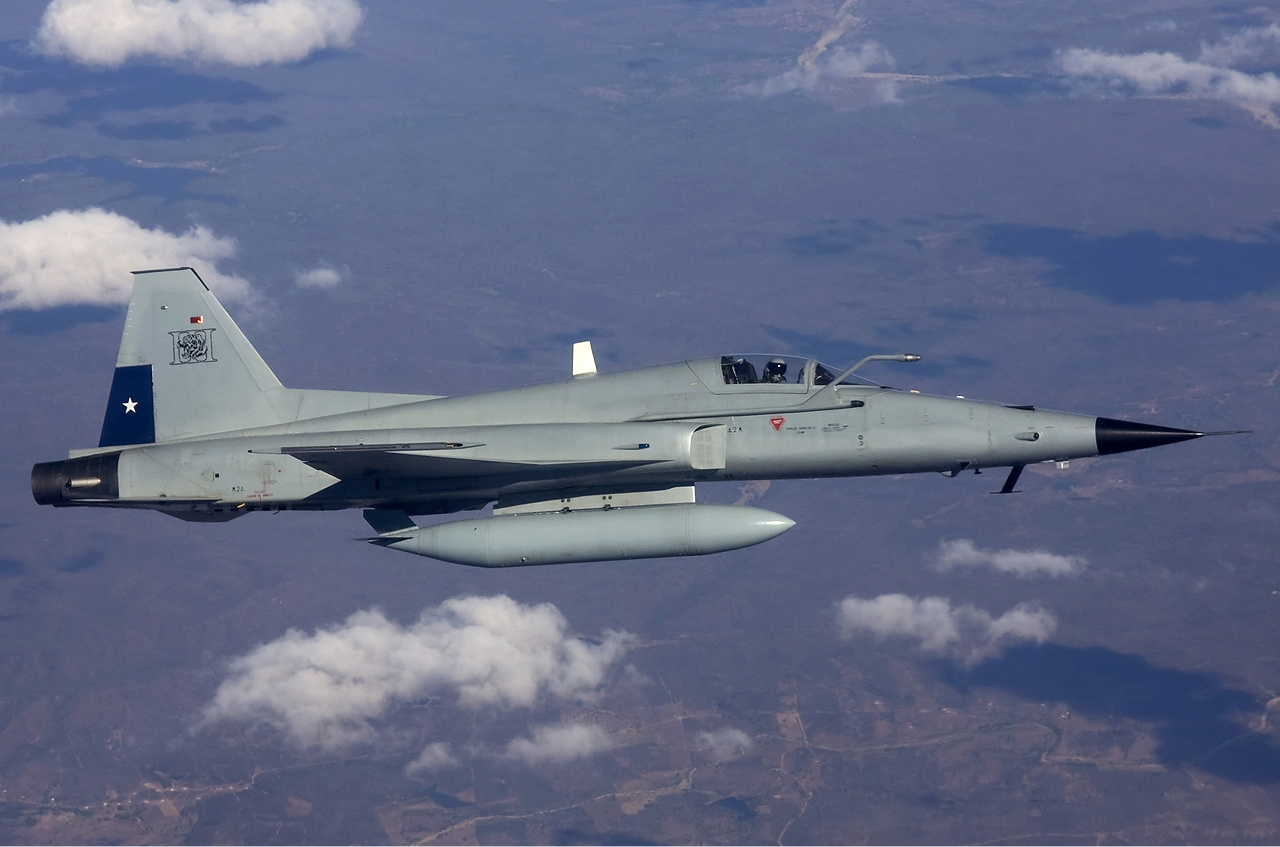
اف-۵ئی تایگر-۳ نیروی هوایی شیلی در حال پرواز

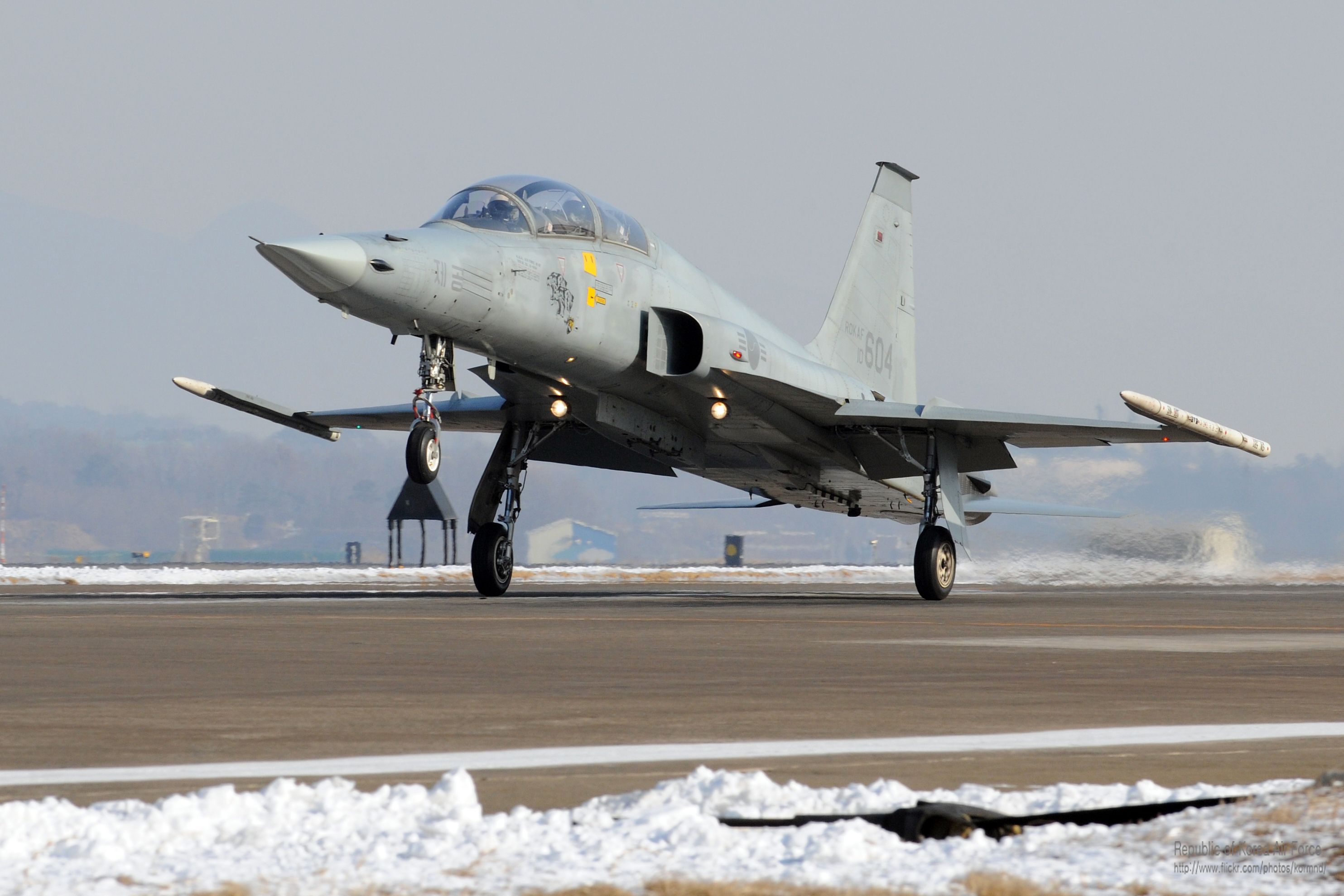
یک فروند کی‌اف-۵ئی متعلق به نیروی هوایی جمهوری کره در حال برخاست.

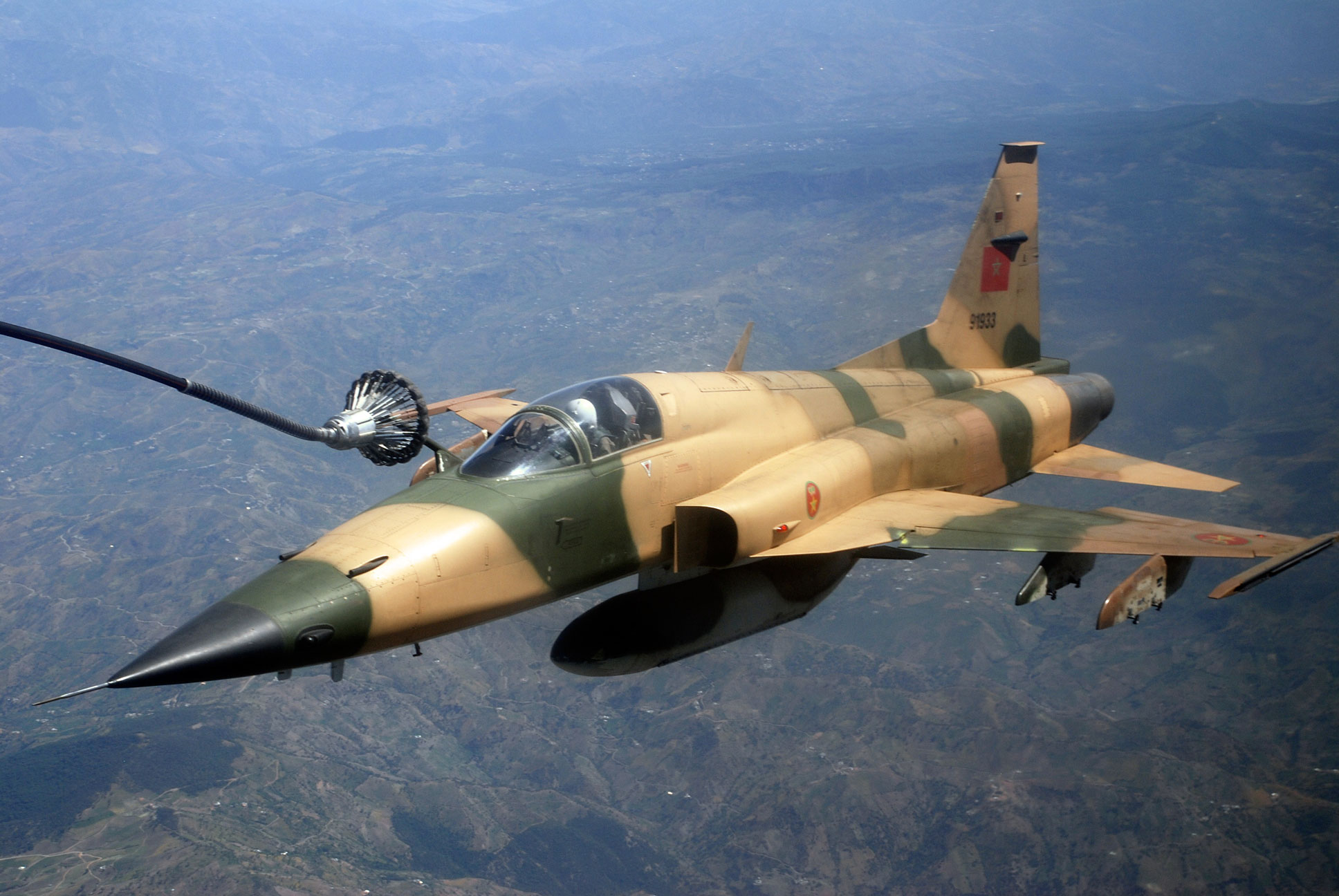
یک فروند اف-۵ئی نیروی هوایی سلطنتی مراکش درحال سوخت‌گیری هوایی در سال ۲۰۰۹

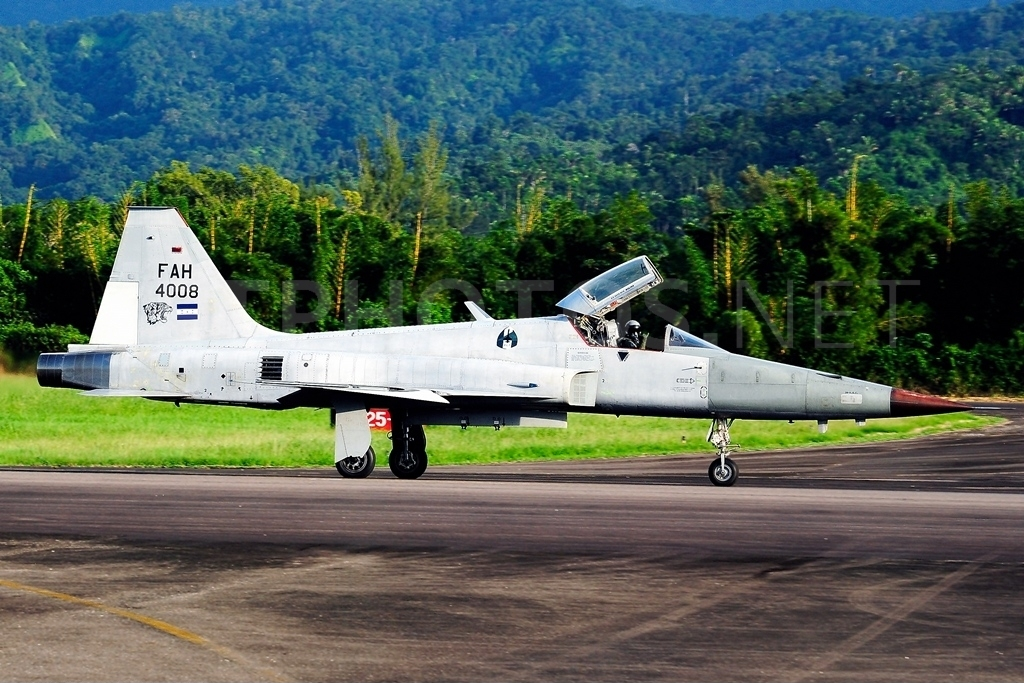
جنگنده اف-۵ ئی از ناوگان نیروی هوایی هُندوراس.

- نیروی هوایی اسپانیا: ۱۹ فروند اف-۵بی‌ام را به عنوان هواپیمای آموزشی در مدرسه آموزش خلبانی در خدمت دارد. سابقاً ۷۰ فروند از این جنگنده از گونه‌های ای و بی به این نیرو تحویل داده شده است.[۱۵۹]

 ایران
- نیروی هوایی جمهوری اسلامی ایران: در دسامبر ۲۰۲۱، تعداد ۴۹ فروند اف-۵ئی و اف تایگر-۲ را در وضعیت عملیاتی در اختیار داشت.[۱۶۰] نیروی هوایی شاهنشاهی ایران در سال ۱۹۷۲ تعداد ۱۲۷ فروند اف-۵ای/بی را در اختیار گرفت و به سرعت جنگنده‌های مذکور را به کشورهای دیگر فروخته یا از خدمت خارج نمود. در سال ۱۹۷۶ جمعاً ۱۸۱ فروند اف-۵ئی/آراف-۵ ای بهینه شده، به این نیرو واگذار شد. البته تعداد نامعلومی جنگنده آذرخش و صاعقه، از همین جنگنده‌ها مشتق شده و به تولید رسیدند.

 بحرین
- نیروی هوایی سلطنتی بحرین: در طی سالهای ۱۹۸۵ تا ۱۹۸۷ هشت فروند اف-۵ ئی و دو فروند اف-۵ اف را دریافت نمود.[۱۶۱] در سال ۲۰۲۳ دوازده فروند اف-۵ ئی/اف برای آموزش تبدیلی استفاده می‌شدند.[۱۶۲]

 برزیل
- نیروی هوایی برزیل: ۷۹ فروند از گونه‌های مختلف اف-۵ را از سال ۱۹۷۳ خریداری نمود.[۱۶۳] در دسامبر ۲۰۲۱ تعداد ۴۲ فروند اف-۵ئی‌ام و ۴ فروند اف-۵اف‌ام را در اختیار داشت،[۱۶۴] این جنگنده‌ها در فاصله سالهای ۲۰۲۲ الی ۲۰۲۹ از خدمت خارج شده[۱۶۵] و با ساب-۳۹ ئی/اف گریپن جایگزین خواهند شد.[۱۶۶]

 بوتسوانا
- نیروی هوایی بوتسوانا:در سال ۱۹۹۶، ده فروند سی‌اف-۵ای و سه فروندسی‌اف-۵دی بروز شده را از کانادا خریداری نمود.[۱۶۷] سه فروند سی‌اف-۵ای و دو فروند سی‌اف-۵دی دیگر را نیز در سال ۲۰۰۰ خریداری نمود.[۱۶۸][۱۶۹] در دسامبر سال ۲۰۲۱ نیروی هوایی بوتسوانا، یازده فروند سی‌اف-۵ای و چهار فروند سی‌اف-۵دی را در خدمت داشت.[۱۶۴]

 تایلند
- نیروی هوایی سلطنتی تایلند: ۳۰ فروند اف-۵ای/بی/سی و ۱۵ فروند اف-۵ئی/اف از خدمت خارج شدند. باقی مانده ناوگان این جنگنده‌ها به اف-۵ تی‌اچ و اف-۵ تی‌اچ‌اف به روزرسانی شدند و در گُردان هوایی ۲۱۱ به خدمت خود تا سال‌های ۲۰۲۵ الی ۲۰۳۰ ادامه خواهند داد.

 ترکیه
- نیروی هوایی ترکیه: بیش از فروند اف-۵ ای/بی و ان‌اف-۵ ای/بی را از کشورهای مختلف خریداری نمود. در طی سالهای ۲۰۰۰ بین ۴۰ الی ۵۰ فروند از هواپیماهای مذکور به استاندارد اف-۲۰۰۰/۵ به روزرسانی شدند. جنگنده‌های اف-۲۰۰۰/۵ در خدمت باقی ماندند که از میان آنها ۱۰ فروند اف-۵ ای و دو فروند اف-۵بی به تیم نمایش هوایی ستاره‌های ترکیه تعلق دارند.[۱۷۰] در ۷ آوریل ۲۰۲۱، یک فروند ان‌اف-۵ متعلق به تیم ستاره‌های ترکیه، در طی یک پرواز تمرینی آموزشی در قونیه سقوط کرد.[۱۷۱] بر اساس برنامه‌ریزی‌های انجام شده، ناوگان اف-۵‌ها با هواپیمای تی‌ای‌آی هوورجت جایگزین خواهند شد.[۱۷۲]

 تونس
- نیروی هوایی تونس: در طی سالهای ۱۹۸۴ الی ۱۹۸۵ تعداد ۸ فروند اف-۵ئی و ۴ فروند اف-۵اف تایگر-۲ را تحویل گرفت. همچنین در سال ۱۹۸۹ پنج فروند اف-۵ئی را که سایفا در خدمت نیروی هوایی ایالات متحده آمریکا بودند تحویل گرفت. در دسامبر سال ۲۰۲۱ این نیرو ۱۱ فروند اف-۵ئی و ۳ فروند اف-۵ اف را در اختیار داشت.[۱۷۳]

 کره جنوبی
- نیروی هوایی جمهوری کره:جمعا ۳۴۰ فرونداف-۵(۸۸ فروند اف-۵ای،۳۰ فروند اف-۵بی،۸ فروند آراف-۵ای، ۱۲۶ فروند اف-۵ئی، ۲۰ فروند اف-۵اف،۴۸ فروند کی‌اف-۵ئی و ۲۰ فروند کی‌اف-۵ اف) را دریافت نمود. در طی جنگ ویتنام، ۳۶ فروند اف-۵ای و ۸ فروند آراف-۵ای در ازای دریافت جنگنده‌های اف-۴ فانتوم-۲ از نیروی هوایی ایالات متحده آمریکا، را به نیروی هوایی جمهوری ویتنام (ویتنام جنوبی) واگذار نمود. ۵ فروند آراف-۵ای قبل از اتمام جنگ به کره جنوبی عودت شد. آخرین فریدم فایتر در سال ۲۰۰۵ از خدمت خارج شد، ۸ فروند اف-۵ ای به نیروی هوایی فیلیپین اهدا شدند. نیروی هوایی جمهوری کره، برنامه ای برای جایگزینی اف-۵‌های ئی/اف ساخت ایالات متحده آمریکا را با ۶۰ فروند اف‌ای-۵۰ و کی‌ای‌آی کی‌اف-ایکس دارد. ۱۵۶ فروند اف-۵ئی و ۲۹ فروند اف-۵اف در دسامبر ۲۰۲۱ در خدمت نیروی هوایی کره جنوبی بود.[۱۷۴]

 کنیا
- نیروی هوایی کنیا: بر اساس گزارش‌ها در ژوئیه سال ۲۰۰۸، کنیا در طی قراردادی به مبلغ ۱٫۵ میلیارد شیلینگ کنیا تعداد ۱۵ فروند اف-۵ شامل ۱۳ فروند اف-۵ئی و ۲ فروند اف-۵اف را از ناوگان سابق نیروی هوایی سلطنتی اردن که به سامانه‌های اویونیکی راکول کالینز مجهز بودند را (به همراه قطعات یدکی و خدمات آموزش) تحویل گرفت.[۱۷۵] هواپیماهای مذکور به ناوگان موجود اف-۵های کنیا اضافه و در نهایت جایگزین آنها شدند.[۱۷۶] در دسامبر ۲۰۲۱ هفده فروند اف-۵ئی و شش فروند اف-۵اف در خدمت نیروی هوایی کنیا بودند.[۱۷۷]

  سوئیس
- نیروی هوایی سوئیس: ۴۲ فروند اف-۵ئی و ۱۲ فروند اف-۵اف را در اختیار دارد.[۱۷۸] ۱۱۰ فروند اف-۵ئی/اف شامل جنگنده‌هایی که نهایتاً در سوئیس مونتاژ شد. در سال ۱۹۷۶ و پس از بررسی‌ها و آزمایش‌های متعددی که در سال قبل انجام شد، دولت فدرال در طی بخشی از یک قرارداد تسلیحاتی، خرید ۷۲ فروند تایگر-۲ را به مبلغ ۱٫۱۷ میلیارد فرانک سوئیس تأیید نمود. این خرید که برای حفاظت از قلمروی هوایی کشور بود (با نام رسمی حفاظت هوایی) شامل ۶۶ فروند اف-۵ئی و ۶ فروند اف-۵اف بود.[۱۷۹] دلیل انتخاب اف-۵ نگهداری آسانتر آن در مقایسه با اف-۱۶ بود.[۱۸۰] در سال ۱۹۸۱ دومین بخش شامل ۳۸ تایگر-۲، شامل ۶ هواپیمای دو سرنشینه (اف-۵اف)، در طی یک برنامه تسلیحاتی به مبلغ ۷۷۰ میلیون فرانک سوئیس سفارش داده شد. و نهایتاً در سال ۱۹۸۴ سومین سری از هواپیماهای تایگر-۲، در اف+دبلیو اِمِن F+W Emmen مونتاژ شد.[۱۸۱]

 شیلی
- نیروی هوایی شیلی: در سالهای ۱۹۷۰، پانزده فروند اف-۵ئی و سه فروند اف-۵اف را خریداری نمود، هواپیماهای مذکور در سال ۱۹۹۳ به استاندارد تایگر-۳ به روز رسانی شد.[۱۸۲][۱۸۳] در سال ۲۰۰۹، جمعاً ۱۰ فروند از جنگنده‌های اف-۵ در خدمت باقی مانده بود.[۱۸۴] در مارس ۲۰۱۳ نیروی هوایی اروگوئه مذاکراتی را با دولت شیلی برای خرید ۱۲ فروند اف-۵ تایگر-۳ به مبلغ ۸۰ میلیون دلار را آغاز نمود.[۱۸۵] با این حال در دسامبر ۲۰۲۱، سیزده فروند اف-۵ در خدمت نیروی هوایی شیلی بودند.[۱۶۴]

 مکزیک
- نیروی هوایی مکزیک:۱۲ فروند اف-۵ را در سال ۱۹۸۲ دریافت نمود.[۱۸۶] آن نیرو از ۸ اف-۵ئی و ۲ فروند اف-۵اف تا زمان بازنشستگی آنها در سال ۲۰۱۷، در خدمت داشت.[۱۸۷] در دسامبر ۲۰۲۱، سه فروند اف-۵ئی و یک فروند اف-۵اف در خدمت نیروی هوایی مکزیک بود.[۱۸۸]

 مراکش
- نیروی هوایی سلطنتی مراکش: ۱۲ فروند اف-۵ای/بی را که با سامانه‌های اویونیکی تایگر-۲ به روزرسانی شده‌اند و ۲۴ فروند اف-۵ تایگر-۳ را در اختیار دارد.[۱۸۹] ۲۲ فروند اف-۵ئی و ۴ فروند اف-۵ اف، در ماه دسامبر ۲۰۱۱ در خدمت آن نیرو قرار داشتند.[۱۸۸]

 هندوراس
- نیروی هوایی هُندوراس:از سال ۱۹۸۷ دریافت ۱۰ فروند اف-۵ئی و ۲ فروند اف-۵اف را از ایالات متحده آمریکا و به عنوان جایگزینی برای ناوگان داسو سوپر میستره خود و برای ماموریت‌های آفندی، آغاز نمود، اف-۵های بازسازی شده مذکور، قبلاً در خدمت نیروی هوایی ایالات متحده آمریکابودند.[۱۹۰][۱۹۰] در دسامبر ۲۰۲۱ سه فروند اف-۵ئی و دو فروند اف-۵اف کماکان در خدمت نیروی هوایی هُندوراس بودند.[۱۹۱]

 یمن
- نیروی هوایی یمن: در سال ۱۹۹۴، ناوگان اف-۵‌های یمن شمالی را به میراث برد. در طی سالهای ۲۰۱۰ نیم دوجین از اف-۵‌ها کماکان عملیاتی بودند.[۱۹۲] در سال ۲۰۲۳ تعداد ۱۱ فروند اف-۵ئی و ۴ فروند اف-۵ بی در وضعیت عملیاتی قرار داشتند.[۱۹۳]

### کاربران سابق
اتحاد جماهیر شوروی

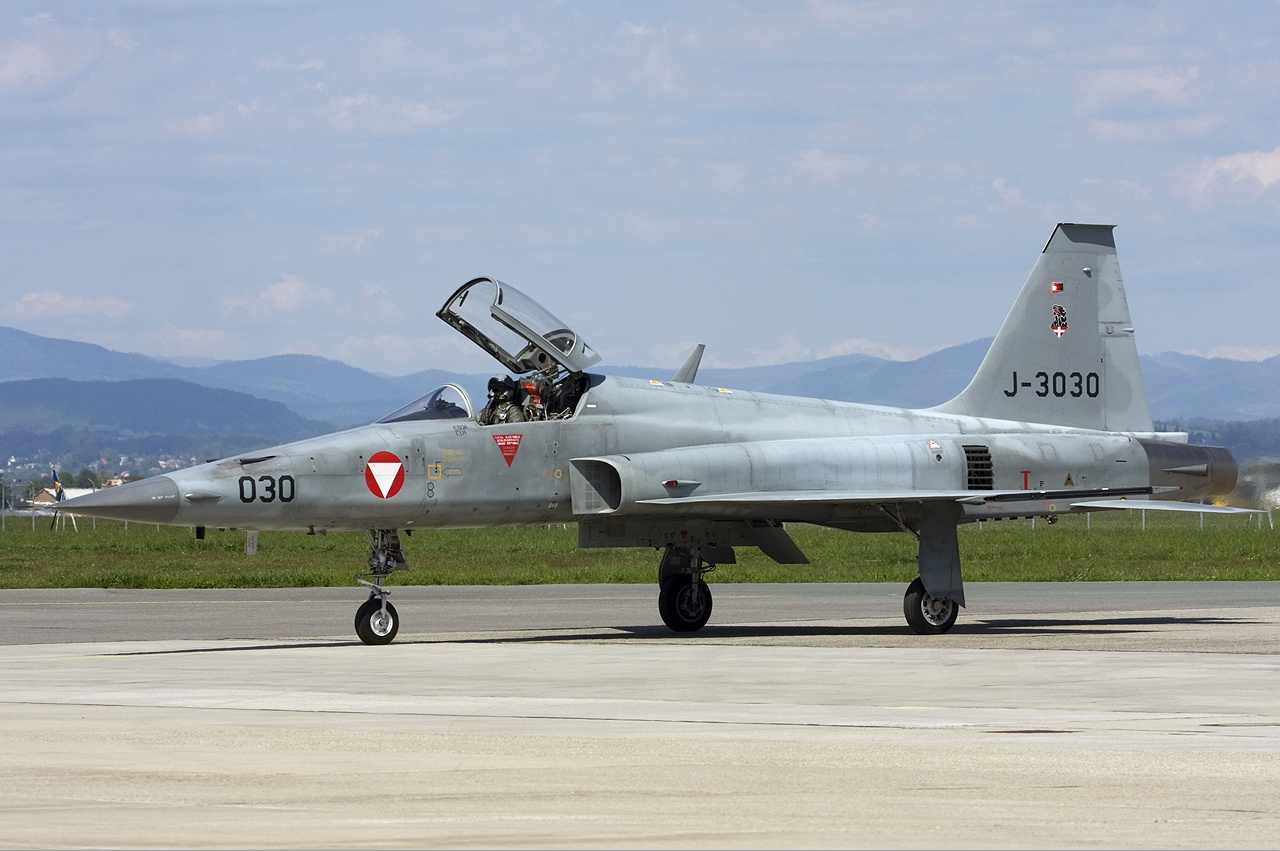
یک فروند اف-۵ ئی تایگر-۲ از ناوگان نیروی هوایی اتریش با شماره شناسایی سوئیس.

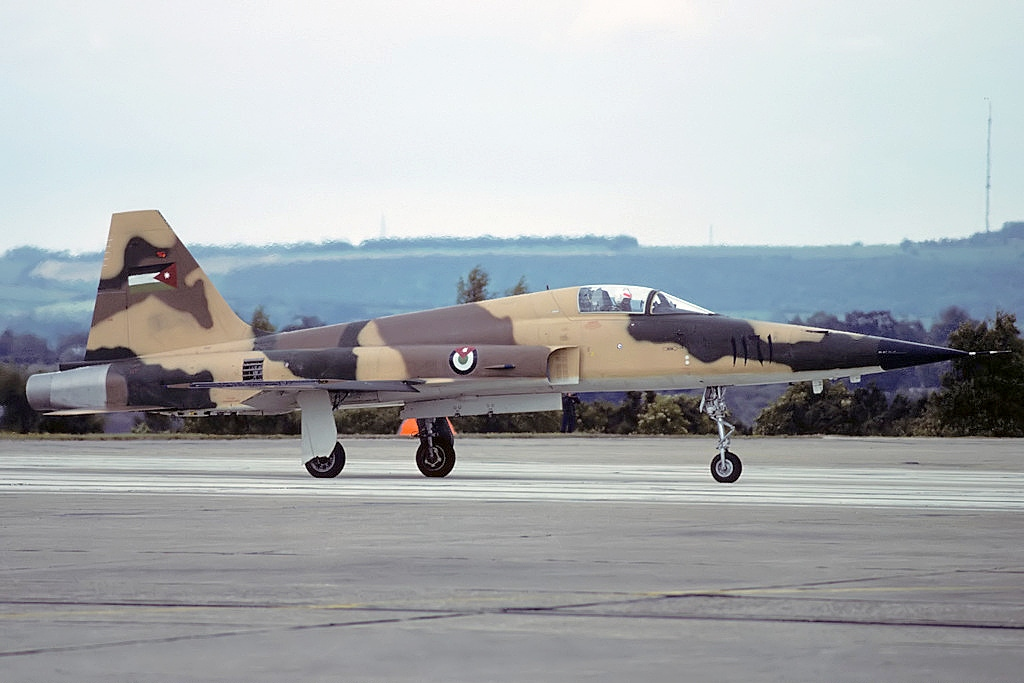
اف-۵ ئی تایگر-۲ متعلق به نیروی هوایی سلطنتی اردن

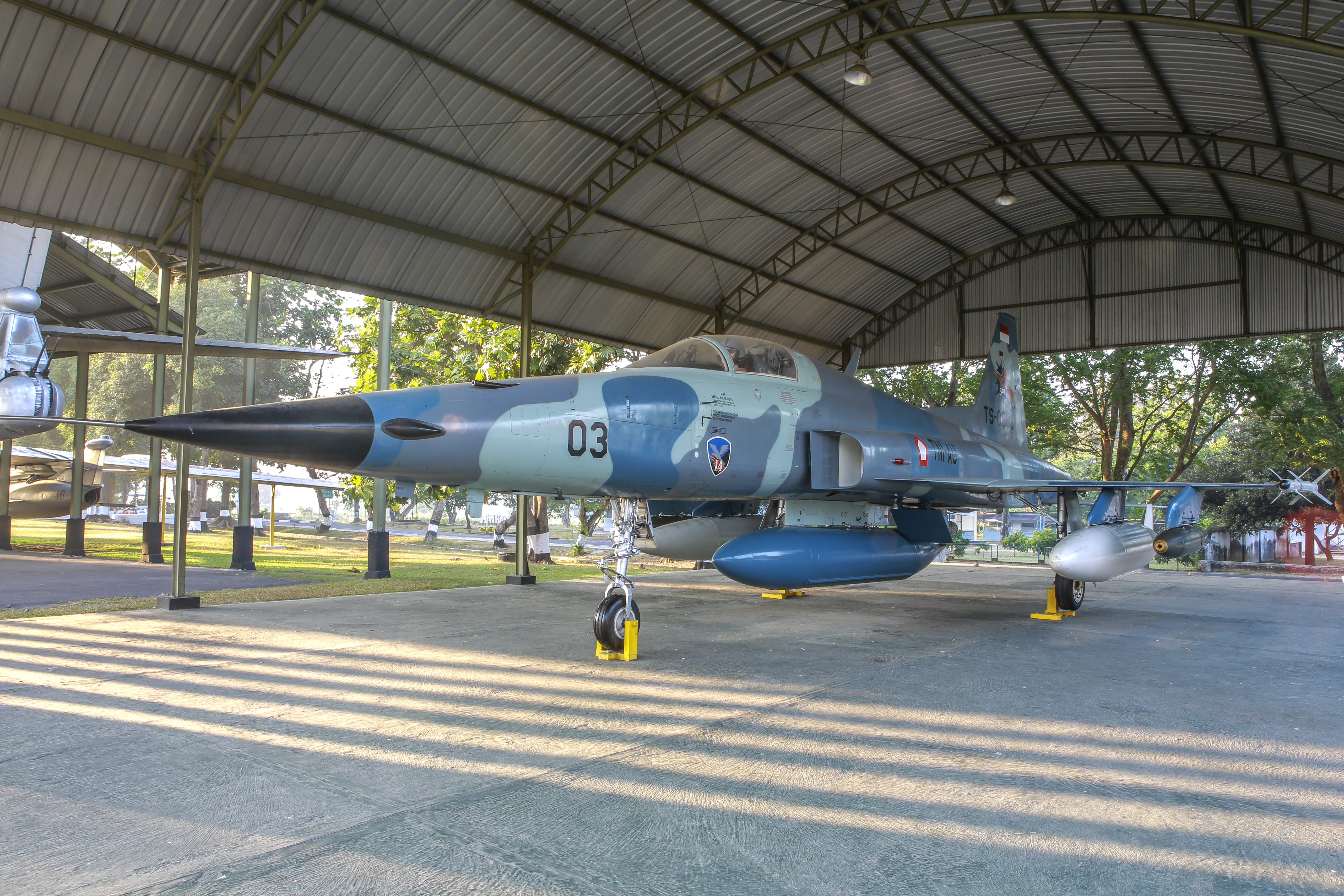
اف-۵ ئی تایگر۲ از ناوگان سابق نیروی هوایی اندونزی به نمایش گذاشته شده در موزه هوایی دیرگانتارا ماندالا در یوگیاکارتا.

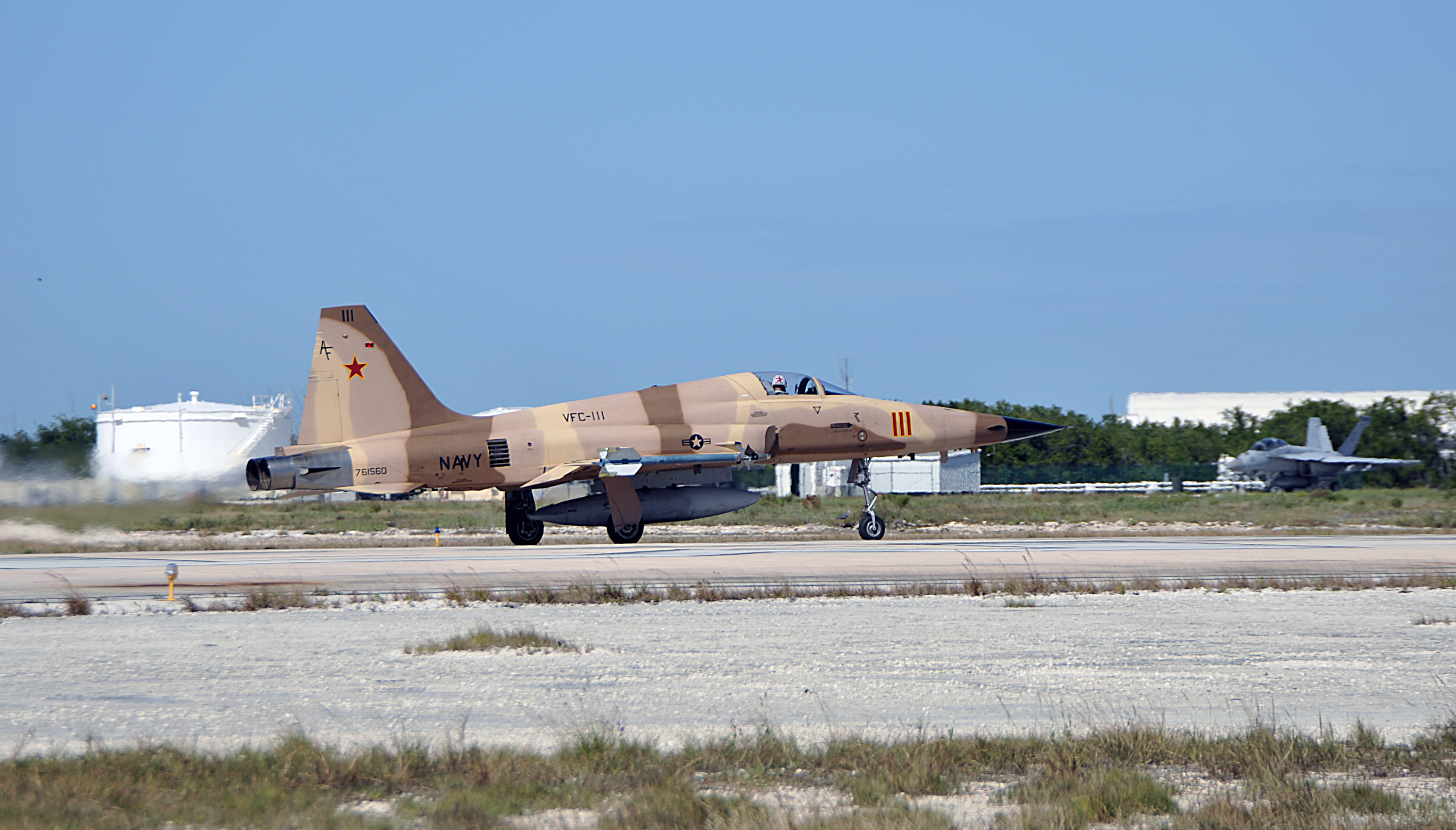
اف-۵ان از ناوگان نیروی دریایی ایالات متحده آمریکا، متعلق به گُردان هوایی جنگنده-۱۱ وی‌اف‌سی-۱۱

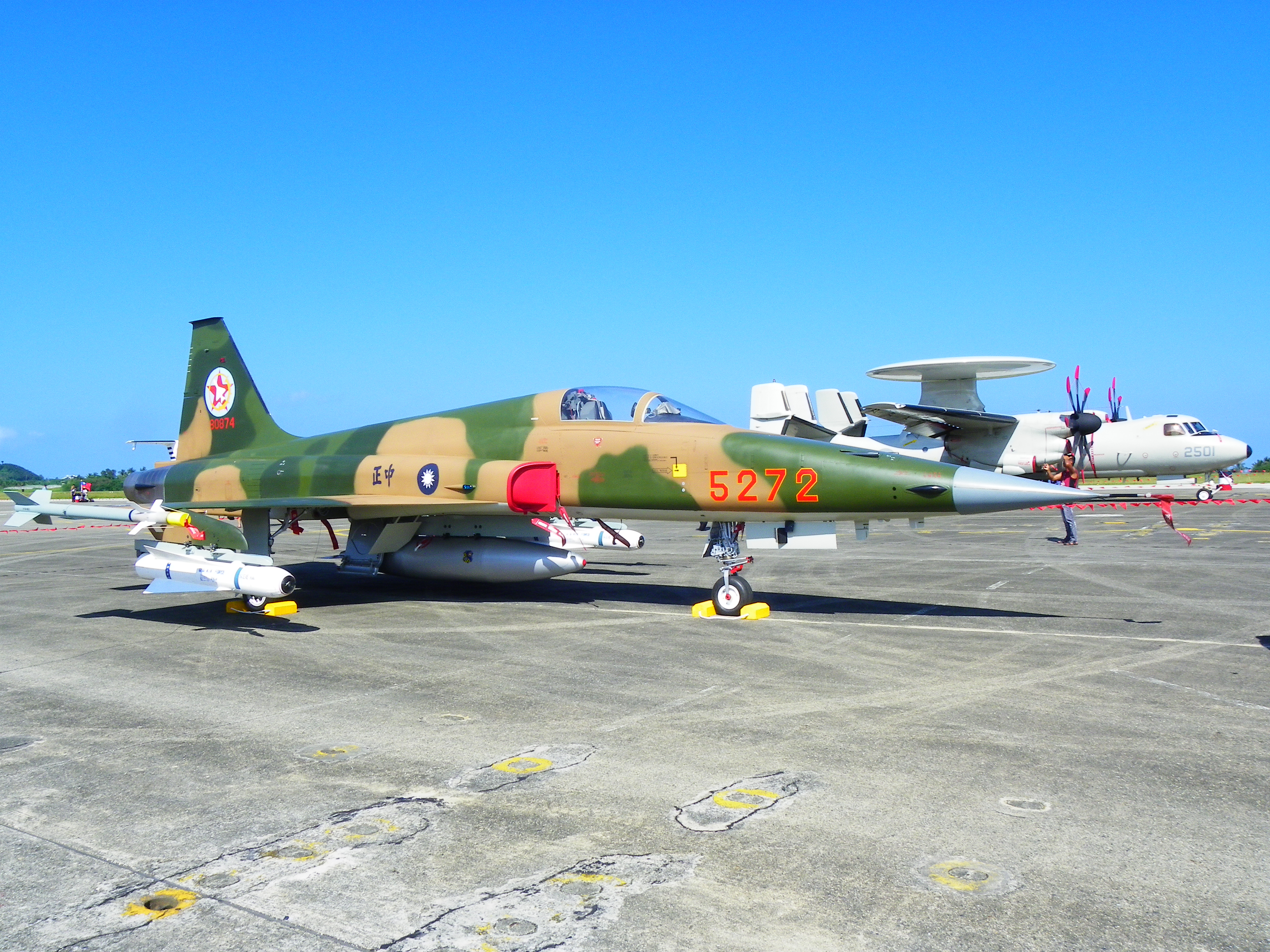
یک فروند اف-۵ئی از ناوگان نیروی هوایی جمهوری چین در پایگاه هوایی چیهوانگ

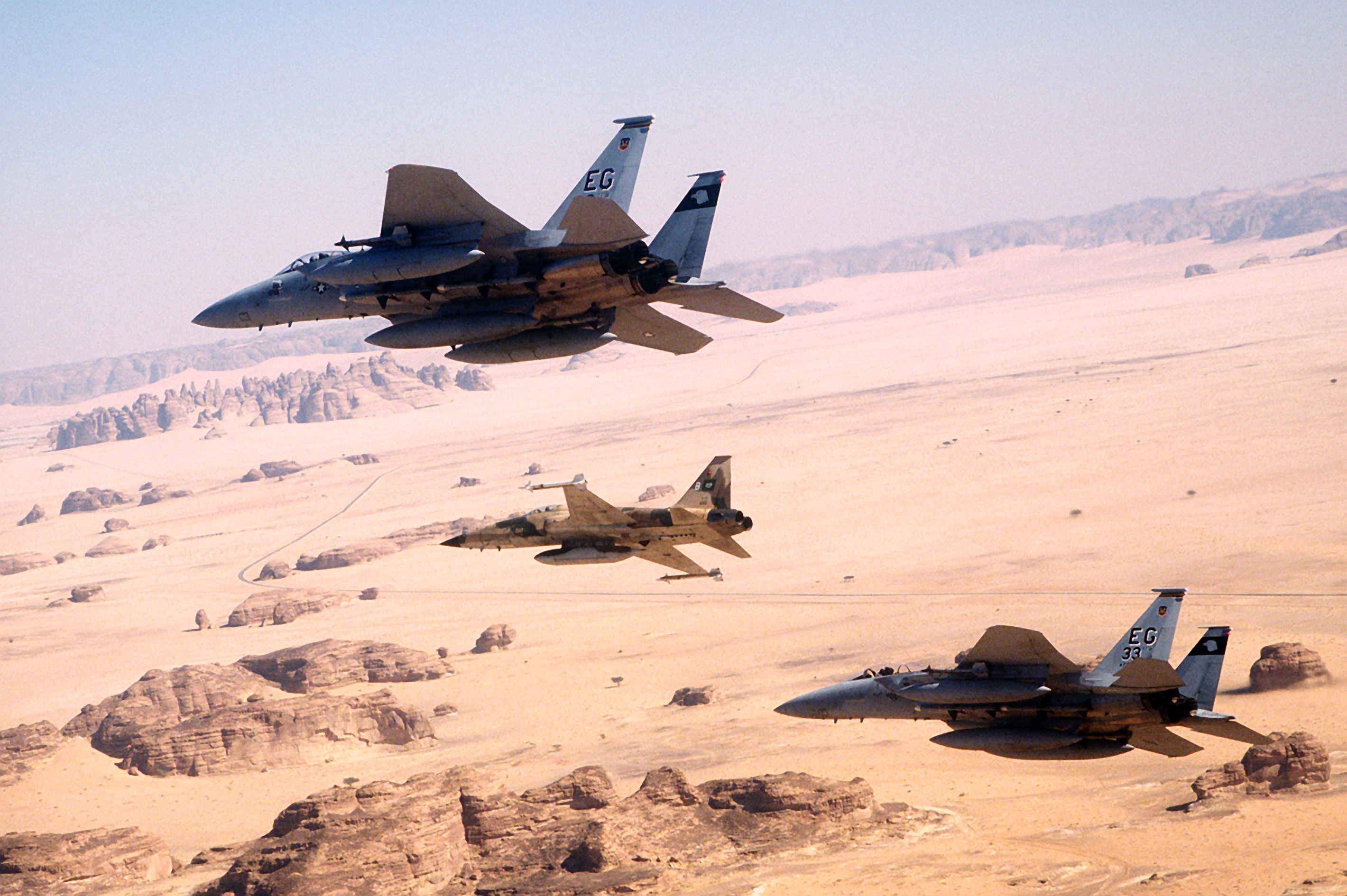
دو فروند اف-۱۵سی از بال هوایی ۳۳ جنگنده تاکتیکی نیروی هوایی ایالات متحده آمریکا و یک فروند اف-۵ئی متعلق به نیروی هوایی سلطنتی عربستان سعودی در یک مأموریت پشتیبانی در عملیات طوفان صحرا

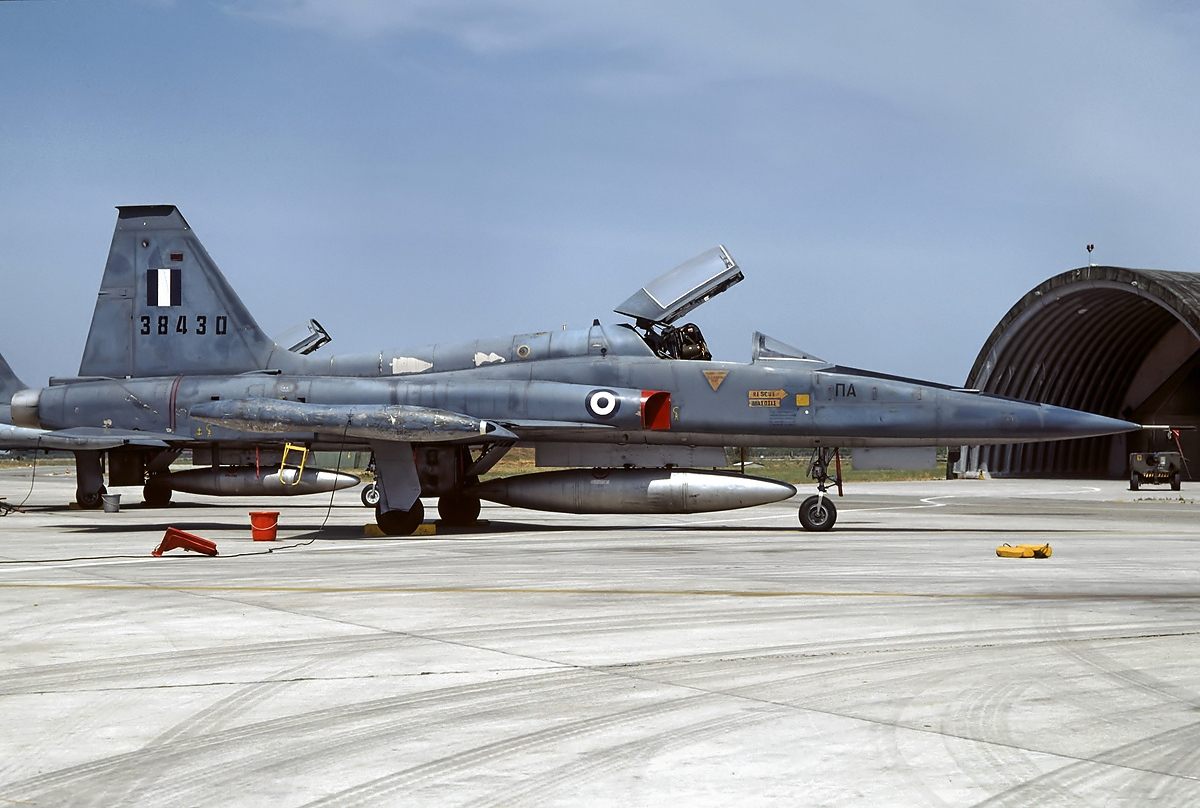
یک فروند اف-۵ای نیروی هوایی یونان

تعدادی اف-۵ را از ویتنام و رژیم دِرگ در اتیوپی را برای پروازهای ارزیابی و سنجشی دریافت نمود. این هواپیماها در نبردهای تمرینی علیه جنگنده‌های میگ-۲۱ و میگ-۲۳ استفاده شده و سرانجام باعث مساعدت در امر توسعه جنگنده‌های میگ-۲۳ام‌ال‌دی و میگ-۲۹ گردیدند.
 اتریش
- نیروی هوایی اتریش: تعدادی از اف-۵‌های نیروی هوایی سوئیس را به صورت اجاره در اختیار داشت. کلیه هواپیماهای مذکور از خدمت خارج شده و با جنگنده‌های یورو فایتر تایفون جایگزین شد.

 اتیوپی
- نیروی هوایی اتیوپی: اولین سری از اف-۵‌های خود را در سال ۱۹۶۶ دریافت نمود، این نیرو گونه‌های ای،بی و ئی از این جنگنده را در خدمت داشت.

 اردن
- نیروی هوایی سلطنتی اردن –ناوگان اف-۵‌های خود را در سال ۲۰۱۵ از خدمت خارج نموده و با جنگنده‌های اف-۱۶ ای/بی و هاوک ام‌کی۳ جایگزین نمود. درسال ۲۰۰۹ یازده فروند از اف-۵ اردن به مبلغ ۲۱ میلیون دلار به برزیل فروخته شد.[۱۹۶]

 اندونزی
- نیروی هوایی اندونزی: ناوگان خود را در ۱۹۸۰ دریافت نمود، در سال ۱۹۹۰ این جنگنده‌ها در بلژیک به روزرسانی شد. طی امریه ای از فرمانده نیروی هوایی اندونزی، تمامی ۱۶ فروند اف-۵ ئی/اف این نیرو تا ۳ می ۲۰۱۶، به دلیل مسائل ایمنی از خدمت خارج شدند.[۱۹۷]

 ایالات متحده آمریکا
- نیروی هوایی ایالات متحده آمریکا
  - واحدهای مستقر در ایالات متحده آمریکا
    - گُردان هوایی ۶۴ مهاجم، (۱۹۷۶ الی ۱۹۸۸) پایگاه نیروی هوایی نلیس، نوادا.
    - گُردان هوایی ۶۵ مهاجم، (۱۹۷۵ الی ۱۹۸۹) پایگاه نیروی هوایی نلیس، نوادا.
    - گردان هوایی ۴۲۵ آموزش جنگنده تاکتیکی، پایگاه نیروی هوایی لوک، آریزونا.

  - نیروهای هوایی ایالات متحده در اروپا (USAFE)
    - گردان هوایی ۵۲۷ مهاجم، (۱۹۷۶الی ۱۹۸۸) پایگاه نیروی هوایی سلطنتی الکونبری، انگلستان

  - نیروهای هوایی اقیانوس آرام (PACAF)
    - گردان هوایی ۴۵۰۳ جنگنده تاکتیکی، (اکتبر ۱۹۶۵ الی آوریل ۱۹۶۶) پایگاه هوایی بیِن هوا و پایگاه هوایی دانانگ در جمهوری ویتنام.
    - گردان هوایی ۱۰ فرماندهی و کنترل هوایی، (آوریل ۱۹۶۶ الی ژوئن ۱۹۶۷)
    - گردان هوایی ۲۶ مهاجم، (۱۹۷۷ الی ۱۹۸۸) پایگاه هوایی کلارک، فیلیپین
- نیروی هوایی ایالات متحده آمریکا
  - گُردان هوایی جنگنده ترکیبی -۱۳ (وی‌اف‌سی-۱۳)
  - گُردان هوایی جنگنده -۴۳ (وی‌اف-۴۳)
  - گردان هوایی جنگنده -۴۵ (وی‌اف-۴۵)
  - گردان هوایی جنگنده -۱۱۱ (وی‌اف-۱۱۱)
  - گردان هوایی جنگنده -۱۲۶ (وی‌اف-۱۲۶)
  - گردان هوایی جنگنده آفندی -۱۲۶ (وی‌اف‌ای-۱۲۷)
  - گردان هوایی جنگنده آفندی -۲۰۴ (وی‌اف‌ای-۲۰۴)
- سپاه تفنگداران دریایی ایالات متحده آمریکا
  - گردان هوایی آموزشی جنگنده دریایی -۴۰۱ (وی‌ام‌اف‌تی-۴۰۱)
  - گردان هوایی آموزشی جنگنده دریایی -۴۰۲ (وی‌ام‌اف‌تی-۴۰۲)

 تایوان
- نیروی هوایی جمهوری چین: از سال ۱۹۶۵، تعداد ۱۱۵ اف-۵ای و بی را دریافت نمود، پیش از سال ۱۹۷۵، تعداد ۴۸ فروند از هواپیماهای مذکور به ویتنام جنوبی منتقل شد. از سال ۱۹۷۳ الی ۱۹۸۶ شرکت توسعه صنایع هوافضا (ای‌آی‌دی‌سی) ۳۰۸ فروند اف-۵ئی/اف را تحت لیسانس تولید نمود.[۳۳] سری بعدی از تولید محلی جنگنده‌های تایگر-۲ در (ای‌آی‌دی‌سی)، به پخش کننده‌های شراره/خاشه (به انگلیسی: flare/chaff dispensers) مجهز بوده و همچنین برای بهبود فرمان پذیری هواپیما لبه‌های حمله گسترش یافته و دماغه هواپیمای اف-۲۰ در این هواپیما تعبیه شده بود. این سری همچنین به گیرندهٔ هشدار راداری (به انگلیسی: Radar warning receiver (RWR))مجهز بود.[۸۹][۱۹۸] در نوامبر سال ۲۰۲۳، ناوگان اف-۵‌های در اختیار این نیرو بازنشسته شد و با هواپیماهای جدید اف-۱۶وی و تی-۵ جایگزین شد.

 سنگاپور
- نیروی هوایی جمهوری سنگاپور:در سال ۲۰۱۱ تعداد ۳۲ فروند اف-۵اس،۹ فروند اف-۵اس‌تی و ۸ فروند آراف-۵ را در اختیار داشت.[۱۹] به جز تعدادی محدود برای ماموریت‌های آموزشی، اکثر این هواپیماها بازنشسته شدند.[۱۹۹] در نهایت کل ناوگان در سال ۲۰۱۵ از خدمت خارج شدند.[۲۰۰]

 سودان
- نیروی هوایی سودان: ۱۰ فروند اف-۵ئی و ۲ فروند اف-۵اف در سال ۱۹۷۸ دریافت شد، یک فروند اف-۵اف به اردن فروخته شد. در طی بحران‌های اوگادن، دو فروند اف-۵ به اتیوپی پناهنده شدند.[۳۱]

 عربستان سعودی
- نیروی هوایی سلطنتی عربستان سعودی: در طی سالهای ۱۹۷۴ الی ۱۹۸۵، تعداد ۲۰ فروند اف-۵ بی، ۱۰۹ فروند اف-۵ ئی/اف و ۱۰ فروند آراف-۵ ئی دریافت نمود.[۲۰۱][۲۰۲]

 فیلیپین
- نیروی هوایی فیلیپین: در طی سالهای ۱۹۶۵ الی ۱۹۶۷، تعداد ۱۹ فروند اف-۵ای (تک سرنشینه) و ۳ فروند اف-۵ بی (دو سرنشینه) را دریافت نمود. در سال ۱۹۸۹ نیروی هوایی فیلیپین سه فروند اف-۵ ای و یک فروند اف-۵بی از ناوگان سابق نیروی هوایی تایوان را دریافت نمود.[۲۰۳] در طی سالهای ۱۹۹۰، حداقل ۸ فروند اف-۵ای از نیروی هوایی کره جنوبی و ۲ فروند اف-۵ای اردنی به آن نیرو واگذار شد. فیلیپین در سال ۲۰۰۵ ناوگان اف-۵‌های در اختیارش را از خدمت خارج نمود.[۱۰۶]

 کانادا
- نیروهای مسلح کانادا: به مقاله کاناداایر سی‌اف-۵ مراجعه شود.

 لیبی(پادشاهی لیبی)
- نیروی هوایی سلطنتی لیبی تا سال ۱۹۶۹، احتمالاً ۱۰ فروند اف-۵ به ترکیه فروخته شد.

 مالزی
- نیروی هوایی سلطنتی مالزی: ۴ فروند اف-۵اف را به عنوان هواپیمای آموزشی در اختیار داشت، در همین حال مابقی ۱۶ فروند اف-۵ ئی تایگر-۲‌های خود را برای کاربری شناسایی به روزرسانی نموده بود.[۲۰۴]

 نروژ
- نیروی هوایی سلطنتی نروژ: در فاصله سالهای ۱۹۶۶ الی ۱۹۷۱، جمعاً ۱۰۸ فروند اف-۵ای،اف-۵بی و آراف-۵ای را دریافت نمود.
  - گُردان هوایی شماره ۳۳۲، پایگاه هوایی ریگگ.
  - گردان هوایی شماره ۳۳۴، پایگاه هوایی بودو در سال ۱۹۸۲ با اف-۱۶ جایگزین شد.
  - گردان هوایی شماره ۳۳۶، پایگاه هوایی ریگگ، جنگنده‌های اف-۵ را تا سال ۲۰۰۰ در اختیار داشت.
  - گردان هوایی شماره ۳۳۸، پایگاه هوایی اورلند مین مأموریت اولیه آفندی، در سال ۱۹۸۵ با اف-۱۶ جایگزین شد.
  - گردان هوایی ۷۱۷، پایگاه هوایی ریگگ اسکادران شناسایی، تا سال ۱۹۷۹ آراف-۵ای را در خدمت داشت.
  - گردان هوایی ۷۱۸ پایگاه هوایی سولا

 ونزوئلا
- نیروی هوایی ونزوئلا: ۲۷ فروند (۱۶ فروند سی‌اف-۵ای،۴ فروند سی‌اف-۵دی،۱ فروند ان‌اف-۵ای و ۶ فروند ان‌اف-۵بی) را به خدمت گرفت. ۹ فروند در طی سوانح از بین رفتند. بر اساس گزارش‌ها، آخرین فروند اف-۵ آن نیرو در سال ۲۰۱۰ پرواز نمود.[۲۰۵] در سال ۲۰۱۰ این ناوگان بازنشسته شده و با هانگدو کی-۸ دبلیو جایگزین شدند.[۲۰۶]

 ویتنام جنوبی
- نیروی هوایی جمهوری ویتنام(ویتنام جنوبی) ۱۵۸ فروند اف-۵ای فریدم فایتر ،۱۰ فروند آراف-۵ای و هشت فروند هواپیمای آموزشی اف-۵بی را از ناوگان سابق ایالات متحده آمریکا، کره جنوبی، ایران و تایوان دریافت نمود، ایالات متحده همچنین تعدادی از هواپیماهای جدیدتر اف-۵ ئی تایگر-۲ را برای آن نیرو فراهم آورد. اکثر اف-۵ها از وبتنام جنوبی تخلیه شده و به تایلند منتقل شدند، اما ارتش خلق ویتنام نیز تعداد زیادی از آنها را به غنیمت گرفت.
  - گُردان هوایی ۵۳۸ جنگنده، پایگاه هوایی دانانگ، اف-۵ ای/بی فریدم فایتر
  - گُردان هوایی ۵۲۲ جنگنده، پایگاه هوایی بیِن‌هوا، اف-۵ ای/بی و آراف-۵ ای فریدم فایتر
  - گُردان هوایی ۵۳۶ جنگنده، پایگاه هوایی بیِن‌هوا، اف-۵ ای/بی فریدم فایتر و اف-۵ئی تایگر-۲
  - گُردان هوایی ۵۴۰ جنگنده، پایگاه هوایی بیِن‌هوا، اف-۵ ای فریدم فایتر و اف-۵ئی تایگر-۲
  - گُردان هوایی ۵۴۲ جنگنده، پایگاه هوایی بیِن‌هوا، اف-۵ ای فریدم فایتر
  - گُردان هوایی ۵۴۴ جنگنده، پایگاه هوایی بیِن‌هوا، اف-۵ ای فریدم فایتر
  - گُردان هوایی ۷۱۶ شناسایی، پایگاه هوایی تان سون نهات، آراف-۵ ای فریدم فایتر

 ویتنام
- نیروی هوایی خلق ویتنام تعدادی از اف-۵‌های (نیروی هوایی سابق ویتنام جنوبی) را به خدمت گرفت، یک فروند اف-۵ ئی به شماره شناسایی (s/n 73-00867) برای پروازهای ارزیابی و سنجش به شوروی منتقل شد، برای مثال در مقابل جنگنده میگ-۲۱ بی‌ای‌اس، بیش از ۴۰ فروند اف-۵ ئی/اف/سی در خدمت نیروی هوایی ویتنام بود.[۲۰۷] بعد از اتمام جنگ ویتنام، نیروهای ویتنامی از اف-۵‌های به غنیمت گرفته شده علیه نیروهای چبنی در جنگ چین و ویتنام استفاده نمودند

 هلند
- نیروی هوایی سلطنتی هلند: در فاصله ۷ اکتبر ۱۹۶۹ و ۲۰ مارس ۱۹۷۲ جنگنده‌های ساخت کاناداایر شامل ۷۵ فروند ان‌اف-۵ای (جنگنده تک سرنشینه) و ۳۰ فروند ان‌اف-۵ بی (دوسرنشینه آموزشی) را دریافت نمود.[۲۰۸] پس از آنکه این ناوگان از خدمت خارج شده و با اف-۱۶ فایتینگ فالکون جایگزین شدند، این هواپیماها در پایگاه‌های هوایی خیلزه-رین و وونسدرخت ذخیره شدند تا اینکه ۷۰ فروند از آنها به ترکیه، ۱۱ فروند به یونان و ۷ فروند به ونزوئلا فروخته شدند.[۲۰۸] تعدادی از هواپیماهای باقی مانده در موزه‌های هوایی و مدارس فنی به نمایش گذاشته شده است.
  - گُردان هوایی ۳۱۳، پایگاه هوایی تونته، در سپتامبر ۱۹۷۲ تشکیل شد، در سال ۱۹۸۷ با جنگنده‌های اف-۱۶ جایگزین شد.[۲۰۹]
  - گردان هوایی ۳۱۴، پایگاه هوایی آیندهوون، در ماه ژوئن ۱۹۷۰ اف-۵‌ها جایگزین هواپیماهای اف-۸۶اف شده و در نهایت در آوریل ۱۹۹۰ با جنگنده‌های اف-۱۶ جایگزین شدند.[۲۰۹]
  - گردان هوایی ۳۱۵، پایگاه هوایی تونته (در سال ۱۹۸۶ با اف-۱۶ جایگزین شد)
  - گردان هوایی ۳۱۶پایگاه هوایی خیلزه-رین (در سال ۱۹۹۱ با اف-۱۶ جایگزین شد)
  - واحد آموزش رزمی تاکتیکی ان‌اف-۵ (۱۹۷۱ الی ۱۹۸۴)، پایگاه هوایی تونته

 جمهوری عربی یمن
- نیروی هوایی جمهوری عربی یمن: ۴ فروند هواپیمای آموزشی اف-۵بی را از عربستان سعودی و همچنین دوازده فروند اف-۵ ئی را از ایالات متحده آمریکا (البته هزینه هواپیماها توسط دولت عربستان سعودی پرداخت شد) را در سال ۱۹۷۹ دریافت نمود.[۱۳۳] بعداً چند فروند دیگر از طرف عربستان سعودی برای جایگزینی هواپیمای مستهلک شده واگذار شد. در سال ۱۹۹۴ هواپیماهای باقی مانده به نیروی هوایی یمن متحد واگذار شد.

 یونان
- نیروی هوایی یونان: اولین سری ۵۵ فروندی از اف-۵ای را در سال ۱۹۶۵ دریافت نمود. سپس ۱۰ فروند دیگر را از نیروی هوایی شاهنشاهی ایران دریافت نمود و پس از آن ۱۰ فروند دیگر را از اردن دریافت نمود. در سال ۱۹۸۶ ده فروند دیگر از این نوع جنگنده از طرف نروژ و در سال ۱۹۹۱ ده فروند ان‌اف-۵ ای از طرف هلند به یونان اهدا شد. در طی سالهای ۱۹۶۷ الی ۱۹۶۸ این نوع از هواپیما در تیم سوم نمایش هوایی یونان (آتش نوین یونان) مورد استفاده قرار گرفت. در نهایت آخرین هواپیماهای ان‌اف-۵ای در سال ۲۰۰۲ از خدمت خارج شدند.[۲۱۰]

## مشخصات
داده‌ها از Jane's all the World's Aircraft 1976–77, The Complete Book of Fighters, Quest for Performance
ویژگی‌های عمومی
- خدمه: ۱
- طول: ۴۸ فوت ۲٫۲۵ اینچ (۱۴٫۶۸۷۶ متر)
- پهنای بال: ۲۶ فوت ۸ اینچ (۸٫۱۳ متر) :::۲۷ فوت ۱۱٫۸۷۵ اینچ (۸٫۵۳۱۲۳ متر)با موشک‌های سربالها
- ارتفاع: ۱۳ فوت ۴٫۵ اینچ (۴٫۰۷۷ متر)
- مساحت بال‌ها: ۱۸۶ فوت مربع (۱۷٫۳ متر مربع)
- نسبت اندازه: ۳٫۸۶
- ایرفویل: l|NACA 65A004.8[۲۱۴]
- وزن خالی: ۹٬۵۸۳ پوند (۴٬۳۴۷ کیلوگرم)
- وزن ناخالص: ۱۵٬۷۴۵ پوند (۷٬۱۴۲ کیلوگرم) بدون جنگ‌افزار
- بیشترین وزن برخاست: ۲۴٬۶۷۵ پوند (۱۱٬۱۹۲ کیلوگرم)
- ظرفیت سوخت: :* مخازن سوخت داخلی: ۶۷۷ گالون آمریکایی (۵۶۴ گالون بریتانیایی؛ ۲٬۵۶۰ لیتر)

طرح سه نمای جنگنده اف-۵ ئی تایگر۲

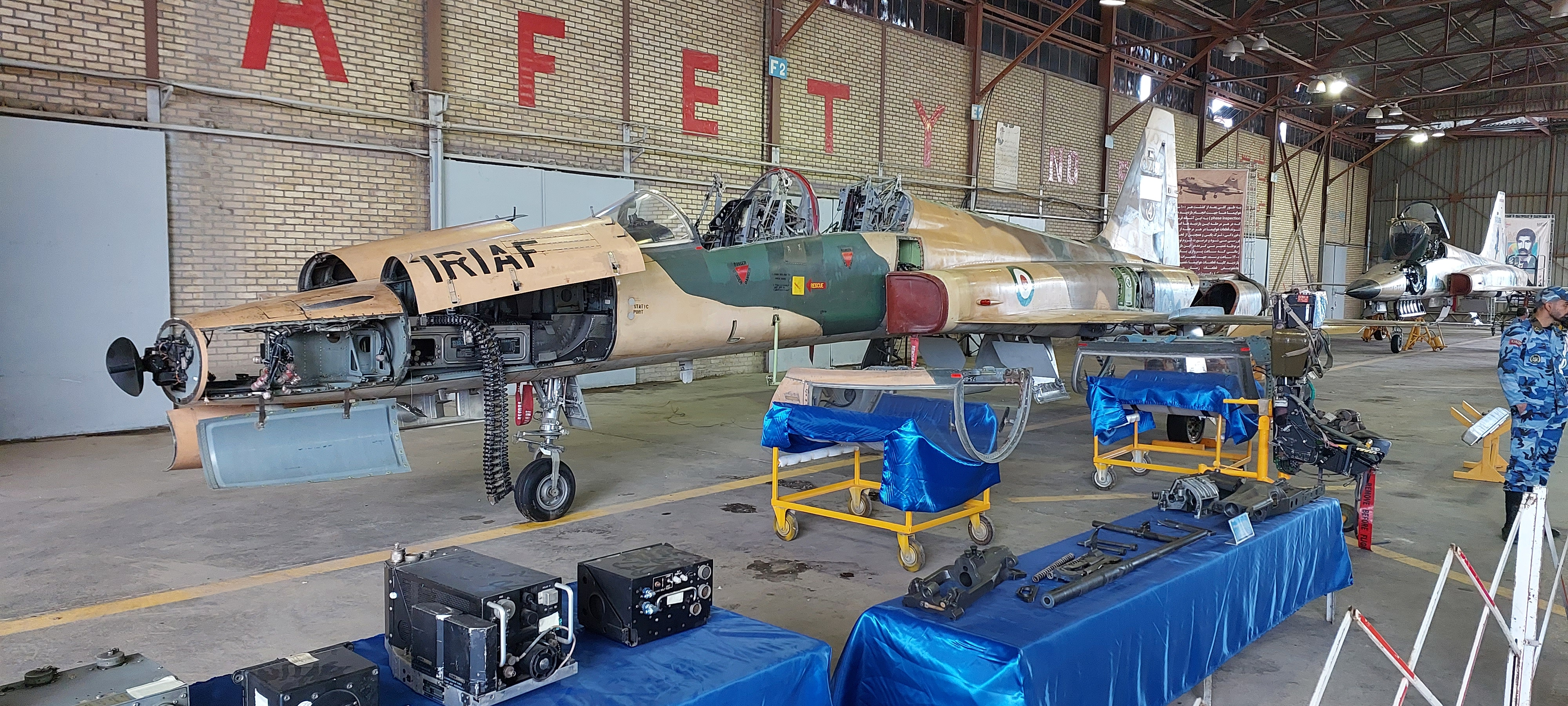
نمایی از توپ ۲۰ میلیمتری ام۳۹ و رادار جنگنده اف-۵ئی تایگر-۲

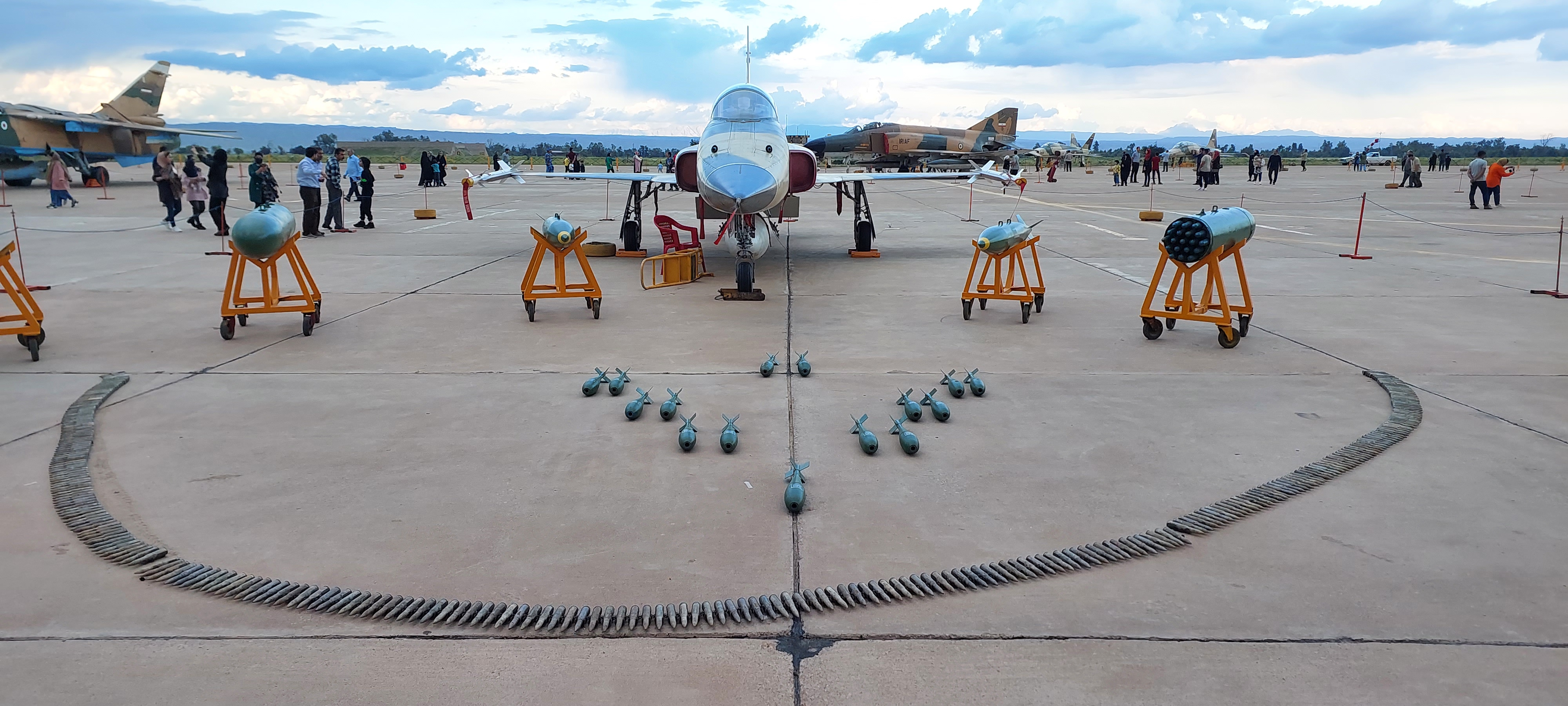
جنگنده اف-۵ئی تایگر-۲ و تسلیحات آن که در نمایشگاه نوروز ۱۴۰۲ پایگاه چهارم شکاری دزفول به نمایش گذاشته شده است.

- سوخت خارجی : حداکثر ۳ عدد مخزن سوخت بیرونی ۲۷۵ گالون آمریکایی (۲۲۹ گالون بریتانیایی؛ ۱٬۰۴۰ لیتر)

- Lift-to-drag ratio: 10.0
- Zero-lift drag coefficient: CD0.0200
- Frontal area: ۳٫۴ فوت مربع (۰٫۳۲ متر مربع)
- پیشرانه: ۲ عدد موتورهای توربوجت مجهز به پس سوز جنرال الکتریک جی۸۵-جی‌ئی-۲۱, ۳٬۵۰۰ پوند-نیرو (۱۶ کیلونیوتن) thrust در هر موتور dry, ۵٬۰۰۰ پوند-نیرو (۲۲ کیلونیوتن) با پس‌سوز

عملکرد
- حداکثر سرعت: ماخ ۱٫۶۳ (۱٬۲۴۰٫۷۷ مایل بر ساعت؛ ۱٬۹۹۶٫۸۲ کیلومتر بر ساعت)* در ارتفاع ۳۶٬۰۰۰ فوت (۱۱٬۰۰۰ متر)
- حداکثر سرعت کروز: ماخ ۰٫۹۸ (۷۴۵٫۹۸ مایل بر ساعت؛ ۱٬۲۰۰٫۵۴ کیلومتر بر ساعت)* at ۳۶٬۰۰۰ فوت (۱۱٬۰۰۰ متر)
- سرعت پایا سیر اقتصادی : ماخ ۰٫۸ (۶۰۹٫۰ مایل بر ساعت؛ ۹۸۰٫۰ کیلومتر بر ساعت)* at ۳۶٬۰۰۰ فوت (۱۱٬۰۰۰ متر)
- سرعت واماندگی: ۱۲۴ گره (۱۴۳ مایل بر ساعت، ۲۳۰ کیلومتر بر ساعت) 50% internal fuel, flaps and wheels extended
- بیشینه سرعت مجاز: ۷۱۰ گره (۸۲۰ مایل بر ساعت، ۱٬۳۱۰ کیلومتر بر ساعت) IAS
- بُرد: ۴۸۱ مایل دریایی (۵۵۴ مایل، ۸۹۱ کیلومتر) clean
- شعاع رزمی (رزرو ۲۰ دقیقه): ۱۲۰ مایل دریایی (۱۴۰ مایل؛ ۲۲۰ کیلومتر) با ۲ موشک سایدوایندر + ۵٬۲۰۰ پوند (۲٬۴۰۰ کیلوگرم) جنگ‌افزار و ۵ دقیقه نبرد با حداکثر توان در سطح دریا
- بُرد معبر: ۲٬۰۱۰ مایل دریایی (۲٬۳۱۰ مایل، ۳٬۷۲۰ کیلومتر) [۲۱۵]
- بُرد فرابَری (حداقل رزرو ۲۰ دقیقه): ۱٬۳۸۵ مایل دریایی (۱٬۵۹۴ مایل؛ ۲٬۵۶۵ کیلومتر) با مخازن سوخت بیروی
- بُرد فرابَری (حداقل رزرو ۲۰ دقیقه): ۱٬۵۹۰ مایل دریایی (۱٬۸۳۰ مایل؛ ۲٬۹۴۰ کیلومتر) مخازن سوخت بیرونی رها شده
- حداکثر ارتفاع: ۵۱٬۸۰۰ فوت (۱۵٬۸۰۰ متر) * سقف سرویس با یک موتور: ۴۱٬۰۰۰ فوت (۱۲٬۰۰۰ متر)
- نرخ صعود: ۳۴٬۵۰۰ فوت بر دقیقه (۱۷۵ متر بر ثانیه)
- برآر به پسار: ۱۰:۱
- بارگیری بال: ۱۳۳ پوند بر فوت مربع (۶۵۰ کیلوگرم بر متر مربع) حداکثر
- نیرو/وزن: 0.4 for take-off thrust at maximum take-off weight
- طول باند مورد نیاز برای برخاست: ۲٬۰۰۰ فوت (۶۱۰ متر) با دو موشک سایدوایندر در ۱۵٬۷۴۵ پوند (۷٬۱۴۲ کیلوگرم)
- طول باند مورد نیاز برای برخاست و رسیدن به ارتفاع ۵۰ فوت (۱۵ متر): ۲٬۹۰۰ فوت (۸۸۴ متر) با دو موشک سایدوایندر در۱۵٬۷۴۵ پوند (۷٬۱۴۲ کیلوگرم)
- طول باند مورد نیاز برای فرود از ارتفاع ۵۰ فوت (۱۵ متر): ۳٬۷۰۱ فوت (۱٬۱۲۸ متر) بدون چتر فرود
- طول باند مورد نیاز برای فرود از ارتفاع۵۰ فوت (۱۵ متر): ۲٬۵۰۰ فوت (۷۶۲ متر) با چتر فرود

تسلیحات

- اسلحه‌ها: ۲ قبضه توپ خودکار رولوری ۲۰ میلی‌متری (۰٫۷۸۷ اینچی) ام۳۹ای۲ نصب شده در دماغه با ۲۸۰ گلوله در هر توپ.
- آویزگاه‌های حمل سلاح: جمعا ۷ عدد آویزگاه خارجی تسلیحات (پایلون) (تنها پایلون‌های ۳٬۴ و ۵ به سیستم سوخت هواپیما اتصال داردند): ۲ عدد پایلون حمل موشک هوا به هوا در سر بالها، ۴ عدد در زیر بال‌ها، ۱ عدد در زیر بدنه هواپیما با ظرفیت ۷٬۰۰۰ پوند (۳٬۲۰۰ کیلوگرم)، با قابلیت حمل ترکیبی از:
  - راکت‌ها: 

    - ۲ عدد غلاف راکت انداز ال‌ای‌یو-۶۱/ال‌ای‌یو-۶۳ (هریک شامل به ترتیب ۱۹ عدد/۷عدد راکت ۷۰ میلی‌متری هایدرا ۷۰); یا
    - ۲ عدد غلاف راکت انداز ال‌ای‌یو-۵۰۰۳ شامل ۱۹ عدد راکت ۷۰ میلی‌متری سی‌آروی-۷ ; یا
    - ۲ عدد غلاف راکت انداز ال‌ای‌یو-۱۰ شامل ۴۹ عدد راکت ۱۲۷ میلی‌متری زونی ; یا
    - ۲ عدد غلاف راکت انداز ماترا شامل ۱۸ عدد راکت ۶۸ میلی‌متری اس‌ان‌ئی‌بی

  - موشک‌ها: 

    - ۲ عدد موشک هوا به هوای ایم-۹ سایدوایندردر سر بالها (چیدمان اولیه اف-۵ئی)[۲۱۶]
    - ۴ عدد موشک هوا به هوای ایم-۹ سایدوایندر یا ۴ عدد ایم-۱۲۰ آمرام (در اف-۵اس یا اف-۵ئی به روز رسانی شده)
    - ۴ عدد موشک هوا به سطح ای‌جی‌ام-۶۵ ماوریک (بروی اف-۵ ئی به روزرسانی شده پس از ۱۹۹۵).[۲۱۷]
    - ای‌ای-۸ اِیفید، ای‌ای-۱۰ آلامو، ای‌ای-۱۱ آرچر و سایر موشک‌های روسی و چینی بروی (اف-۵های ایرانی).

  - بمب‌ها: بازه ای از مهمات هوا به زمین از جمله بمب‌های هدایت‌ناپذیر سری مارک ۸۰ (شامل بمب‌های مشقی ۳تا ۱۴ کیلوگرمی)، بمب‌های خوشه ای سی‌بی‌یو-۵۸/۵۲/۴۹/۲/۲۴، کانیسترهای بمب ناپالم، بمب ام -۱۲۹ و بمب‌های با هدایت لیزری.
  - سایر: 

    - تا ۳ عدد مخزن سوخت بیرونی ۱۵۰ / ۲۷۵ گالون آمریکایی (۵۷۰ / ۱٬۰۴۰ لیتر؛ ۱۲۵ / ۲۲۹ گالون بریتانیایی).
    - ۱ عدد غلاف حامل توپ ۳۰ میلی‌متری جی‌ای‌یو-۵/ای-۳۰ قابل حمل در زیر بدنه هواپیما (در اف-۵های نیروی هوایی سلطنتی تایلند)

اویونیکس

- رادار ای‌ان/ای‌پی‌کیو-۱۵۳ ساخت امرسون الکتریک در سری اولیه اف-۵ئی[۲۱۸]
- رادار ای‌ان/ای‌پی‌کیو-۱۵۹ ساخت امرسون الکتریک در مدل‌های متاخر اف-۵ئی[۲۱۸]
- رادار ای‌ان/ای‌پی‌کیو-۱۵۷ ساخت امرسون الکتریک در اف-۵اف[۲۱۹]
- رادار ای‌ان/ای‌پی‌کیو-۶۹ ساخت امرسون الکتریک بروی اف-۵ان نیروی دریایی ایالات متحده آمریکا (اف-۵ئی سابق نیروی هوایی سوئیس).
- رادار گریفو-اف ساخت لئوناردو بروی اف-۵ ئی نیروی هوایی سنگاپور

## آرم‌ها و علائم خلبانی

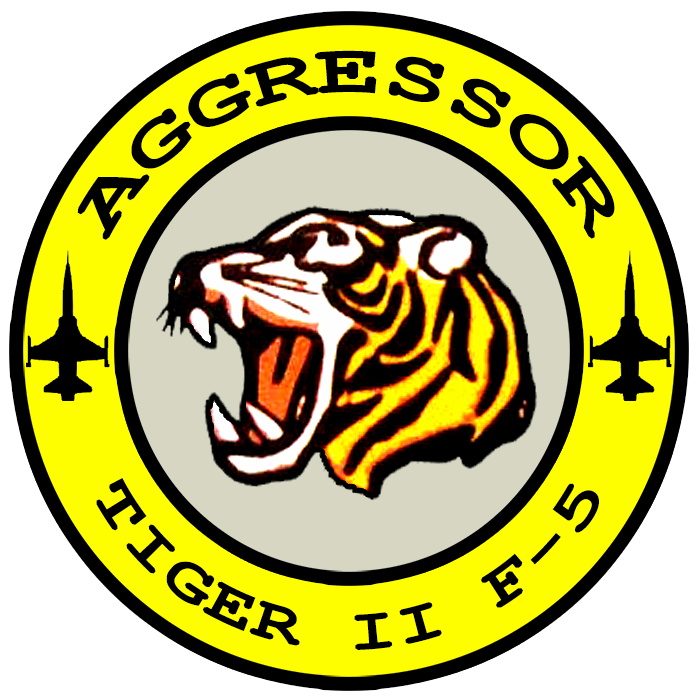
آرم سینه خلبان کابین عقب هواپیمای نورثروپ اف-۵ نیروی هوایی ارتش
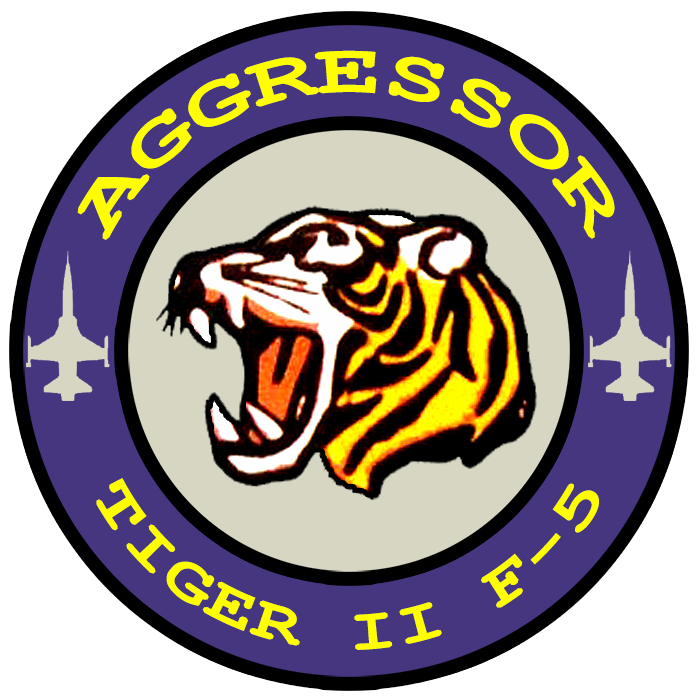
آرم سینه خلبان لیدر چهارم هواپیمای نورثروپ اف-۵ نیروی هوایی ارتش
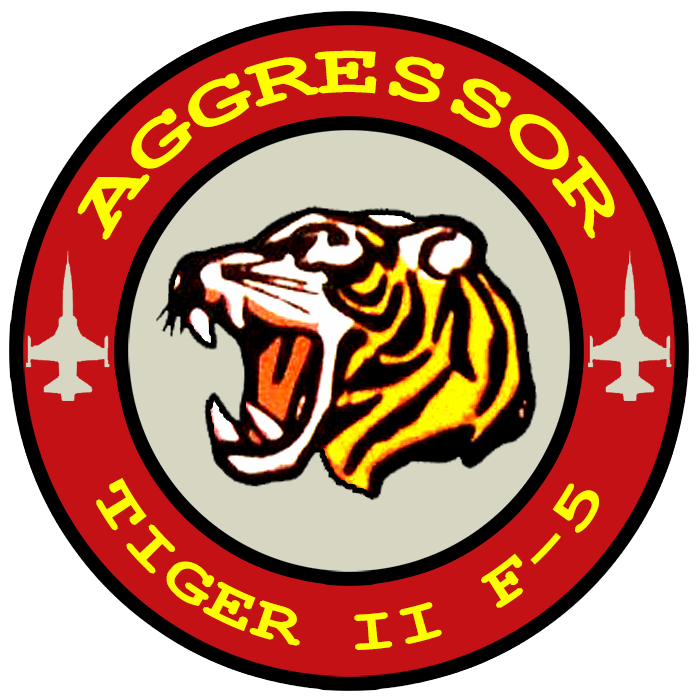
آرم سینه خلبان لیدر سوم هواپیمای نورثروپ اف-۵ نیروی هوایی ارتش
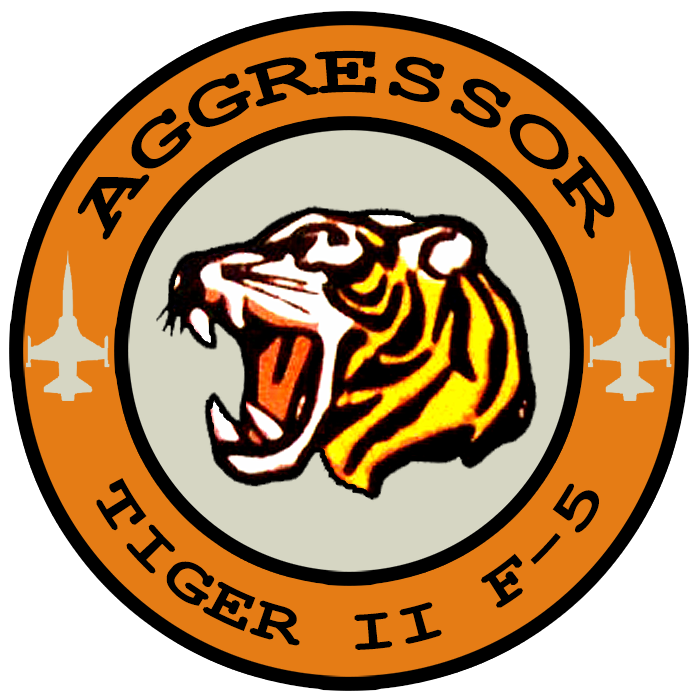
آرم سینه خلبان لیدر دوم هواپیمای نورثروپ اف-۵ نیروی هوایی ارتش
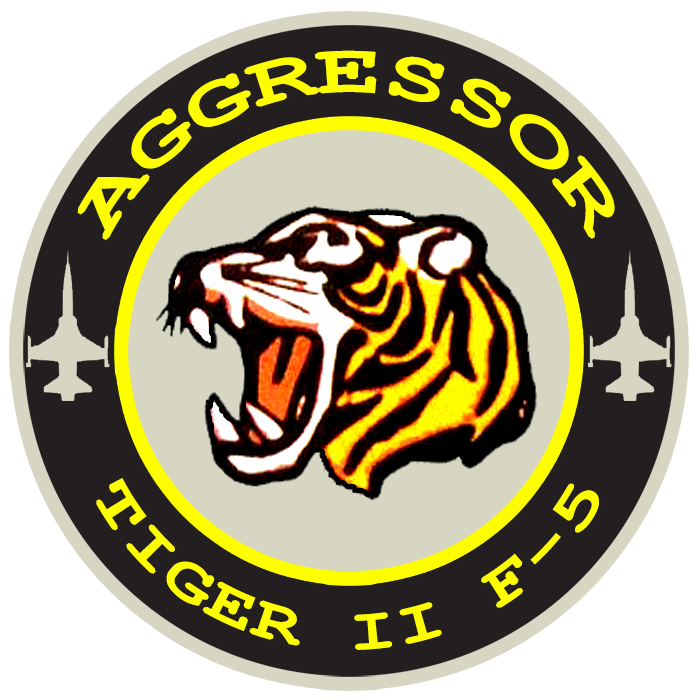
آرم سینه خلبان لیدر اول هواپیمای نورثروپ اف-۵ نیروی هوایی ارتش

### استنادات
1. ↑  (Johnsen 2006، ص. 90).
2. ↑  Knaack 1978, p. 290.
3. 1 2  Baugher, Joseph ‘Joe’. "Northrop F-5E/F Tiger II in Service with Vietnam". Archived from the original on 22 December 2015. Retrieved 17 December 2015.
4. ↑  "Military Aircraft Update: Northrop F-5/T-38". Aviation Week & Space Technology (Aviation Week Intelligence Network), Vol.  175, Issue 39, 21 November 2013, p.  89.
5. ↑  https://en.wikipedia.org/wiki/Dissimilar_air_combat_training
6. 1 2
7. 1 2  (Hoyle 2021، ص. 10).
8. ↑  (Garrison 2005)
9. ↑  (Wagner 2000، ص. 195).
10. ↑  (Stuart 1978، صص. 5–7).
11. ↑  "Era of the F-5 Ends After Three Decades". Los Angeles Times (به انگلیسی). 1987-01-16. Retrieved 2024-01-25.
12. ↑  (Wagner 2000، ص. 197).
13. ↑  (Braybrook 1982، صص. 111–114).
14. ↑  (Stuart 1978، ص. 21).
15. 1 2 3  Flight, 8 January 1960, pp. 46-47
16. ↑  (Paloque 2013، صص. 4–7).
17. ↑  (Garrison 2005).
18. 1 2  (Stuart 1978، ص. 7).
19. 1 2 3 4 5 6 7 8 9 10 11  Yeo, Mike. "Tigers over Lion City." AirForces Monthly (Key Publishing), Issue 275, March 2011, pp. 86–91. ISSN 0955-7091. Retrieved: 8 June 2011.
20. ↑  Lake and Hewson 1996, pp. 50–51.
21. ↑  (Braybrook 1982، ص. 114)
22. ↑  (Lake و Hewson 1996، ص. 51)
23. ↑  (Harding 1990، صص. 118–119, 122–123, 188–189).
24. ↑  (Lake و Hewson 1996، صص. 52–53)
25. ↑  "Northrop YF-5A Freedom Fighter". National Museum of the US Air Force. US Air Force. Archived from the original on 13 January 2023. Retrieved 28 February 2023.
26. 1 2  (Lake و Hewson 1996، صص. 82–83)
27. ↑  (Lake و Hewson 1996، صص. 58–59, 70–71)
28. 1 2  (Braybrook 1982، ص. 116).
29. ↑  Lake & Hewson 1996, pp. 71–72.
30. ↑  Tambini, Anthony J. (2001). F-5 Tigers Over Vietnam (به انگلیسی). Branden Books. ISBN 978-0-8283-2059-7.
31. 1 2  (Lake و Hewson 1996، ص. 103)
32. ↑  (Lake و Hewson 1996، ص. 96)
33. 1 2  (Lake و Hewson 1996، ص. 104)
34. ↑  Tambini, Anthony, F-5 Tigers over Vietnam, 2014, شابک ‎۹۷۸۰۸۲۸۳۲۰۵۹۷.
35. ↑  "F-5 Tiger II". Touchdown Aviation. Archived from the original on 7 September 2016. Retrieved 29 January 2016.
36. ↑  Waldron2018-02-04T04:02:00+00:00, Greg. "SINGAPORE: RSAF chief discusses future capabilities". FlightGlobal (به انگلیسی). Retrieved 2020-12-04.
37. 1 2 3  "Press release: Assets: Fighter aircraft." بایگانی‌شده  در ۲ فوریه ۲۰۱۴ توسط Wayback Machine Ministry of Defence (Singapore), 24 April 2010. Retrieved: 8 June 2011.
38. 1 2 3  "Brazil favours Grifo F radar for F-5BR upgrade". FlightGlobal, 11 April 2000. Retrieved: 8 June 2011.
39. ↑  "F5E-Modified." بایگانی‌شده  در ۱۲ فوریه ۲۰۱۲ توسط Wayback Machine vacwarbirds.org. Retrieved: 24 April 2012.
40. ↑  Chuanren, Chen. "Thailand's Latest F-5 Upgrade Features Israeli Kit". Aviation International News.
41. ↑  "Bombas Guiada SMKB." Revista Asas(Portuguese), Volume 61, June 2011, p. 29. ISSN 1413-1218.
42. ↑  "Denel's A-Darter makes test debut" بایگانی‌شده  در ۲۱ مه ۲۰۱۳ توسط Wayback Machine Flight Global, 26 February 2009. Retrieved: 28 January 2012.
43. ↑  "FAB comemora dia da Aviação de Caça!" (in Portuguese). بایگانی‌شده  در ۱۹ سپتامبر ۲۰۰۸ توسط Wayback Machine alide.com.br. Retrieved: 28 January 2012.
44. ↑  "F-5EM com míssil Python IV" (in Portuguese). بایگانی‌شده  در ۲۵ دسامبر ۲۰۱۱ توسط Wayback Machine Poder Aéreo, 4 November 2010. Retrieved: 28 January 2012.
45. ↑  "As garras afiadas do F-5EM" (in Porguguse). بایگانی‌شده  در ۱۶ فوریه ۲۰۱۲ توسط Wayback Machine Poder Aéreo, 24 August 2008. Retrieved: 28 January 2012.
46. ↑  (Lake و Hewson 1996، ص. 53)
47. ↑  Plunkett, W. Howard. "When the Thunderbirds Flew the Thunderchief." Air Power History, Air Force Historical Foundation, Clinton, Maryland, Fall 2009, Volume 56, Number 3, pp. 24–25.
48. ↑  https://www.merriam-webster.com/dictionary/skosh
49. 1 2 3  «کاوَند» [زمین‌شناسی، ژئوفیزیک، شیمی، علوم جَوّ، علوم نظامی، مهندسی بسپار] هم‌ارزِ «probe»؛ منبع: گروه واژه‌گزینی. دفتر سیزدهم. فرهنگ واژه‌های مصوب فرهنگستان. تهران: انتشارات فرهنگستان زبان و ادب فارسی (ذیل سرواژهٔ کاوَند)
50. 1 2  «قیف» [علوم نظامی] هم‌ارزِ «drogue»؛ منبع: گروه واژه‌گزینی. دفتر سیزدهم. فرهنگ واژه‌های مصوب فرهنگستان. تهران: انتشارات فرهنگستان زبان و ادب فارسی (ذیل سرواژهٔ قیف)
51. 1 2  (Thompson 1996، صص. 4–6).
52. ↑  Hobson p. 43, 64, 70, 71, 73, 75, 83, 90, 268
53. ↑  (Thompson 1996، صص. 12, 14).
54. ↑  (Thompson 1996، ص. 16).
55. ↑  (Gervasi 1981، ص. 123).
56. ↑  (Auten 2008، ص. 390)
57. ↑  (Gilcrist 1994، ص. 95).
58. ↑  (Lake 1998، ص. 85).
59. ↑  Sprey 1972, p. 140.
60. ↑  "Northrop F-5 Freedom Fighter." بایگانی‌شده  در ۴ مارس ۲۰۱۴ توسط Wayback Machine Great Planes episode, Discovery Channel, May 2012.
61. 1 2 3  Cooper, Tom. "Ethiopia and Eritrea, 1950–1991." بایگانی‌شده  در ۱۱ مارس ۲۰۱۲ توسط Wayback Machine acig.org,  10 February 2008. Retrieved: 1 July 2011.
62. 1 2  "Ogaden War (Ethiopian-Somalia Conflict) 1977-1978".
63. 1 2  Cooper, Tom. , "Wings over Ogaden, 2015, ch. 3
64. ↑  Cooper, Tom & Fontanellaz, Adrian, "Ethiopian-Eritrean Wars Volume 1, 2018, ch. 4
65. ↑  "Which is Better, the F-5E Tiger II or the MiG-21? by Tom Cooper". 8 August 2016.
66. ↑  "Ethiopia: Hero Air Force General Passes Away". 5 October 2016.
67. ↑  Calvo, Luis (2018-06-06). "CASA Northrop F-5B". Fly News (به اسپانیایی). Retrieved 2024-03-10.
68. ↑  "Spain will operate the Northrop F5 light fighters until 2028" (به انگلیسی). 2023-03-02. Retrieved 2024-04-06.
69. ↑  Isayev, Jafarov, S. , T. (23 February 2012). "Iran now capable of overhauling and modifying F-5 Freedom fighter jet". Trend News Agency. Archived from the original on 4 February 2016. Retrieved 29 January 2016.
70. ↑  "The first air force to receive F-5E was the Imperial Iranian Air Force." بایگانی‌شده  در ۲۴ سپتامبر ۲۰۱۵ توسط Wayback Machine iiaf.net. Retrieved: 6 June 2010.
71. ↑  IRIAF بایگانی‌شده  در ۱ فوریه ۲۰۰۹ توسط Wayback Machine. iiaf.net. Retrieved: 6 June 2010.
72. ↑  "Arabian Peninsula & Persian Gulf Database: Iranian Air-to-Air Victories, 1982." بایگانی‌شده  در ۲۳ مارس ۲۰۱۰ توسط Wayback Machine acig.org, 16 September 2003. Retrieved: 15 May 2010.
73. ↑  Jakubovich, Nickolai (2012). "Neizvestnii MiG. Gordost sovetskogo aviaproma"/Razvedchiki/bombardirovshiki. Eksmo. (Russian:"Неизвестный «МиГ». Гордость советского авиапрома"/Разведчии/бомбардировщики, Николай Якубович, 2012)
74. ↑  Cordesman, Anthony H.; Wagner, Anthony H. Cordesman and Abraham (1990-05-01). "The Lessons of Modern War - Volume II - The Iran-Iraq War – Chapter 2: The Conditions That Shaped The Iran - Iraq War" (به انگلیسی). {{cite journal}}: Cite journal requires |journal= (help)
75. ↑  "Why Iran's Fighter-Jet Ripoff Is Just Fake News". 18 February 2017. Archived from the original on 22 May 2018.
76. ↑  "Os primeiros F-5 da FAB" [The Brazilian air force's first F-5s], Poder Aéreo (به پرتغالی), 1 July 2011, archived from the original on 26 July 2012, retrieved 26 January 2012.
77. ↑  Poggio, Guilherme (11 August 2011), "39 anos do voo do primeiro F-5E… e ele continua na ativa!" [39 years of the first F-5 flight… and it continues active!], Poder Aéreo (به پرتغالی), archived from the original on 12 September 2011, retrieved 28 December 2011.
78. ↑  "PAMA-SP 2011: um F-5B com roupa de 'Mike'" [PAMA-SP 2011: an F-5B dressed as a 'Mike'], Poder Aéreo (به پرتغالی), 7 November 2011, archived from the original on 4 November 2012, retrieved 27 December 2012.
79. ↑  "F-5A Freedom Fighter" بایگانی‌شده  در ۹ فوریه ۲۰۱۲ توسط Wayback Machine. Deagel. Retrieved: 28 December 2011.
80. ↑  "F-5 Brazil." بایگانی‌شده  در ۴ فوریه ۲۰۱۴ توسط Wayback Machine wikinvest, 28 May 2008. Retrieved: 29 December 2011.
81. ↑  "FAB compra Pod Litening III" (in Portuguese). بایگانی‌شده  در ۶ مه ۲۰۱۲ توسط Wayback Machine Alide. Retrieved: 26 January 2012.
82. ↑  "Diario Oficial da União" (in Portuguese). بایگانی‌شده  در ۲۱ مه ۲۰۱۳ توسط Wayback Machine scribd.com. Retrieved: 26 January 2012.
83. ↑  "Os F-5 da Jordânia, agora na FAB" (in Portuguese). بایگانی‌شده  در ۲۳ مه ۲۰۱۲ توسط Wayback Machine Poder Aéreo, 29 October 2009. Retrieved: 28 December 2011.
84. ↑  "Aeronáutica reforma 11 caças por R$ 276 mi" (in Portuguese). بایگانی‌شده  در ۲۴ اکتبر ۲۰۱۱ توسط Wayback Machine Agencia T1, 18 April 2011. Retrieved: 29 December 2011.
85. ↑  "Embraer Defense and Security to modernize 11 additional F-5 jet fighters for the Brazilian Air Force." بایگانی‌شده  در ۵ آوریل ۲۰۱۳ توسط Wayback Machine Deagel, 14 April 2011. Retrieved: 29 December 2011.
86. ↑  "ROCAF F-5A/B Program in CINCPAC History Series (Part 1)." بایگانی‌شده  در ۸ اکتبر ۲۰۱۱ توسط Wayback Machine taiwanairpower.org, 21 February 2009. Retrieved: 14 September 2009.
87. ↑  "F-5A/B Freedom Fighter (Part 1)." بایگانی‌شده  در ۲۸ ژوئیه ۲۰۱۱ توسط Wayback Machine taiwanairpower.org, 16 July 2006. Retrieved: 14 September 2009.
88. ↑  "Northrop F-5E/F Tiger II." بایگانی‌شده  در ۲۱ نوامبر ۲۰۰۹ توسط Wayback Machine taiwanairpower.org, 13 April 2008. Retrieved: 14 September 2009.
89. 1 2  (Johnsen 2006، ص. 35)
90. ↑  "RF-5E Tigergazer." بایگانی‌شده  در ۲۷ سپتامبر ۲۰۱۱ توسط Wayback Machine taiwanairpower, 12 June 2004. Retrieved: 14 September 2009.
91. ↑  " F-5E – a la Mirage." بایگانی‌شده  در ۲۸ ژوئیه ۲۰۱۱ توسط Wayback Machine taiwanairpower.org, 8 August 2006. Retrieved: 14 September 2009.
92. ↑  Hsu, Brian. "Unwanted fighter jet takes to the air in first test flight." بایگانی‌شده  در ۲۹ اوت ۲۰۰۸ توسط Wayback Machine taipeitimes.com The Taipei Times, 30 July 2002. Retrieved: 14 September 2009.
93. ↑  Jeziorski, Andrzej. "AIDC pins hopes on F-5 upgrade." flightglobal.com, 12 August 1999. Retrieved: 14 September 2009.
94. ↑  "Taiwan loses two fighter jets in apparent collision". www.aljazeera.com (به انگلیسی). Retrieved 2021-03-22.
95. ↑  Wilson 2002, p. 180.
96. ↑  "Singapore F-5 upgrade to go ahead." FlightGlobal.com, 13 March 1996. Retrieved: 28 June 2011.
97. ↑  Boey, David. "Meet Bitching Betty – She sits in a plane, one of 40 F-5S aircraft which have been upgraded at about $6 million a plane."The Straits Times (Singapore Press Holdings), 4 April 1999, p. 23. Retrieved: 22 March 2012.
98. ↑  "Northrop F-5T Tiger II 853 1:72 Scale". Headway Aviation (به انگلیسی). Archived from the original on 22 August 2021. Retrieved 2021-08-22.
99. ↑  "Northrop F-5E Tiger II". Swiss Air Force. آوریل 2015. Archived from the original on 28 July 2016. Retrieved 9 June 2016.
100. ↑  de Larrinaga, Nicholas. "Swiss voters reject Gripen purchase." بایگانی‌شده  در ۲۷ ژوئیه ۲۰۱۴ توسط Wayback Machine IHS Jane's Defence Weekly, 18 May 2014. Retrieved: 22 July 2014.
101. ↑  "Northrop F-5E." بایگانی‌شده  در ۲۸ نوامبر ۲۰۱۴ توسط Wayback Machine Swiss Government. Retrieved: 23 December 2014.
102. ↑  "Stimmvolk sagt hauchdünn Ja zu neuen Kampfjets". SRF. September 2020. Retrieved 3 March 2022.
103. ↑  "Air2030: Bundesrat beschliesst Beschaffung von 36 Kampfflugzeugen des Typs F-35A". Swiss Air Force. June 2021. Retrieved 3 March 2022.
104. ↑  Erster ausser Dienst gestellter F-5 Tiger den amerikanischen Streitkräften übergeben
105. ↑  "PAF to retire F-5 fleet". Philippine Star, 29 September 2005. Retrieved: 8 April 2009.
106. 1 2  Evangelista, Kate. "Philippine Air Force to buy 6 fighter jets." بایگانی‌شده  در ۲ سپتامبر ۲۰۱۱ توسط Wayback Machine Globalnation via inquirer.net, 1 July 2011. Retrieved: 11 October 2011.
107. ↑  "한국형 전투기 개발 계획： KF-X 사업(보라매사업)-pdf" [Korean fighter development plan:KF-X project (Boramae project)] (PDF) (به کره‌ای). 국회입법조사처. 2015-09-10. Retrieved 2017-12-21. {{cite web}}: C1 control character in |url= at position 70 (help)
108. ↑  Weinraub, Bernard. "U.S. to Sell Kenya 12 F‐5's In $70 Million Arms Deal." بایگانی‌شده  در ۲۷ اکتبر ۲۰۲۳[عدم تطابق تاریخ] توسط Wayback Machine nytimes.com, 17 June 1976. Retrieved: 26 October 2023.
109. ↑  Axe, David. "Kenyan Jets Spearhead Somalia Operation." بایگانی‌شده  در ۴ ژانویه ۲۰۱۲ توسط Wayback Machine offiziere.ch, 1 November 2011. Retrieved: 24 April 2012.
110. ↑  (Cooper و Grandolini 2018، صص. 40–41)
111. 1 2  (Cooper، Grandolini و Fontanellaz 2019، ص. 18)
112. ↑  Cooper, Tom. "Morocco, Mauritania & West Sahara since 1972". ACIG.org. Archived from the original on 4 March 2016. Retrieved 1 January 2016.
113. ↑  (Cooper و Grandolini 2018، ص. 43)
114. ↑  (Cooper، Grandolini و Fontanellaz 2019، صص. 26,32)
115. 1 2  (Cooper، Grandolini و Fontanellaz 2019، صص. 74–75)
116. ↑  (Cooper، Grandolini و Fontanellaz 2019، صص. 60–61, 68)
117. ↑  (Cooper، Grandolini و Fontanellaz 2019، ص. 44)
118. ↑  (Cooper، Grandolini و Fontanellaz 2019، ص. 45)
119. ↑  (Cooper، Grandolini و Fontanellaz 2019، ص. 61)
120. ↑  (Cooper، Grandolini و Fontanellaz 2019، ص. VII)
121. ↑  (Cooper، Grandolini و Fontanellaz 2019، ص. 62)
122. ↑  (Cooper، Grandolini و Fontanellaz 2019، صص. 55,VII)
123. ↑  Darling, Juanita (1995-09-17). "4 Planes Crash in Mexico Festivities; 6 Killed". Los Angeles Times (به انگلیسی). Retrieved 2023-03-08.
124. ↑  "México reactiva sus aviones F-5E/F Tigre II HD 2021". YouTube. Mexicoaeroespacial y Defensa. 11 February 2021. Archived from the original on 2021-10-30. Retrieved 12 August 2021.
125. 1 2  "Luftvorsvaret - Air Force". The Northrop F-5 Enthusiast Page. Archived from the original on 11 October 2018. Retrieved 11 October 2018.
126. ↑  Hafsten, Bjørn. "Northrop F-5 i norsk tjeneste" (Northrop F-5 in Norwegian Service) (In Norwegian). Warbirds of Norway Newsletter, 2009.
127. ↑  Dalløkken, Per Erlien (25 October 2011). "F-5 blir gitt bort". Teknisk Ukeblad (به نروژی). Retrieved 2 May 2017.
128. ↑  Egeberg, Tore Bergsaker, Kristoffer (2017-05-02). "Slakter salg av jagerfly til Texas-milliardær". dagbladet.no (به نروژی). Retrieved 2020-12-09.
129. ↑  "CINCPAC Command History 1975" (PDF). Commander in Chief Pacific. 7 October 1976. pp. 467–70. Retrieved 19 January 2024. This article incorporates text from this source, which is in the public domain.
130. 1 2  Peck, Michael (21 May 2017). "Is Vietnam Really Planning on Bringing Back 50-Year-Old American Fighter Planes?". The National Interest. Archived from the original on 25 June 2017.
131. ↑  Toperczer (29) pp. 80, 81.
132. ↑  Photo of a Northrop F-5E Tiger II in Kraków, Poland a gift of the Democratic Republic of Vietnam.بایگانی‌شده  در ۲۹ مارس ۲۰۱۳ توسط Wayback Machine muzeumlotnictwa.pl. Retrieved: 15 May 2010.
133. 1 2  (Cooper 2017، ص. 40)
134. ↑  (Cooper 2017، ص. 41)
135. ↑  (Cooper 2017، ص. 47)
136. ↑  (Cooper 2017، ص. 48)
137. ↑  (Cooper 2017، ص. 49)
138. ↑  (Cooper 2017، ص. 51)
139. ↑  (Cooper 2017، صص. 52–53)
140. ↑  (Cooper 2018، ص. 14)
141. ↑  (Cooper 2018، صص. 14,29)
142. ↑  (Cooper 2018، ص. 43)
143. ↑  "Northrop F-5A/B και NF-5A/Β Freedom Fighter" (به یونانی). Πολεμική Αεροπορία. Archived from the original on 15 October 2013. Retrieved 12 October 2013.
144. ↑  "Coalition Fixed-Wing Combat Aircraft Attrition in Desert Storm." بایگانی‌شده  در ۱۲ مارس ۲۰۱۲ توسط Wayback Machine rjlee.org. Retrieved: 24 April 2012.
145. ↑  "TADS (Tactical Air Defense Services, Inc." بایگانی‌شده  در ۲۳ فوریه ۲۰۱۴ توسط Wayback Machine A-4 Skyhawk Association. Retrieved: 23 December 2014.
146. ↑  Luark, C. "AeroGroup trains Belgium F-16 Pilots at KB." بایگانی‌شده  در ۲۱ فوریه ۲۰۱۴ توسط Wayback Machine f-16.net, 2 June 2008. Retrieved: 23 December 2014.
147. ↑  "Train Like You Fight...Fight Like You Train." بایگانی‌شده  در ۲۵ فوریه ۲۰۱۴ توسط Wayback Machine aerogroupinc.com, 2014. Retrieved: 23 December 2014.
148. ↑  Chennoufi, A. "Tunisia Regions: air and land bombardments shelters 53 terrorists Jebal Châambi using F-5."[پیوند مرده] tunivisions.net, 2 August 2013. Retrieved: 23 December 2014.
149. ↑  Abdelmoumen, Khalil. "Jebel Chaâmbi: Intensive shelling using F5." بایگانی‌شده  در ۲۴ دسامبر ۲۰۱۴ توسط Wayback Machine webdo, 24 April 2014. Retrieved: 23 December 2014.
150. ↑  "Les chasseurs F-5 entrent en action à Jebel Samama". 12 August 2013. Archived from the original on 16 August 2013. Retrieved 5 June 2017.
151. ↑  "Northrop YF-5A Freedom Fighter". National Museum of the U.S. Air Force. United States Air Force.
152. ↑  "USAF Vietnam Operations". The Northrop F-5 Enthusiast Page. Archived from the original on 18 April 2021. Retrieved 18 April 2021.
153. ↑  "RTAF completes upgrades to F-5 fighter aircraft fleet". Janes. 24 February 2023.
154. ↑  "อัพเกรดแล้ว "F-5TH" เสือโคตรดุ ทอ. ไทย เทียบชั้นเครื่องขับไล่ยุค 4.5". Thairath. 13 November 2019.
155. ↑  https://www.savunmasanayist.com/turkiyenin-f-5a-b-freedom-fighter-seruveni/
156. ↑  (Johnsen 2006، ص. 81)
157. 1 2
158. ↑  Lee, Ching-tang (13 January 2018). "守護台海40年 老當益壯的「中正號」F-5戰機". China Times. Retrieved 17 March 2023.
159. ↑  Carlos Martí Sempere (2006). "Tecnología de la Defensa" (PDF) (به اسپانیایی). Instituto Universitario "General Gutiérrez Mellado" (UNED). Retrieved 29 January 2009.[پیوند مرده]
160. ↑  (Hoyle 2021، ص. 21)
161. ↑  (Lake و Hewson 1996، ص. 90)
162. ↑  2024 World Air Forces, Flight Global, p.13
163. ↑  "F-5s FAB". fab.mil.br (به پرتغالی). Retrieved 17 October 2024.
164. 1 2 3  (Hoyle 2021، ص. 14)
165. ↑  "O Plano de Desativação dos caças Northrop F-5 da Força Aérea Brasileira". Poder Aéreo (به پرتغالی). 30 April 2023. Retrieved 17 October 2024.
166. ↑  "Brazilian air force confirms Gripen acquisition numbers". Flight Global. 18 November 2014. Archived from the original on 27 April 2019. Retrieved 4 May 2019.
167. ↑  "Botswana buys CF-5s". بایگانی‌شده  در ۹ مارس ۲۰۱۲ توسط Wayback Machine Flight International, 19–25 June 1996, p. 22.
168. ↑  "Botswana Defence Force". Scramble.nl. Archived from the original on 20 January 2012. Retrieved 9 July 2012.
169. ↑  Knott and Spearman 2003, p. 76.
170. ↑  "About the NF-5 Aircraft." بایگانی‌شده  در ۲۷ نوامبر ۲۰۱۵ توسط Wayback Machine Turkish Air Force. Retrieved: 23 December 2014.
171. ↑  SABAH, DAILY (2021-04-07). "Training aircraft crashes in Turkey's Konya, pilot dead". Daily Sabah (به انگلیسی). Retrieved 2021-04-08.
172. ↑  "HÜRJET ile ilgili heyecanlandıran gelişme". Air News Times (به ترکی استانبولی). 2021-03-06. Retrieved 2021-04-08.
173. ↑  (Hoyle 2021، ص. 31)
174. ↑  (Hoyle 2021، ص. 29)
175. ↑  "Kenyan military aviation." بایگانی‌شده  در ۲۷ دسامبر ۲۰۰۸ توسط Wayback Machine OrBat. Retrieved: 1 July 2011.
176. ↑  "Air force (Kenya), Air force." بایگانی‌شده  در ۱۴ آوریل ۲۰۱۱ توسط Wayback Machine janes.com. Retrieved: 1 July 2011.
177. ↑  (Hoyle 2021، ص. 22)
178. ↑  de Ridder, Dirk Jan. Alpine Tigers face extinction, AirForces Monthly magazine, February 2011 issue, pp. 76–81.
179. ↑  "Northrop F-5E Tiger II". Archived from the original on 10 August 2020. Retrieved 25 April 2020.
180. ↑  McPhee, John. "La Place de la Concorde Suisse-II." بایگانی‌شده  در ۹ نوامبر ۲۰۱۳ توسط Wayback Machine The New Yorker, 7 November 1983, p. 55. Retrieved: 22 July 2013.
181. ↑  SWISS TIGERS by Emiel Snoot
182. ↑  (Lake و Hewson 1996، صص. 92–93)
183. ↑  "Chile to increase F-16 fleet." بایگانی‌شده  در ۱۹ اکتبر ۲۰۰۸ توسط Wayback Machine milaviapress.com. Retrieved: 9 January 2010.
184. ↑  Flight International 15–21 December 2009, p. 37.
185. ↑  "Uruguay; Air Force expresses interest in Chilean surplus F-5." بایگانی‌شده  در ۲۲ فوریه ۲۰۱۴ توسط Wayback Machine Dmilt.com, 24 March 2013.
186. ↑  "Whither the Mexican Air Force Combat Fleet? | Manohar Parrikar Institute for Defence Studies and Analyses". idsa.in. Retrieved 2021-01-12.
187. ↑  "Mexican military aviation." بایگانی‌شده  در ۲۰ دسامبر ۲۰۰۸ توسط Wayback Machine OrBat. Retrieved: 9 January 2010.
188. 1 2  (Hoyle 2021، ص. 24)
189. ↑  Elbcom "F-5". بایگانی‌شده  در ۱۹ ژوئیه ۲۰۱۳ توسط Wayback Machine Royal Moroccan Air Force. Retrieved: 23 December 2014.
190. 1 2  (Lake و Hewson 1996، ص. 94)
191. ↑  (Hoyle 2021، صص. 19–20)
192. ↑  (Cooper 2018، ص. 29)
193. ↑  2024 World Air Forces, Flight Global, p.34
194. ↑  Kondaurov, V. N. "Взлетная полоса длиною в жизнь." (in Russian) بایگانی‌شده  در ۱۷ سپتامبر ۲۰۱۱ توسط Wayback Machine testpilot.ru. Retrieved: 30 June 2011.
195. ↑  Book: US Aircraft in the Soviet Union and Russia, Authors Yefim Gordon, Sergey& Dmitriy Komissarov. Midland publishing UK. Page 249 to Page 254 شابک ‎۹۷۸−۱−۸۵۷۸۰−۳۰۸−۲
196. ↑  "Brazilian Air Force auctions three F-5 fighter airframe". 21 May 2020.
197. ↑  Saragih, Maylina (17 April 2018). 18 Pesawat Warnai Muspusdirla Yogyakarta. Jakarta: Dinas Penerangan Angkatan Udara. pp. 43–44.
198. ↑  (Lake و Hewson 1996، ص. 77)
199. ↑  Tamir Eshel (23 October 2014). "Keeping the Tigers Flying". Defense Update. Archived from the original on 10 July 2018. Retrieved 16 May 2018.
200. ↑  "RSAF - Assets". Archived from the original on 10 July 2018. Retrieved 10 July 2018.
201. ↑  "Saudi Arabia AF". Archived from the original on 25 November 2018. Retrieved 24 November 2018.
202. ↑  "Trade Registers". Archived from the original on 29 December 2017. Retrieved 24 November 2018.
203. ↑  "Arms, Transparency and Security in South-East Asia" بایگانی‌شده  در ۵ اوت ۲۰۰۹ توسط Wayback Machine books.sipri.org, 1997, p. 113. Retrieved: 14 September 2009.
204. ↑  Taylor, John. Gallery of Far Easy / Pacific Airpower. p. 61.
205. ↑  Fuguet, Erwin; Rivas, Santiago (2021-03-21). "An insight into Venezuela's modern air force". Key Publishing. Retrieved 2023-11-04.
206. ↑  Gordon 2008, pp. 403–410.
207. 1 2  (Lake و Hewson 1996، ص. 98)
208. 1 2  (Lake و Hewson 1996، ص. 99)
209. ↑  "Northrop F-5A / B and NF-5A / B Freedom Fighter." بایگانی‌شده  در ۱۵ اکتبر ۲۰۱۳ توسط Wayback Machine Hellenic Air Force. Retrieved: 23 December 2014.
210. ↑  Taylor, John W.R., ed. (1976). Jane's all the World's Aircraft 1976–77 (67th ed.). London: Jane's Yearbooks. pp. 344–346. ISBN 0-354-00538-3.
211. ↑  Green, William; Swanborough, Gordon (1994). The Complete Book of Fighters. London: Salamander. pp. 458–460. ISBN 1-85833-777-1.
212. ↑  Loftin, L.K. (Jr.). "Quest for Performance: The Evolution of Modern Aircraft Appendix A (Continued) [488-489] Table V - Characteristics of Illustrative Jet Fighter Aircraft Physical characteristics". www.hq.nasa.gov. Archived from the original on 16 January 2017. Retrieved 3 May 2019.
213. ↑  Lednicer, David. "The Incomplete Guide to Airfoil Usage". m-selig.ae.illinois.edu. Archived from the original on 26 March 2019. Retrieved 16 April 2019.
214. ↑  "Card 3." Recognition Study Cards – U.S. and Foreign Aircraft (Device 5E14H. LSN 6910-LL-C006462: 55 Cards). Orlando, Florida, USA: Naval Training Equipment Center, Department of the Navy, 1982.
215. ↑  "F-5E Tiger II". Archived from the original on 10 August 2020. Retrieved 24 April 2020.
216. ↑  "F-5Tiger Fighter jet - Northrop Grumman". Archived from the original on 8 April 2020. Retrieved 24 April 2020.
217. 1 2  Parsch, Andreas. "AN/APQ – Equipment Listing." بایگانی‌شده  در ۱۲ ژوئن ۲۰۱۰ توسط Wayback Machine Designation-Systems.net, 1 July 2007. Retrieved: 5 June 2012.
218. ↑  "APQ-157 on F-5F". Archived from the original on 8 June 2020. Retrieved 8 June 2020.